# Biserica de lemn Sf. Arhangheli din Rogoz

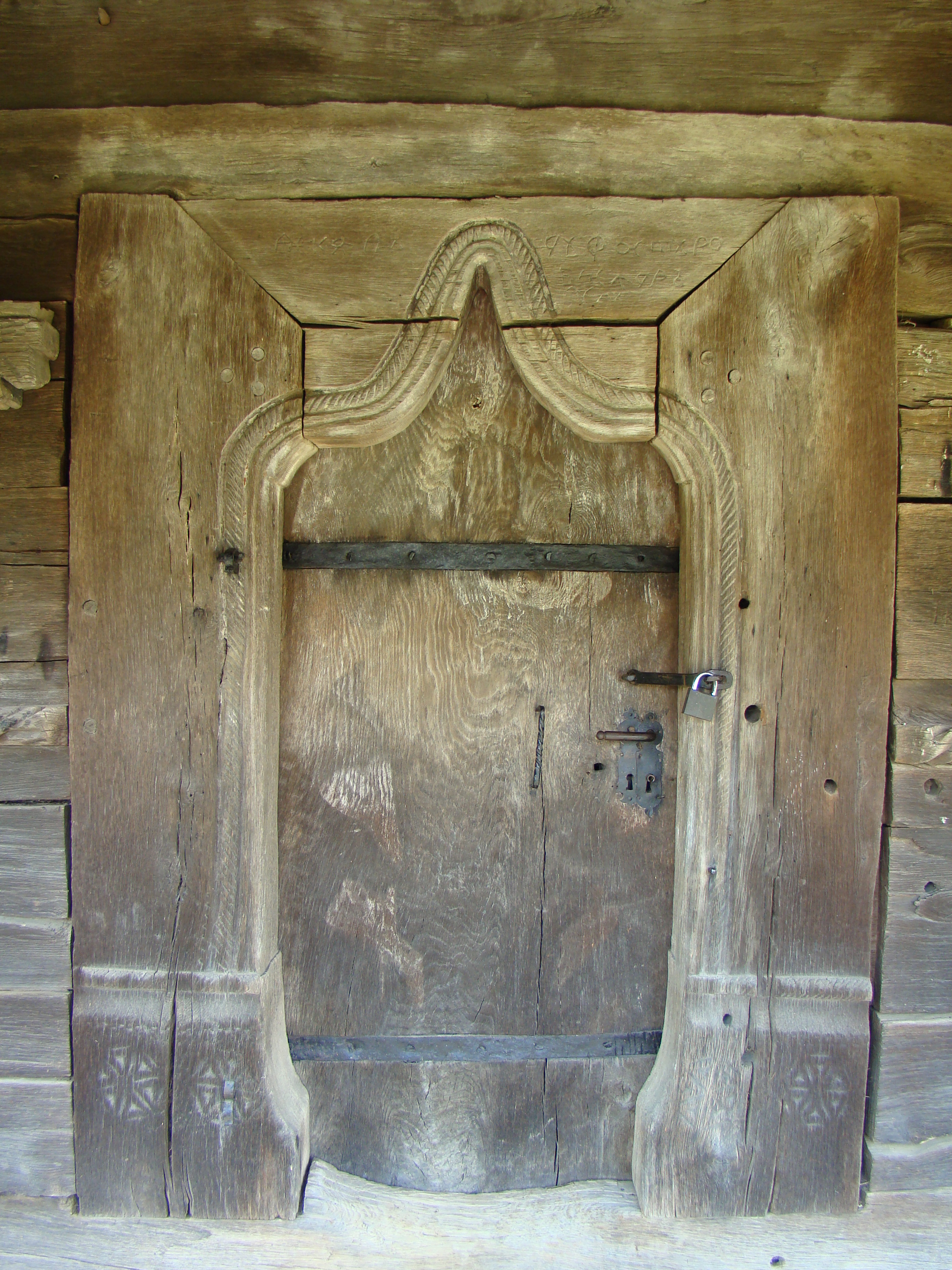
Portalul intrării tăiat în acoladă cu inscripţia de aducere aminte a invaziei tătare din 1661: „de când au fostu robie în arde[a]lu”, foto: mai 2009.

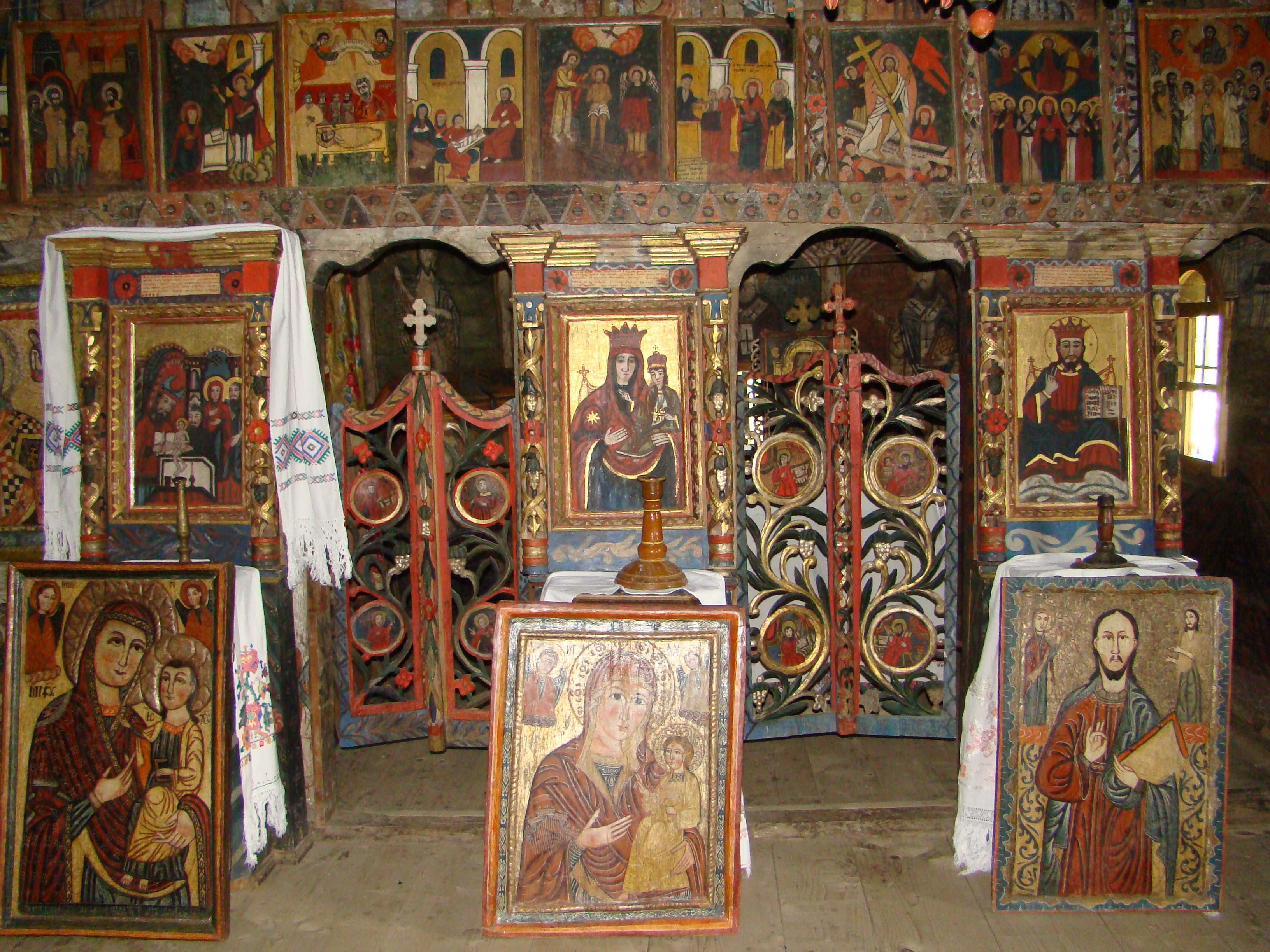
Iconostasul cu două rânduri de icoane împărăteşti, foto mai 2009.

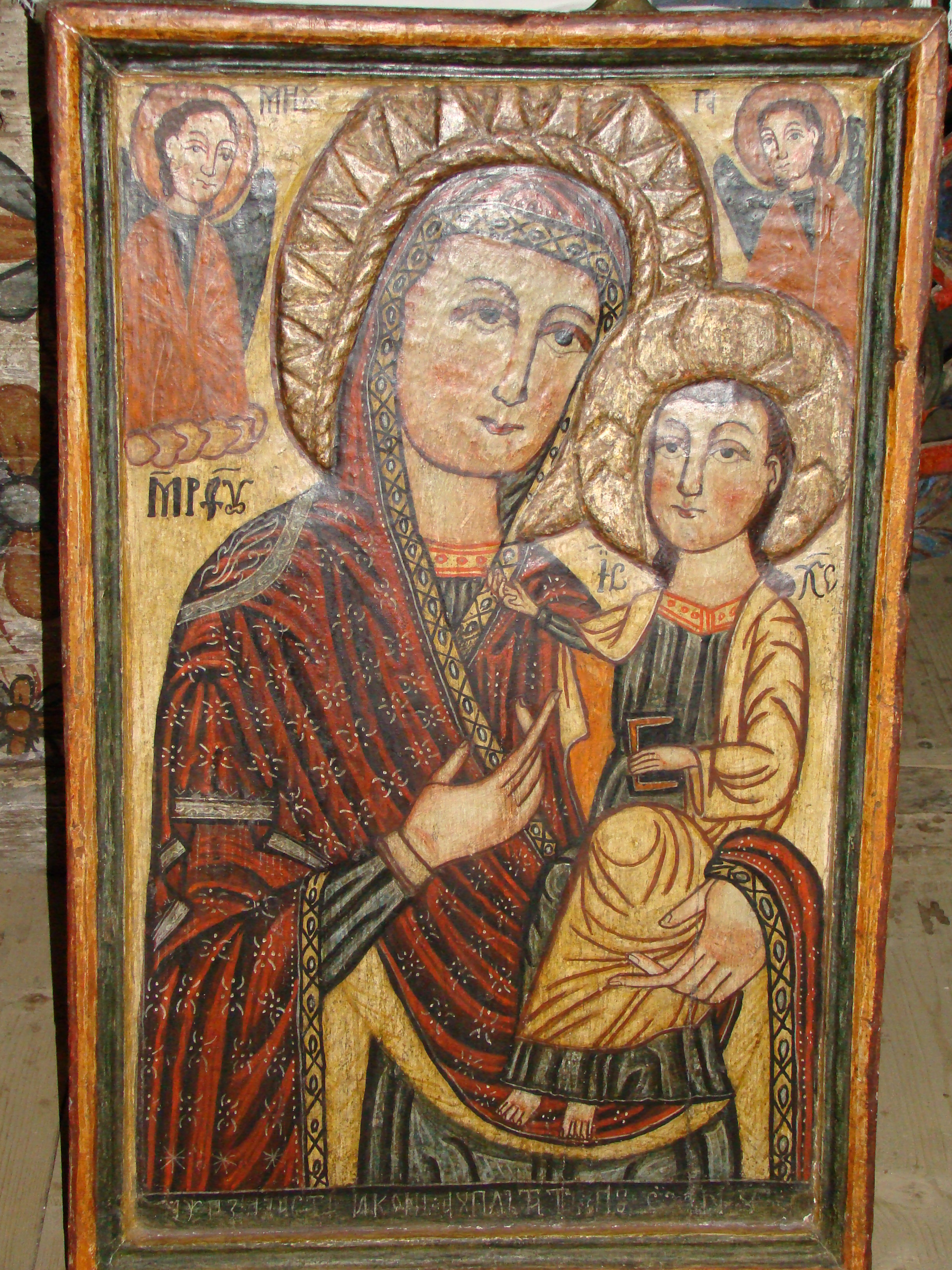
Maica Domnului cu Pruncul (Radu Muntean, secolul XVIII)

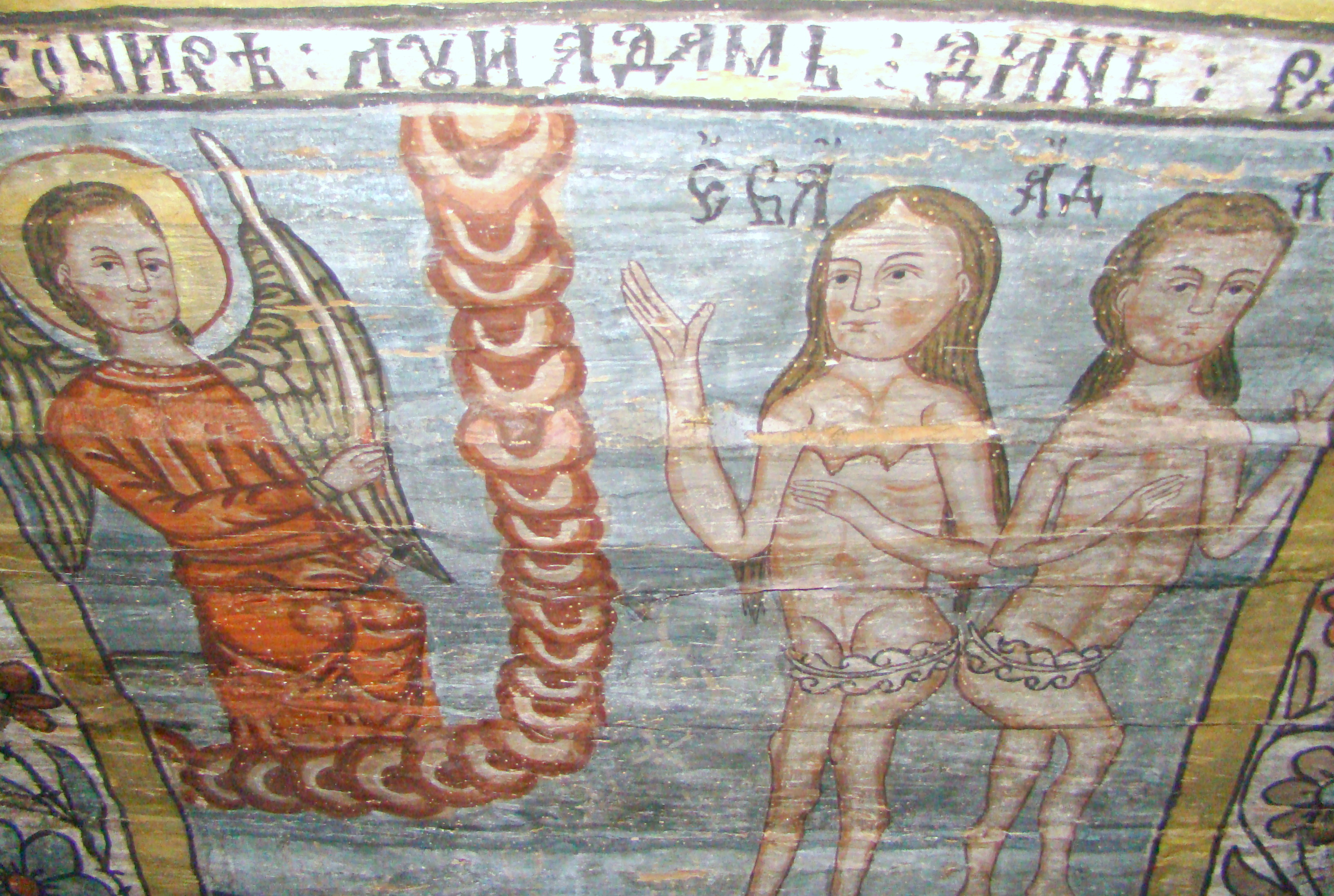
Izgonirea din Rai

Biserica de lemn „Sfinții Arhangheli Mihail și Gavril” din Rogoz, județul Maramureș este una dintre cele mai interesante și valoroase din Transilvania. Construcția este datată de tradiție în anul 1663, moment susținut de inscripția de la intrare care evocă invazia tătară din 1661. Se află pe lista monumentelor istorice din 2004, cod MM-II-m-A-04618. Acest monument istoric este înscris și în Lista Patrimoniului Mondial, cod 904.

## Istoric
Biserica se află în Țara Lăpușului, pe valea râului Lăpuș, și a fost construită după invazia tătară de la 1661, eveniment evocat de inscripția de la intrare: „de când au fostu robie în arde[a]lu”. Tradiția ridicării bisericii în anul 1663 de către obștea satului, pe locul unei biserici mai vechi, a fost desigur ținută vie de inscripția de la intrare, nedatată dar ușor de fixat în timp. Trăsăturile constructive trimit spre aceeași perioadă de timp. 
În anul 1785 a fost pictată de zugravii Radu Munteanu și Nicolae Man; după cum specifică următoarea inscripție din altar: „În anul 1785 această sfântă besăric[ă] s-au zugrăvit, în zilele prea înălțatului împ[ăra]t Iosif al doilea, arhireu neunit fiind țăriai Ghedeon Nichitici, protopop Lador Ilie din Chiuești, preoți ai satului Mane popa Todor și Vlașin popa Ioan, și au plătit robu lu[i Dumn]ezeu acesta Man Grigorie și soața sa Ioană”. O inscripție în naos precizează că: „În anul 1785 luna iunie 10 zile au început [a s]e zugrăvi acea[s]tă sf[â]ntă bi[seri]că și s-au isprăvit [în lu]na lui sep[t]e[m]vrie 11 zile”. Tot în naos este evocată și invazia tătară din 1717 și apar semnăturile zugravilor: „Văleat din tătărime 1717. Zugravi fiind Muntean[u] Ra[du din U]ngureni și Ma[n] Niculae de la Poian[a] Po[r]cului.”
În 1834 a fost construită tribuna de pe vestul naosului, al cărei parapet a fost repictat în același an, conform inscripției aflate pe marginea acestuia: „S-au zugrăvit acest pod în anul de la Hs. 1834, făt fiind Bod(ea) Grigorie”. Tot atunci au fost modificate ferestrele naosului și au fost repictate plafonul pronaosului și bolta naosului.

## Trăsături
Biserica are un tip de plan mai rar întâlnit: pronaos poligonal, cu acces pe sud, naos dreptunghiular și absida altarului în retragere, poligonală, cu șapte laturi. La interior, meșter-grinda bolții naosului și consolele sunt decorate cu motivul frânghiei. Exteriorul bisericii este bogat decorat: fațada sudică are în zona mediană motivul profilat al frânghiei, ușa de intrare în biserică are deschidere în acoladă și ancadrament decorat cu profil simplu dublat de frânghie și rozete, iar în stânga ușii se află o cruce decorată cu aceleași motive. Streașina este sprijinită pe console cu terminație în cap de cal, iar grinzile de sub streașină au muchiile crestate. Acoperișul este asimetric (cu circa 1,20 m față de ax) pentru a proteja „masa moșilor” aflată de-a lungul fațadei nordice. Deasupra pronaosului se ridică turnul-clopotniță, pătrat, cu camera clopotelor deschisă, în consolă, cu stâlpi și arcade,iar acoperișul înalt, piramidal, are turnulețe de colț. Pictura contribuie și ea, în mod esențial, la valoarea deosebită a acestui monument. Înrudită ca iconografie și stil cu cea realizată de Radu Munteanu la Desești-Maramureș, pictura impresionează prin decorativismul ansamblului, prin desenul cu linii groase, egale și prin cromatica luminoasă.

## Imagini din exterior

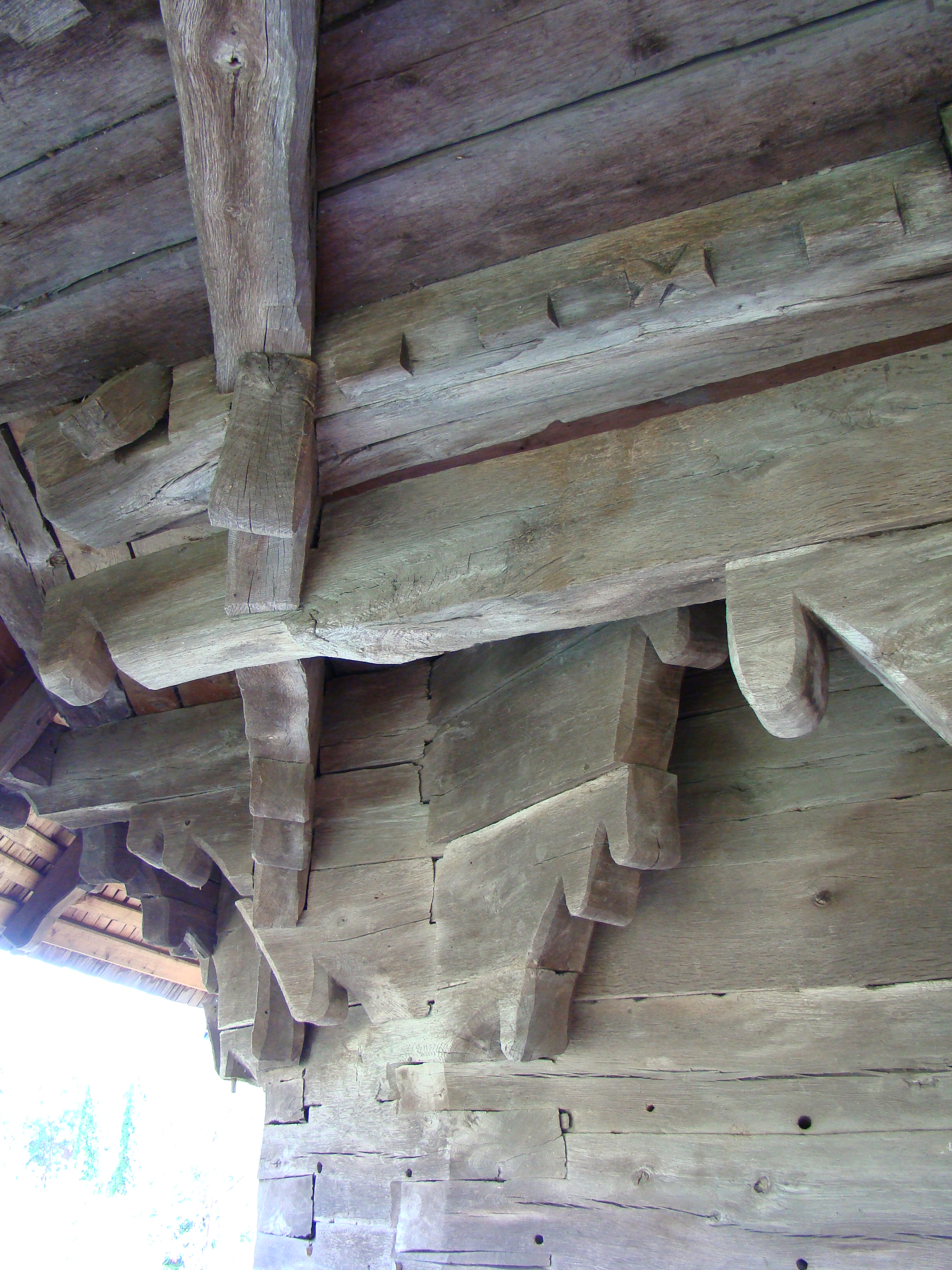
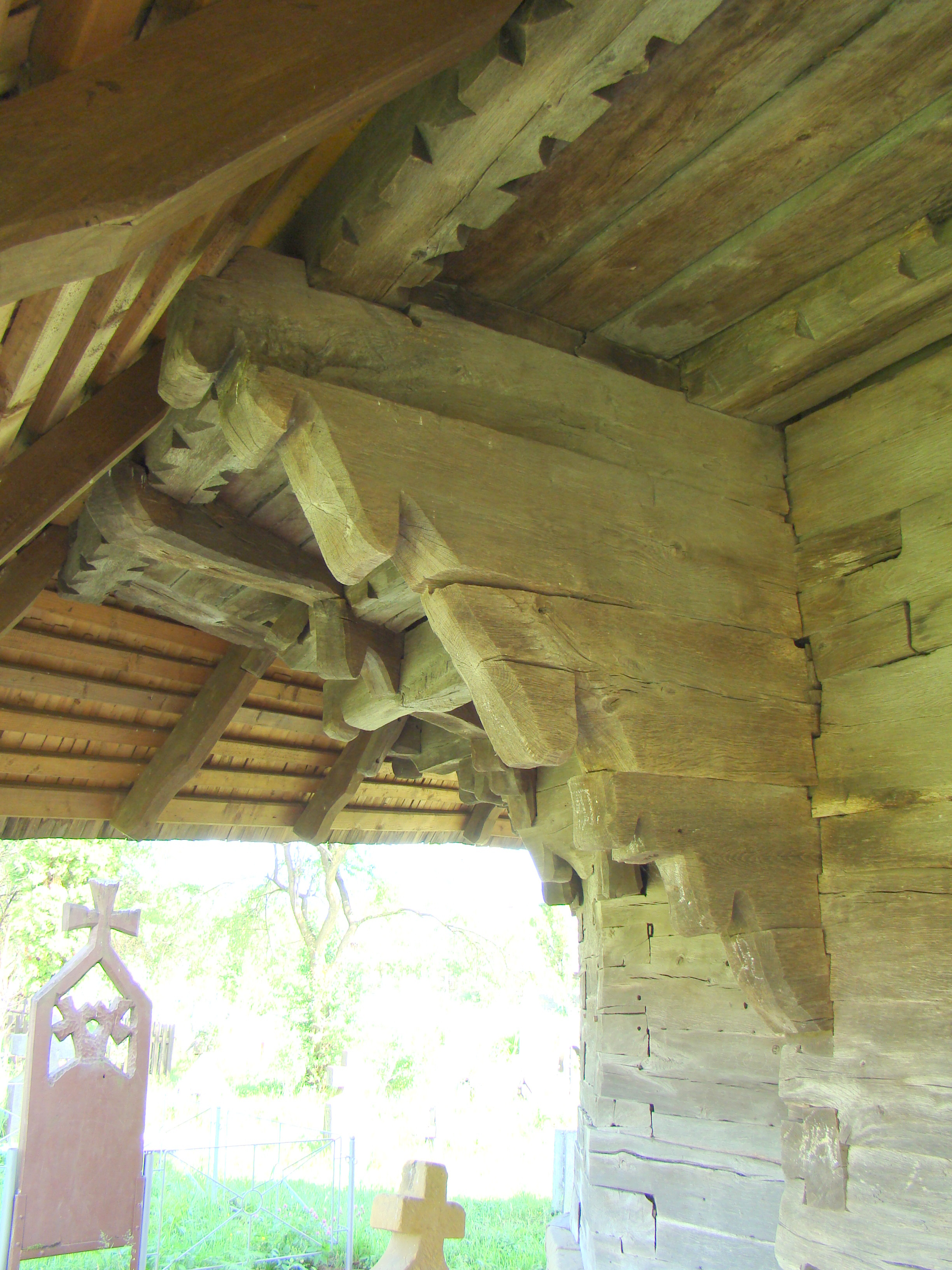
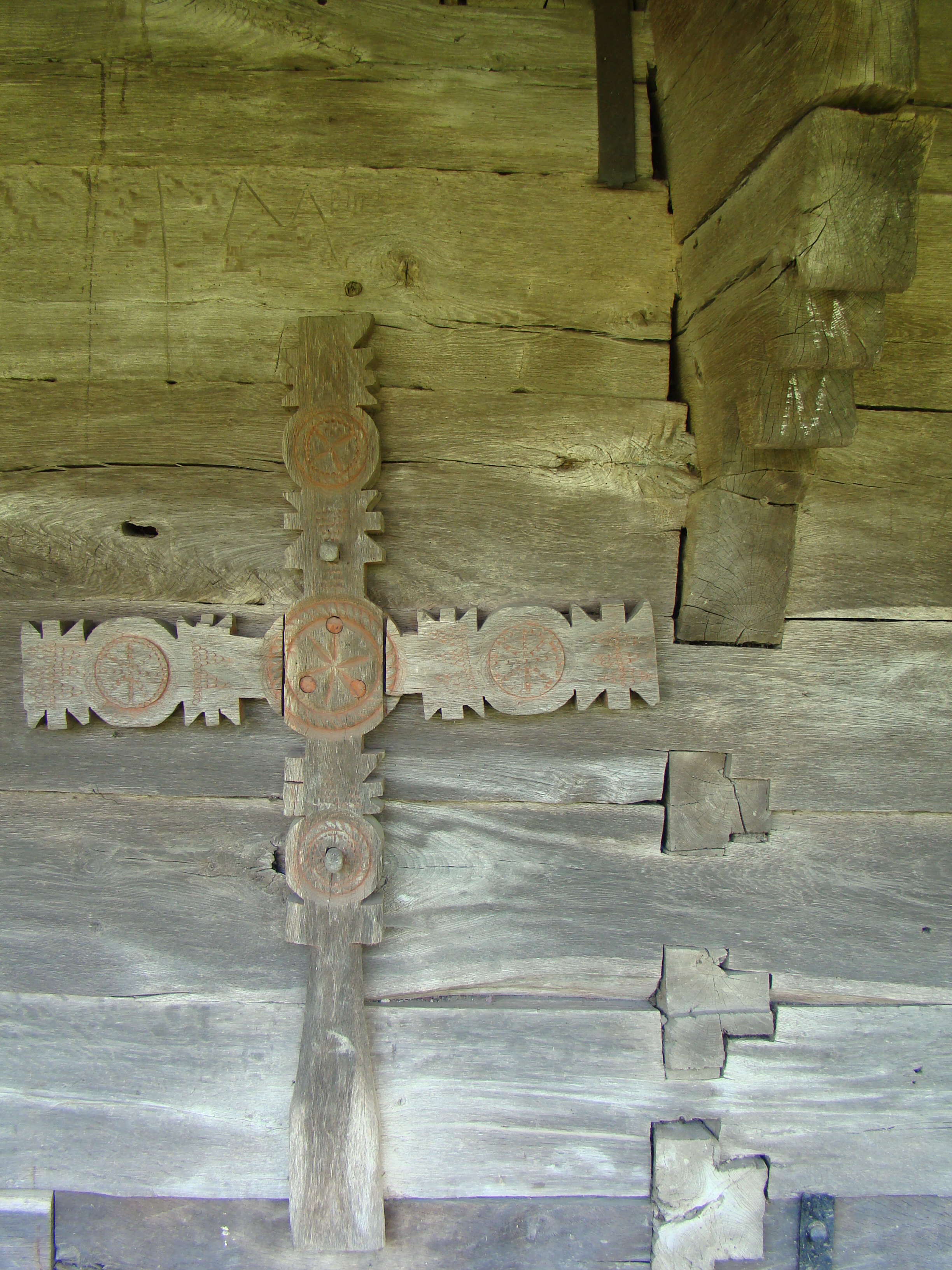
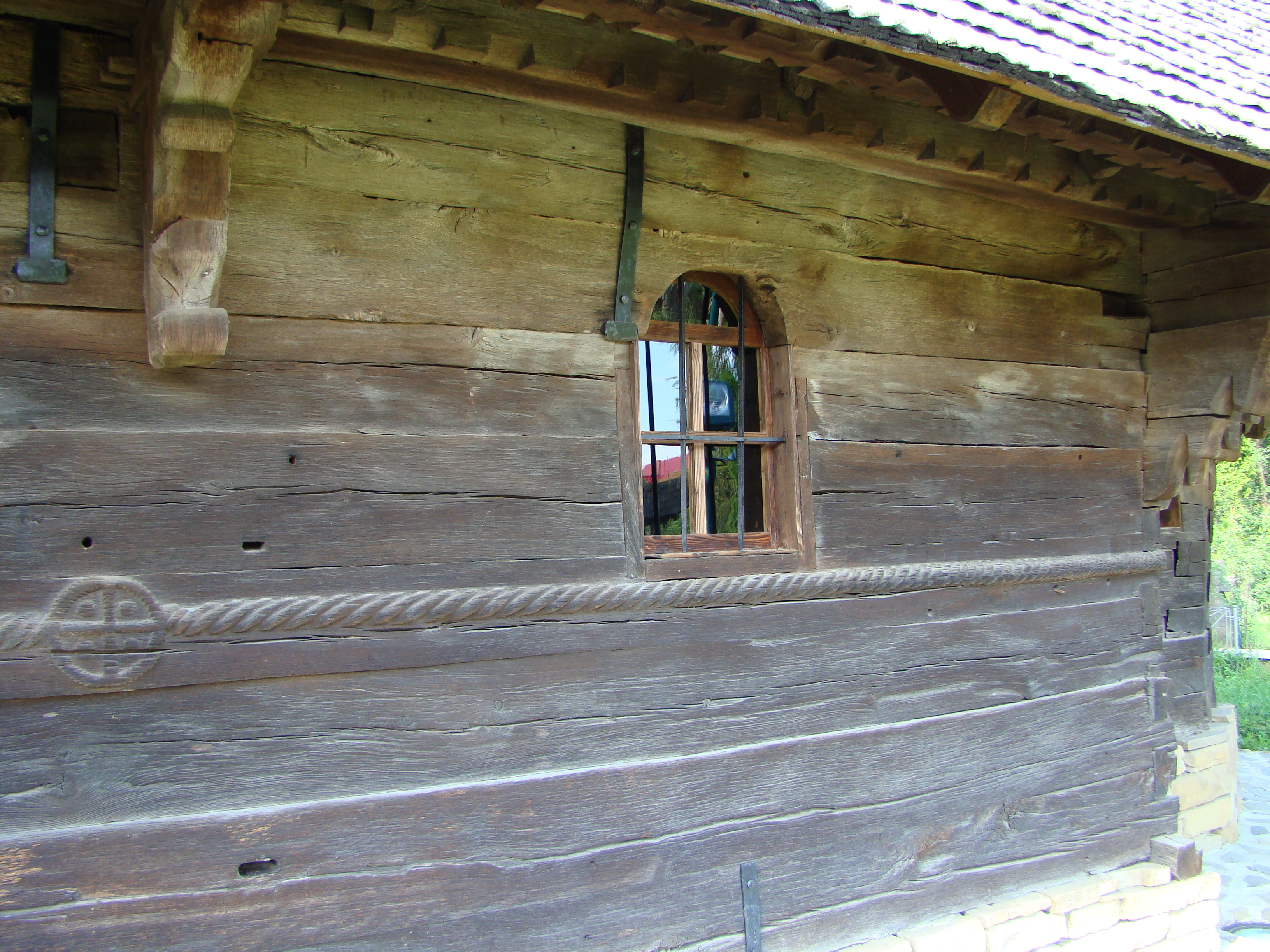
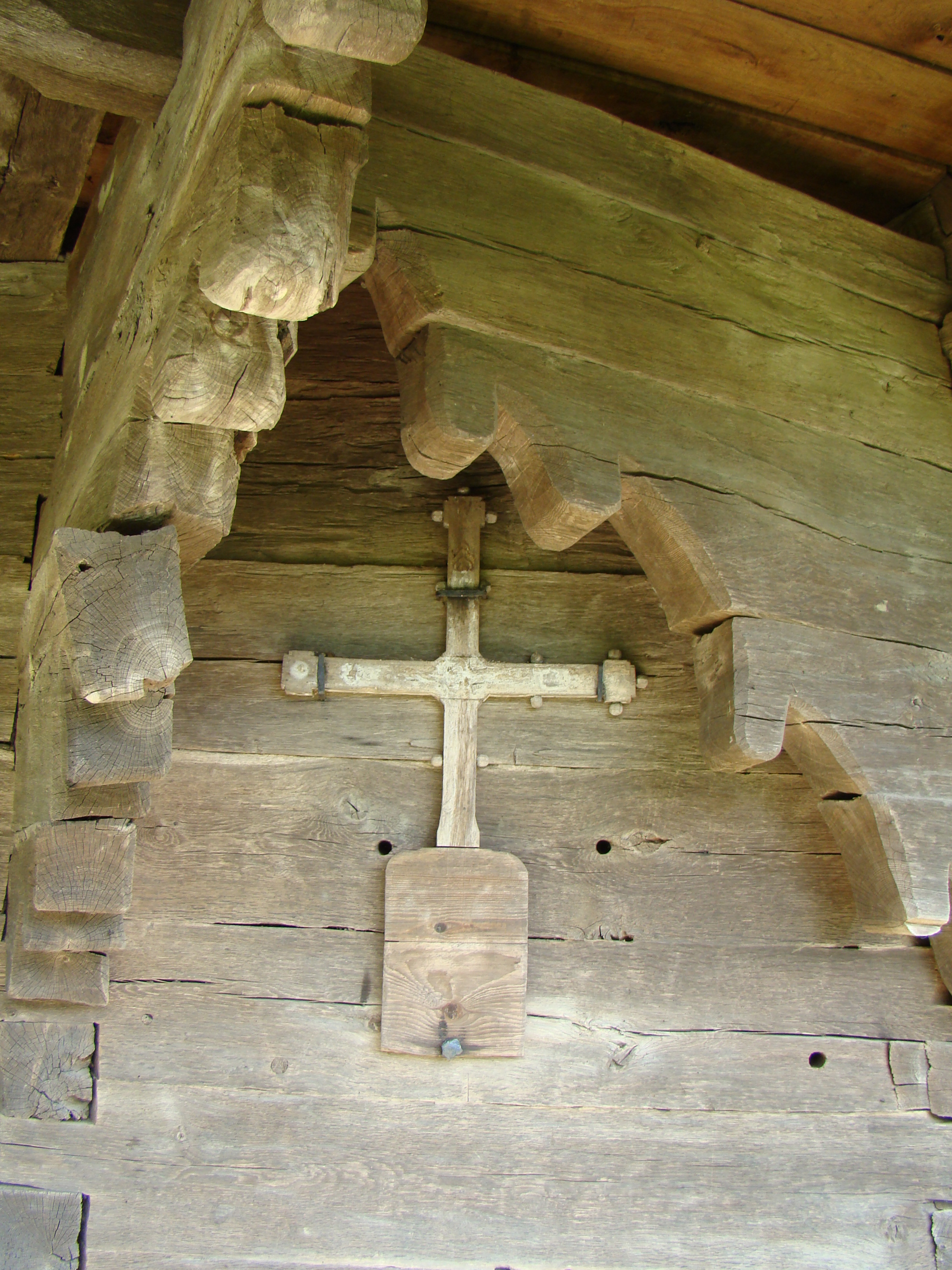
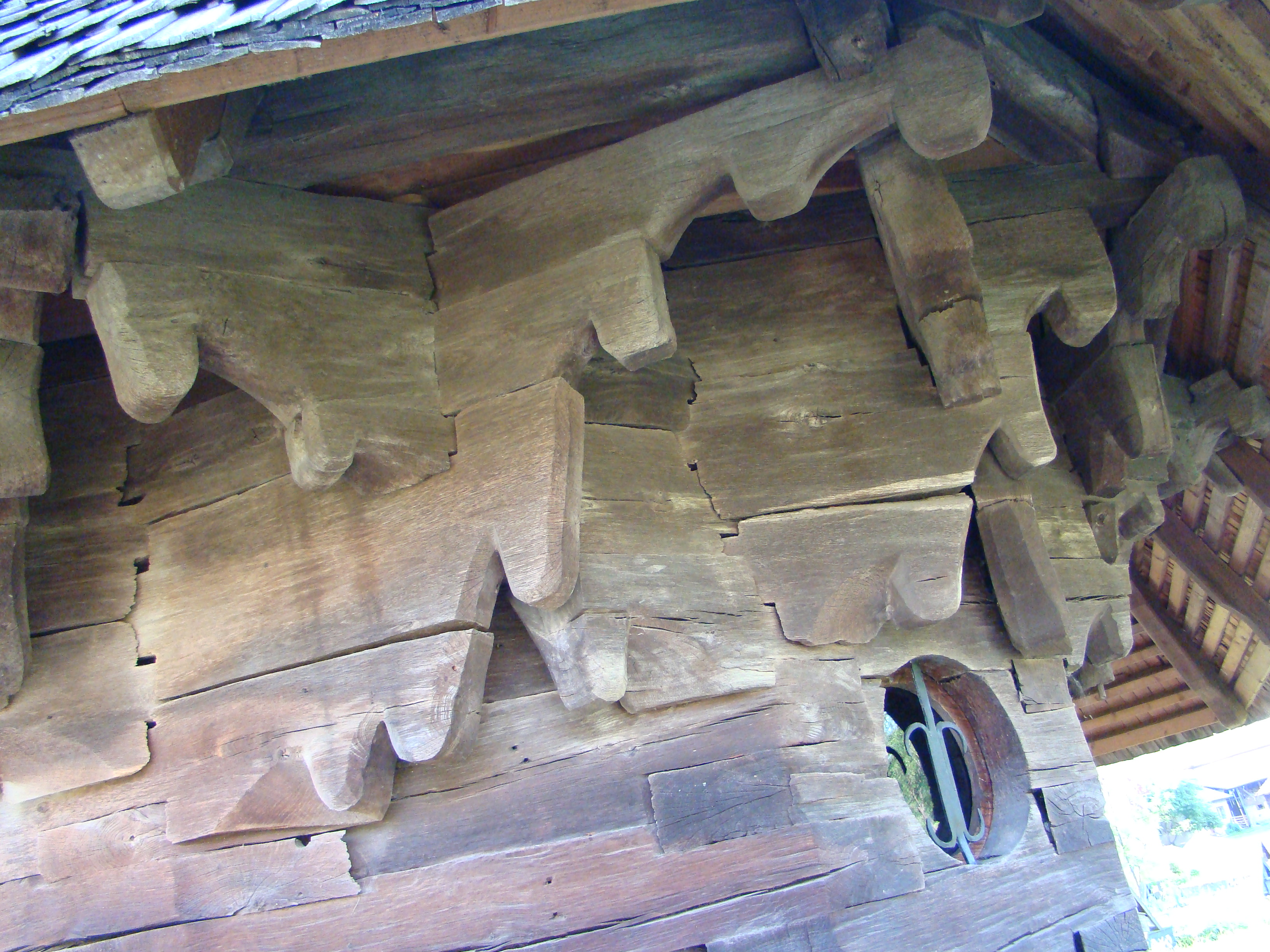
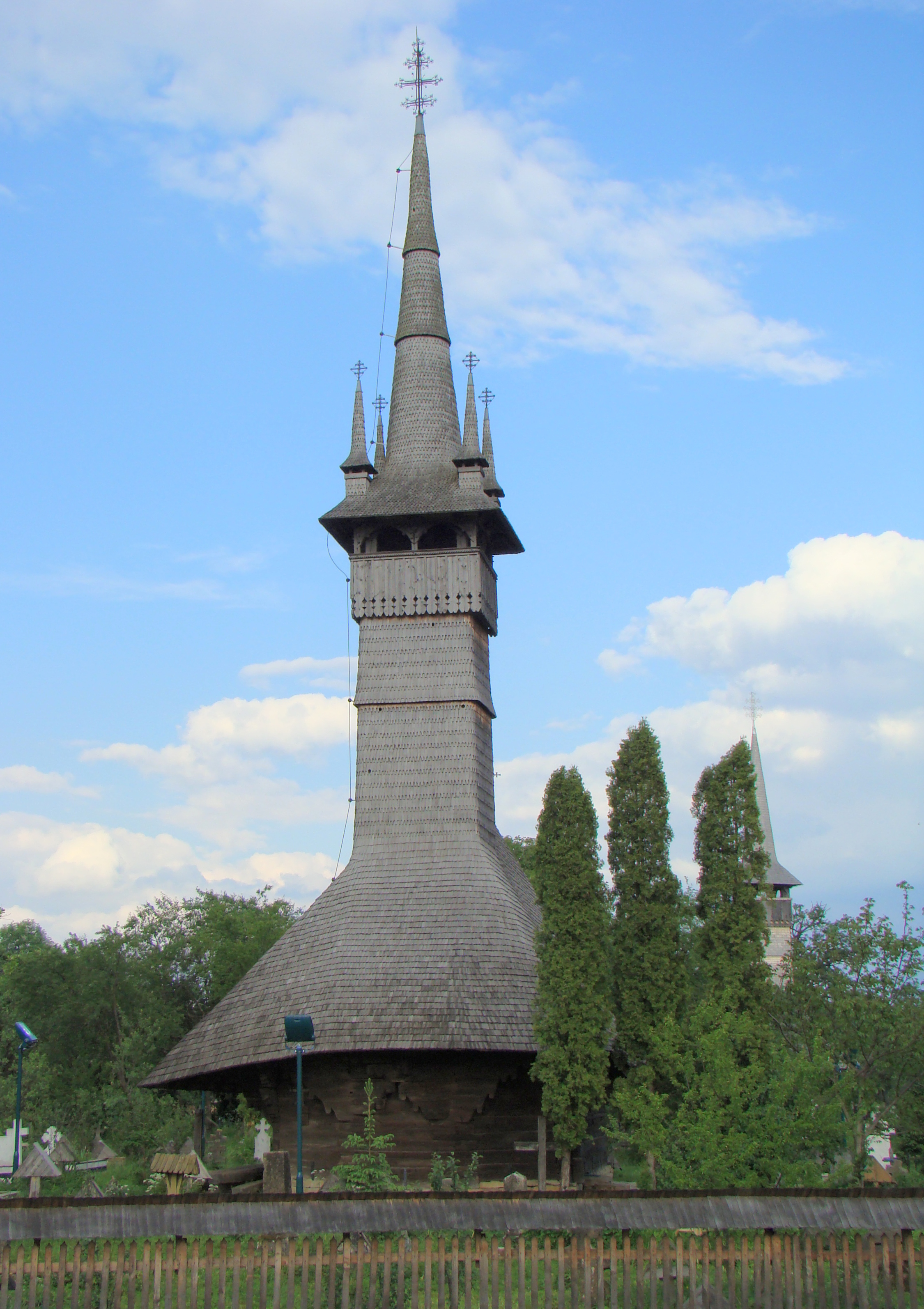
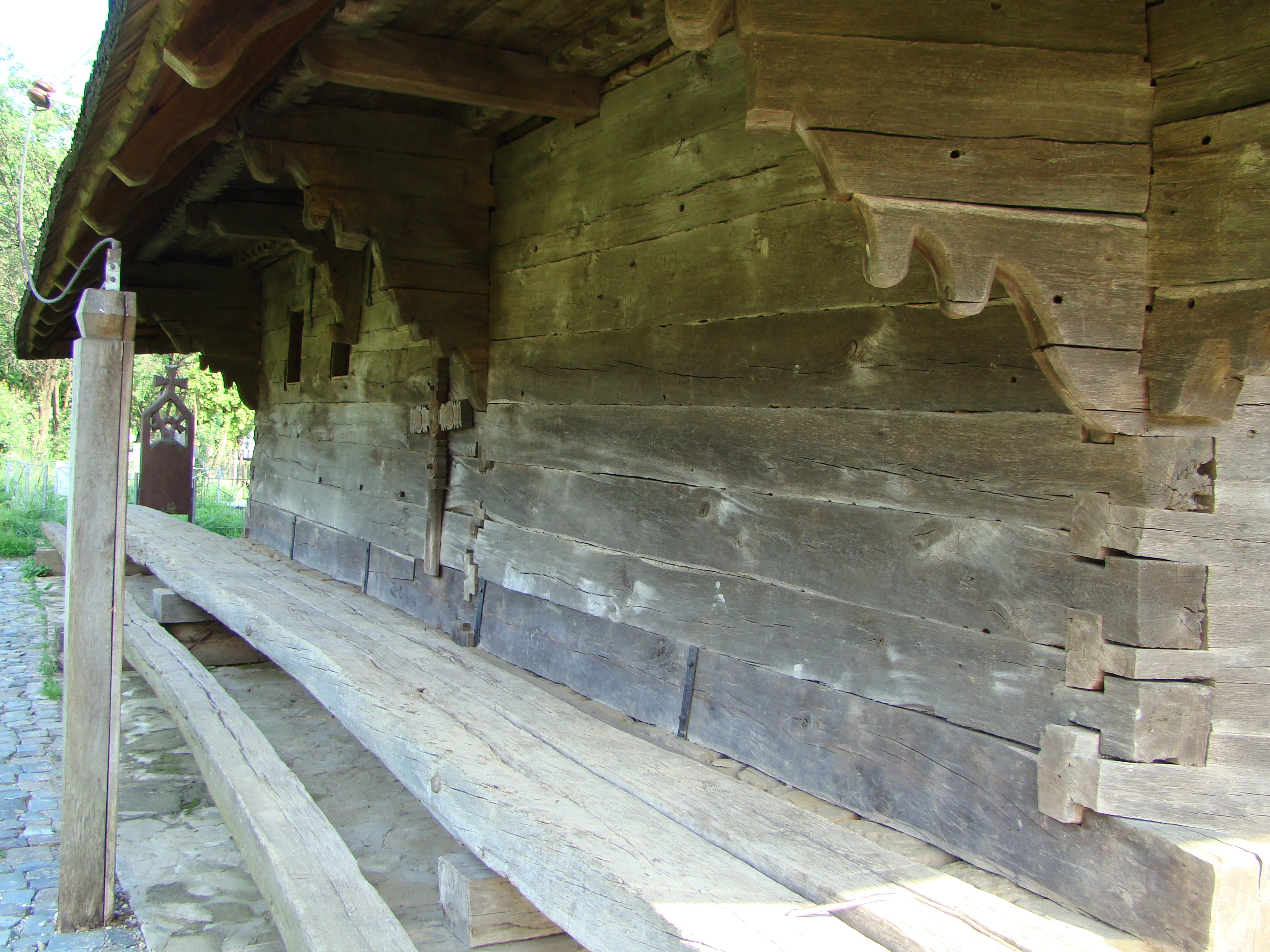
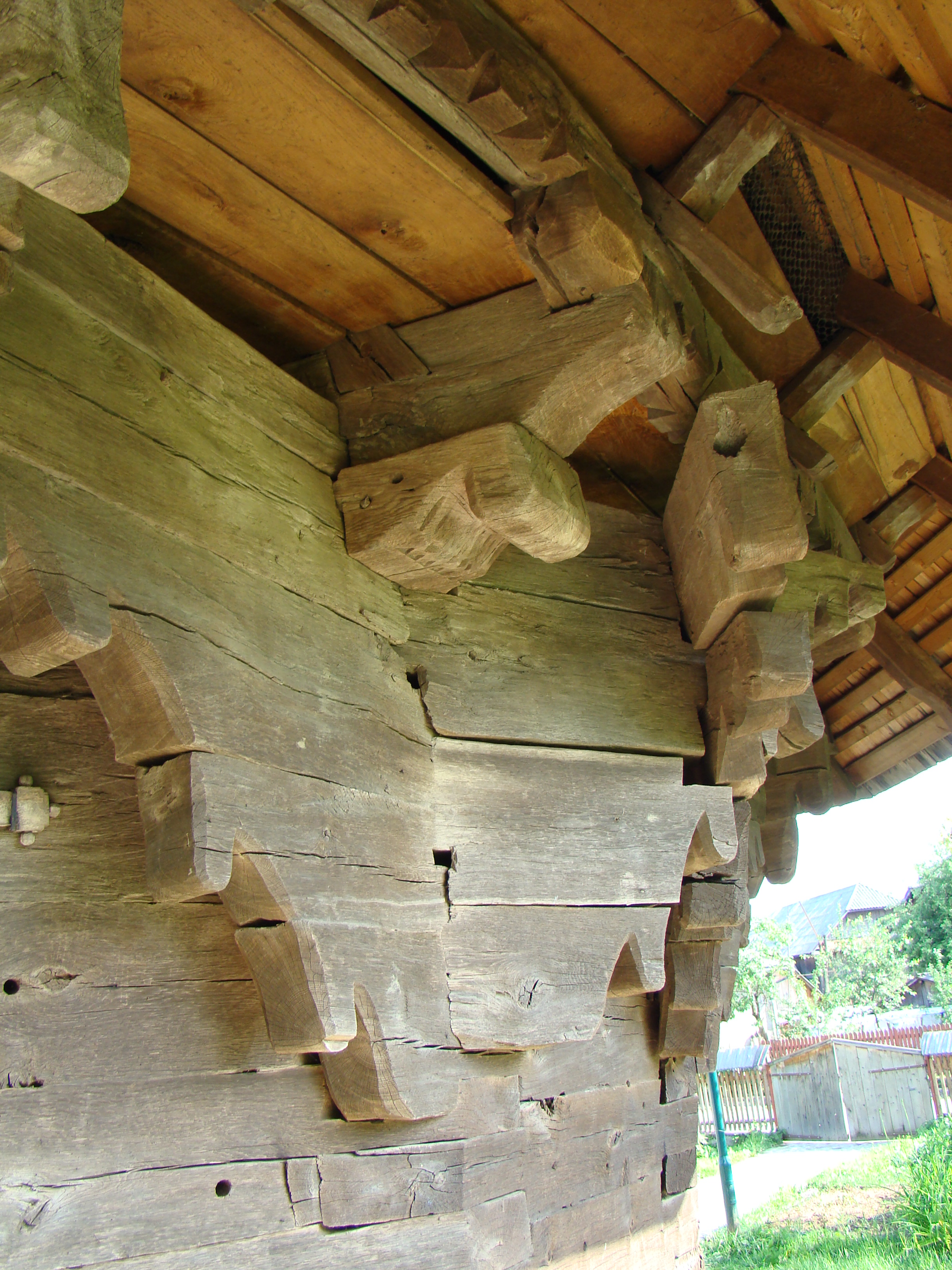
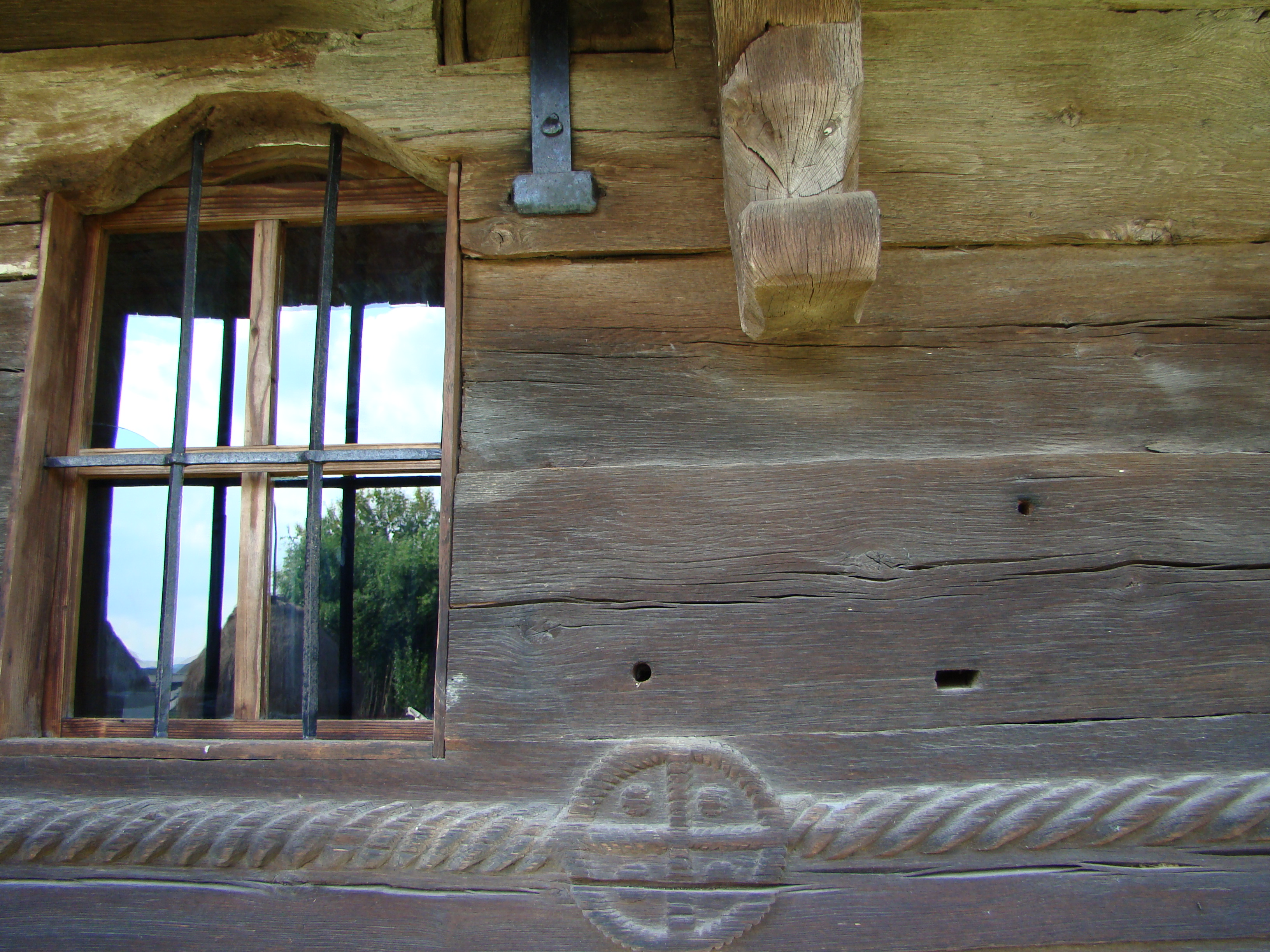
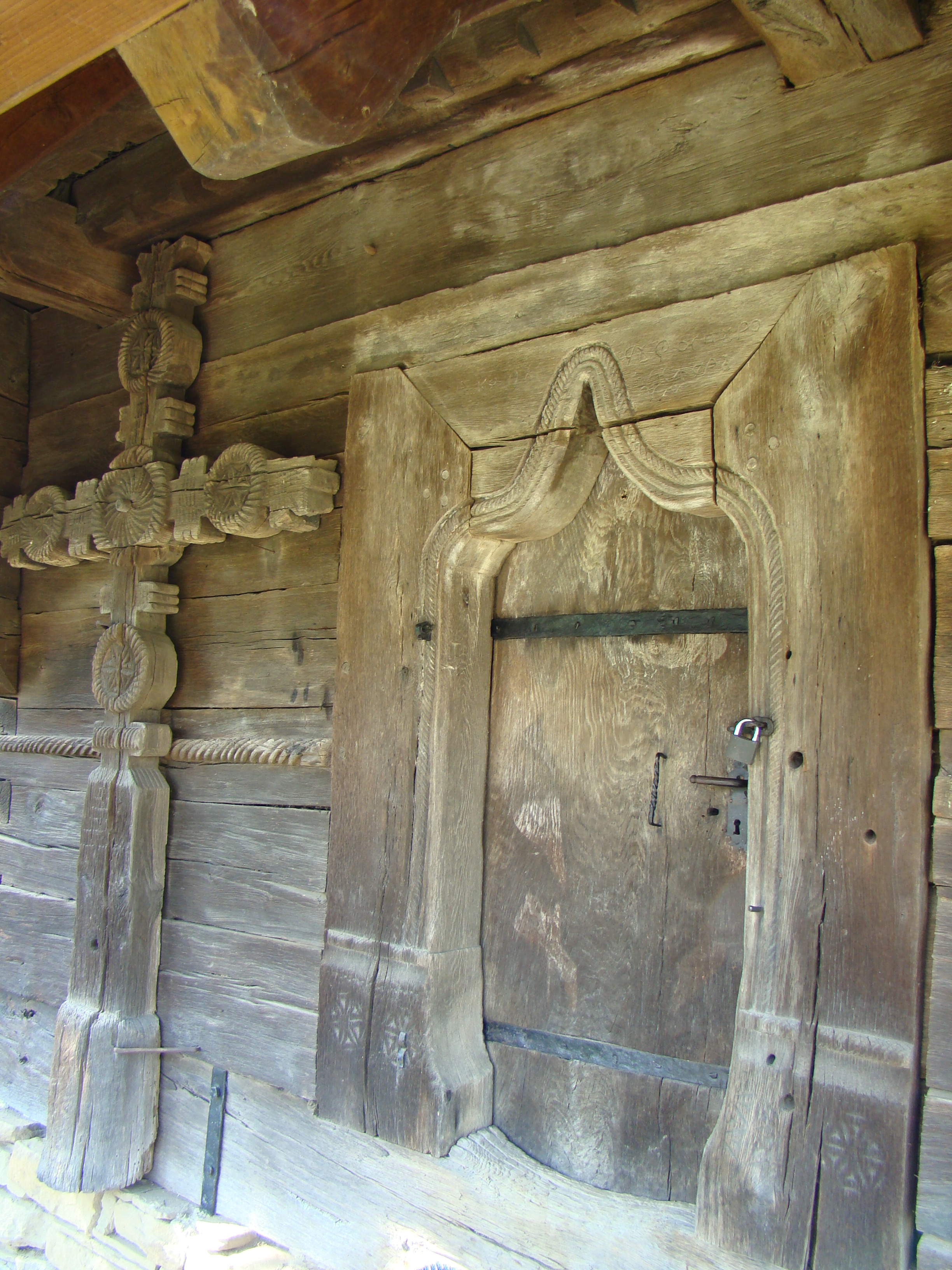
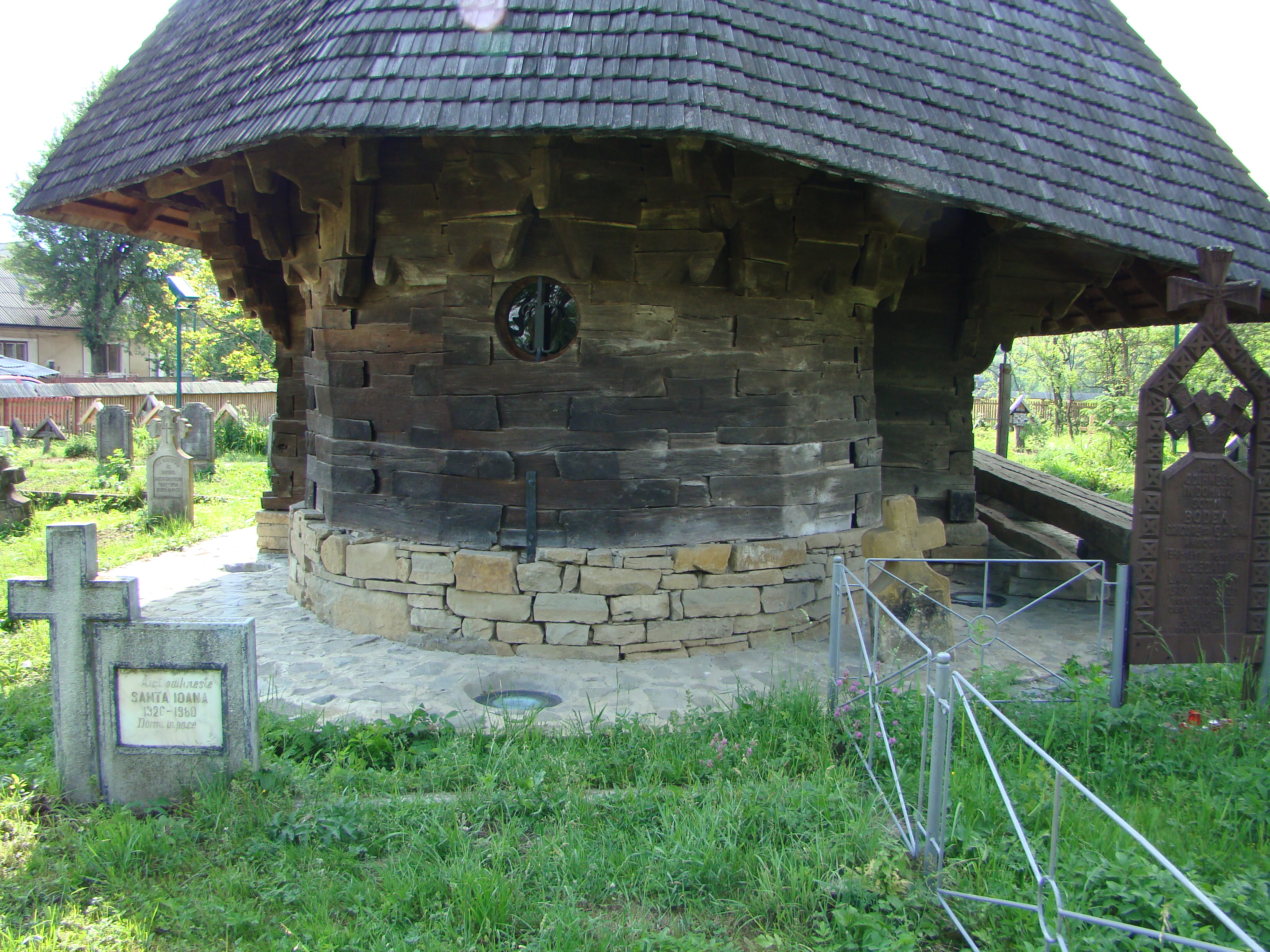
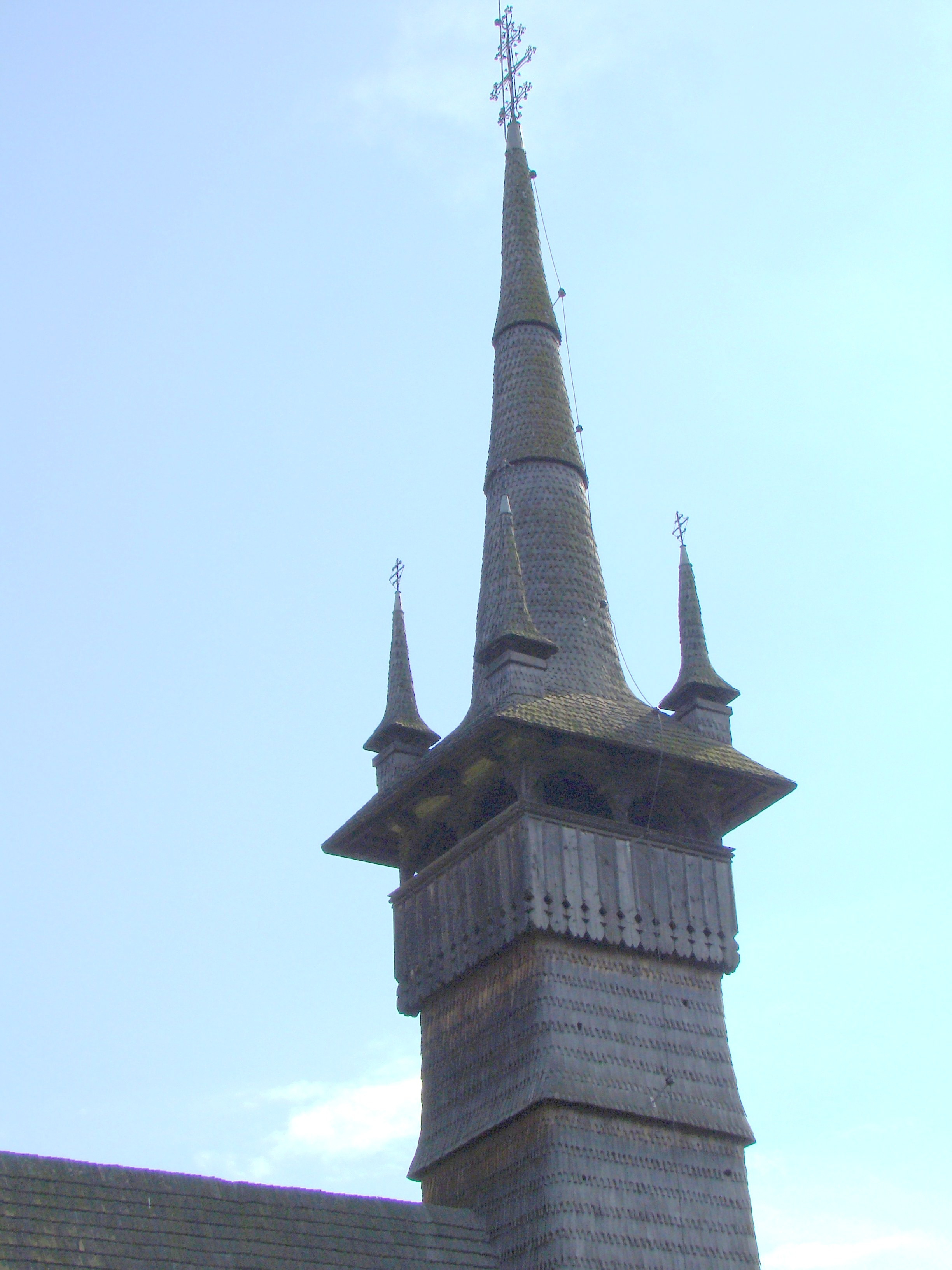
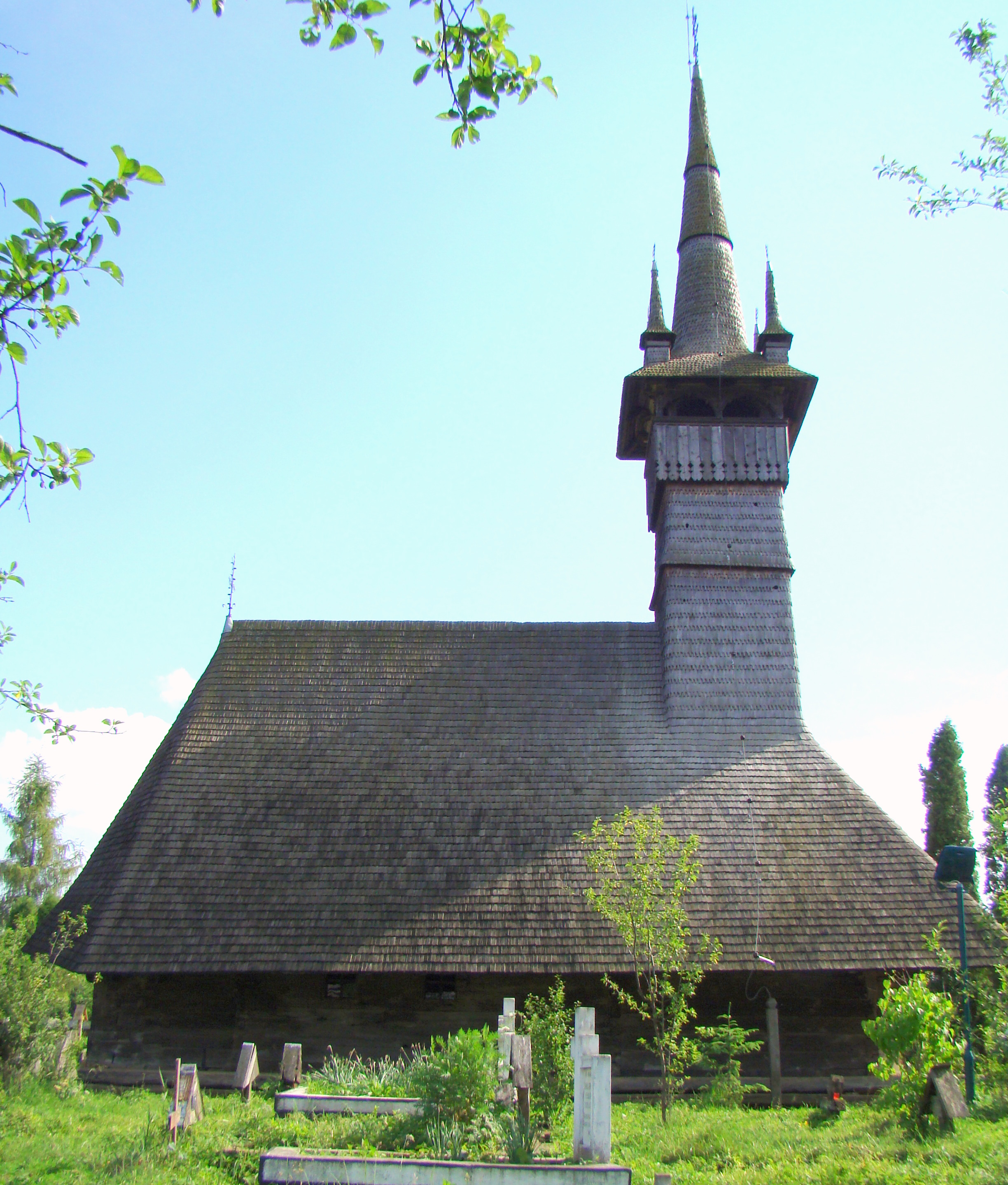
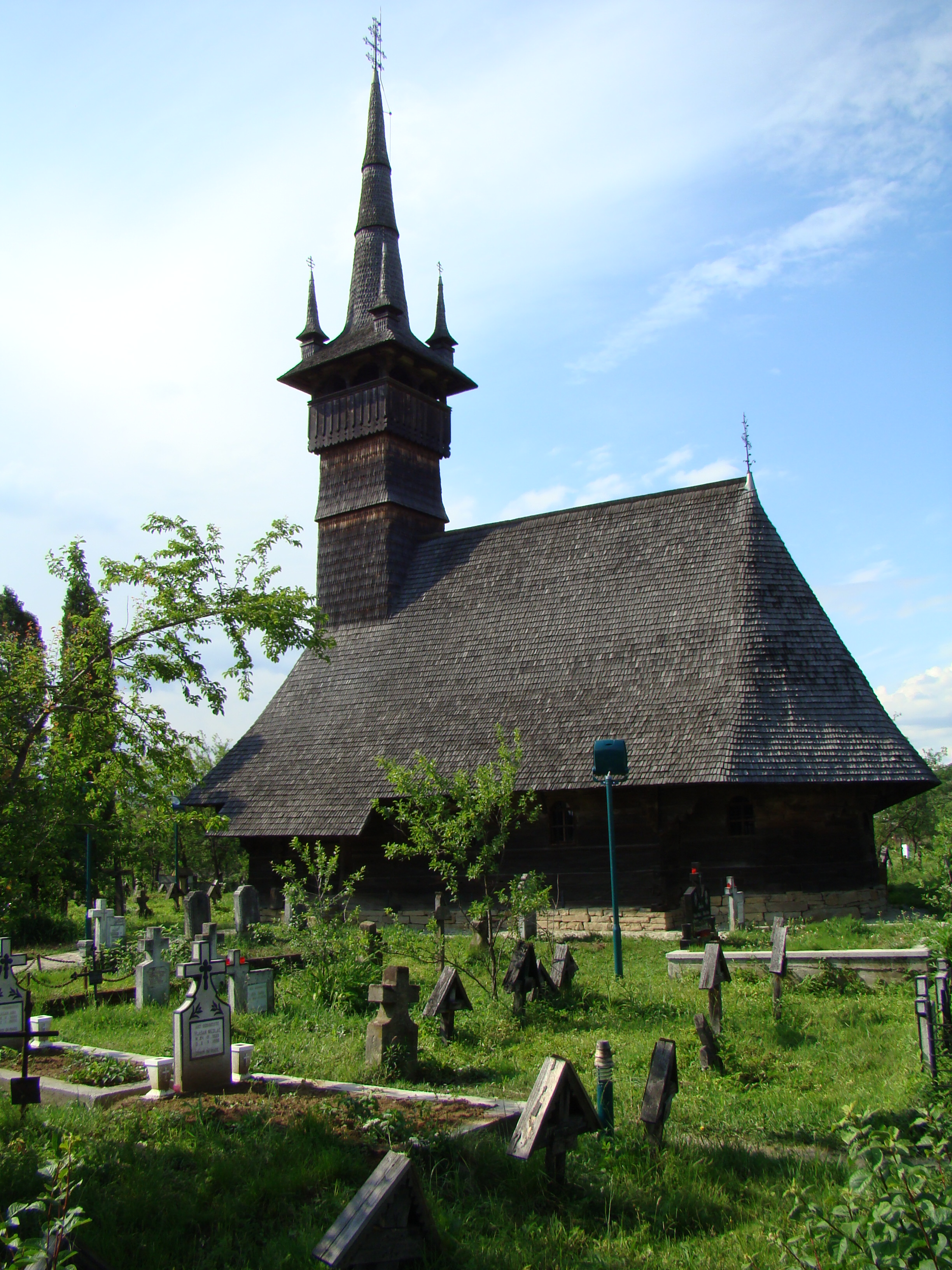
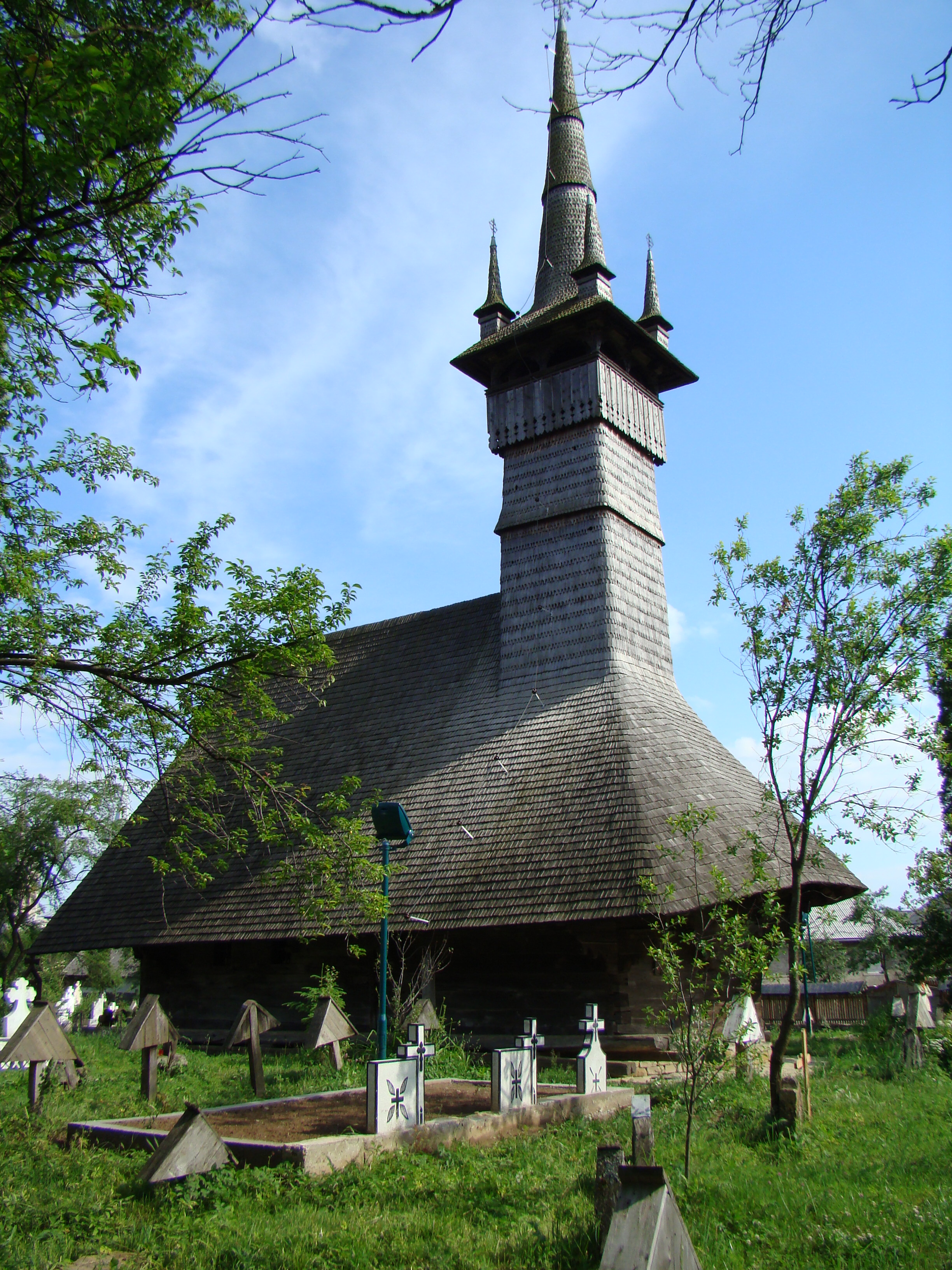
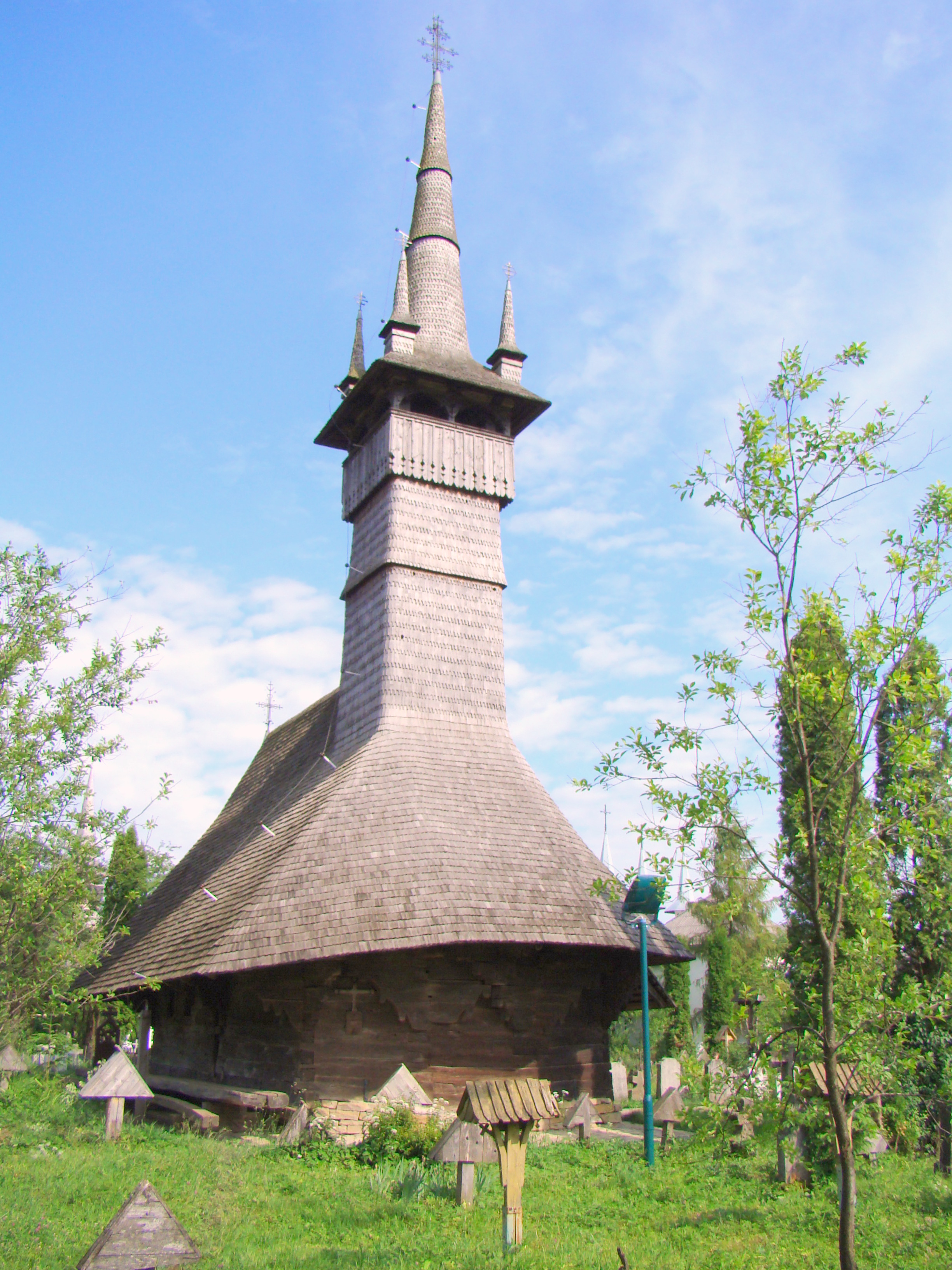
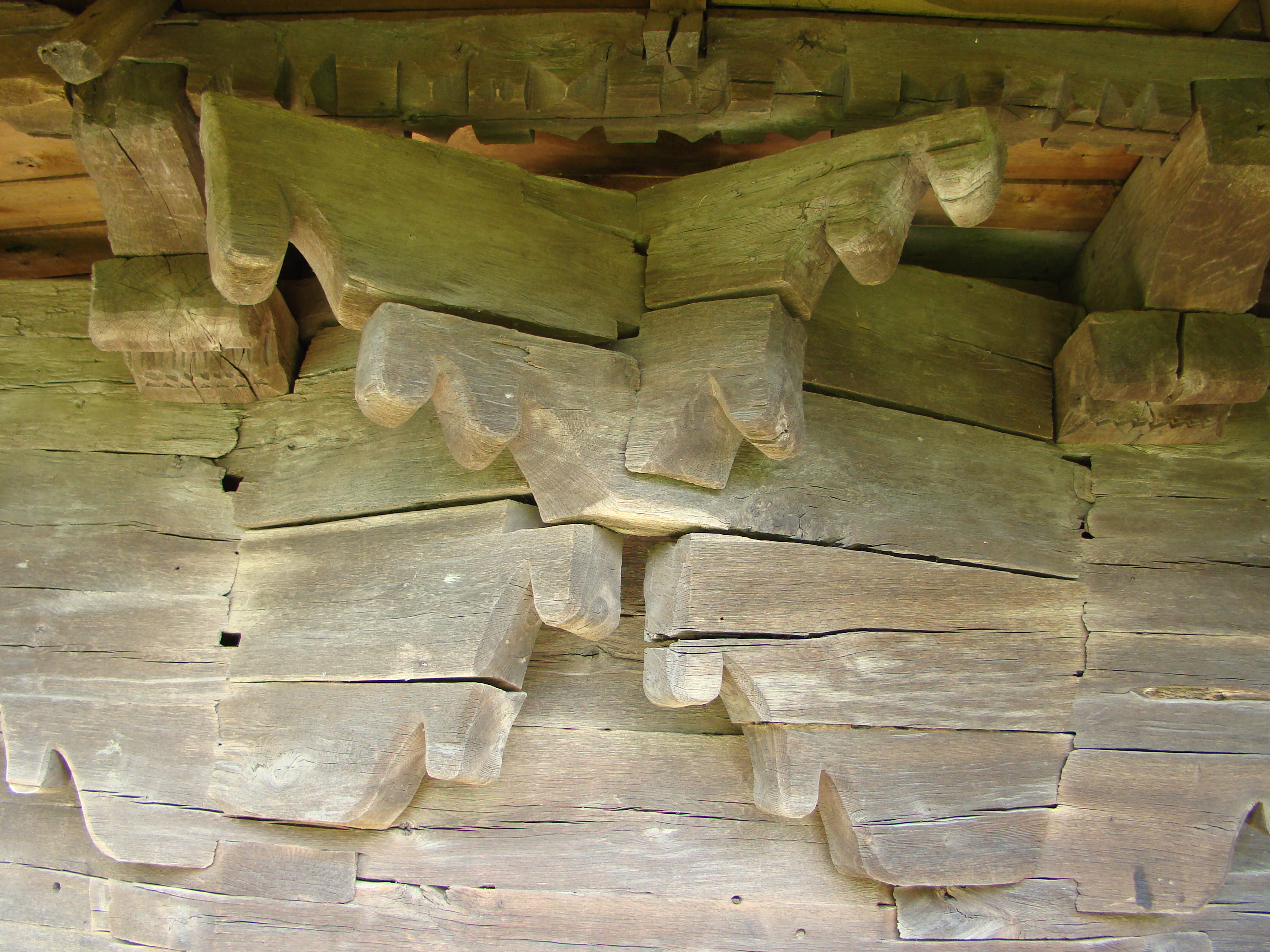
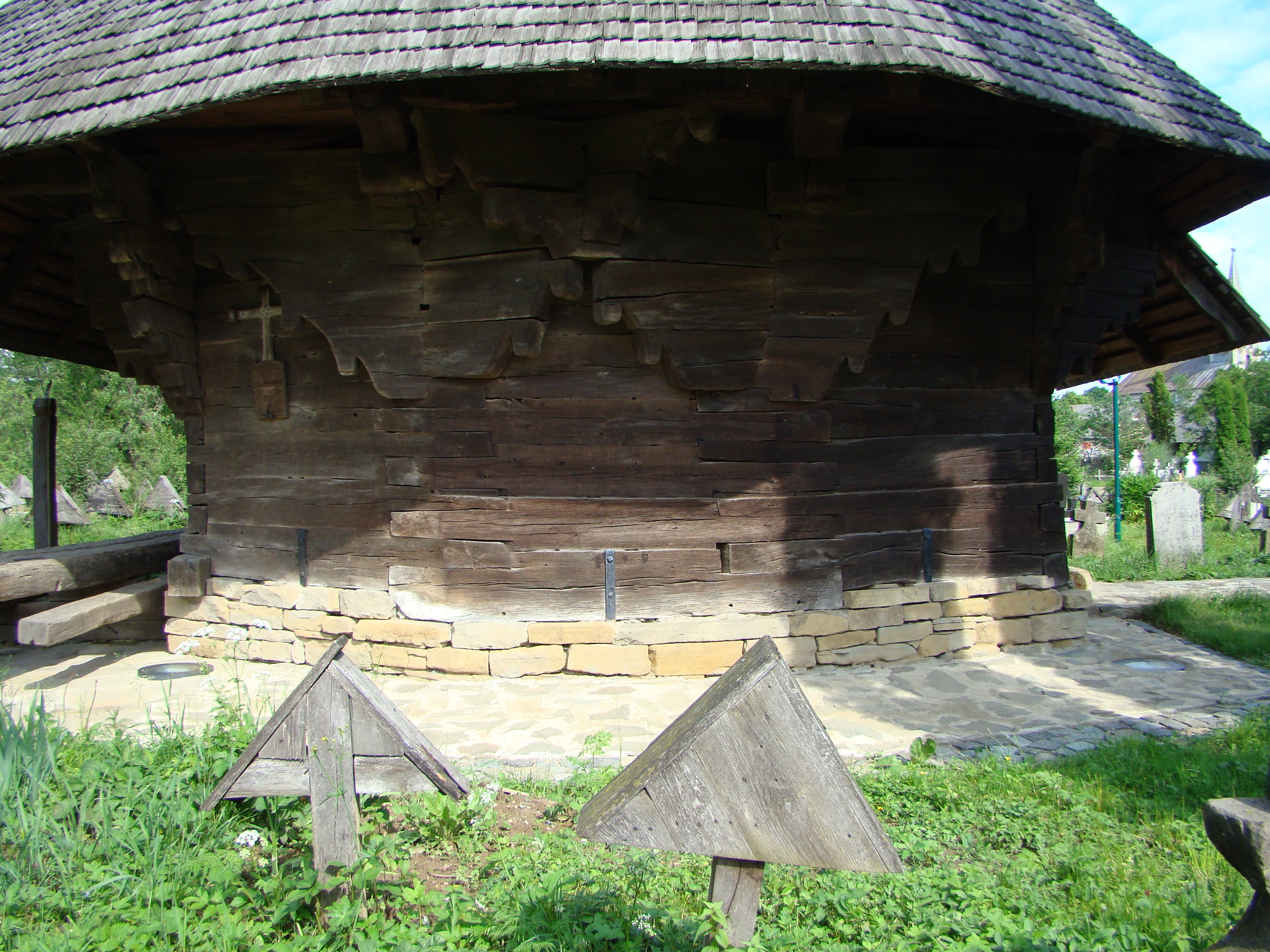
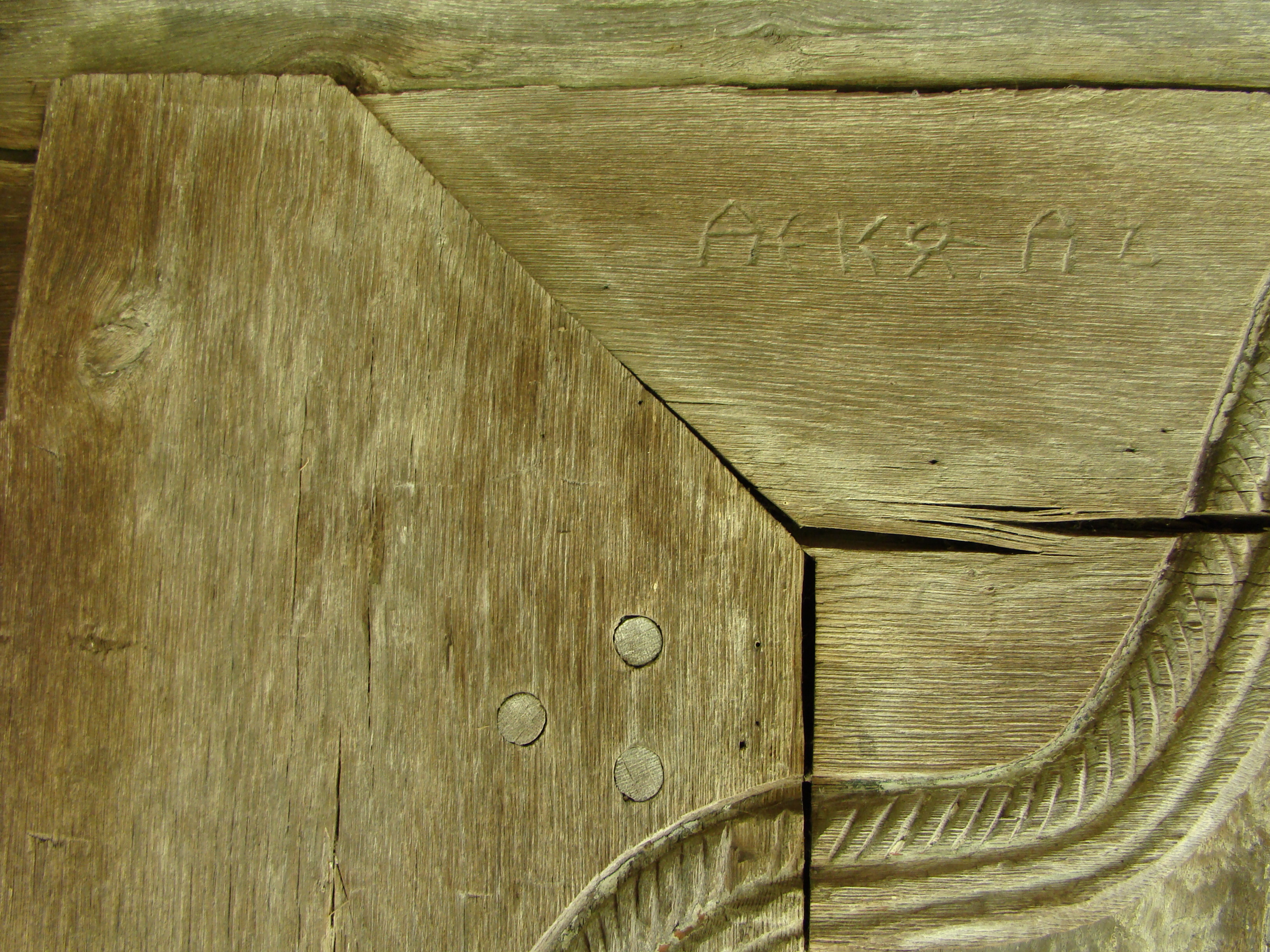
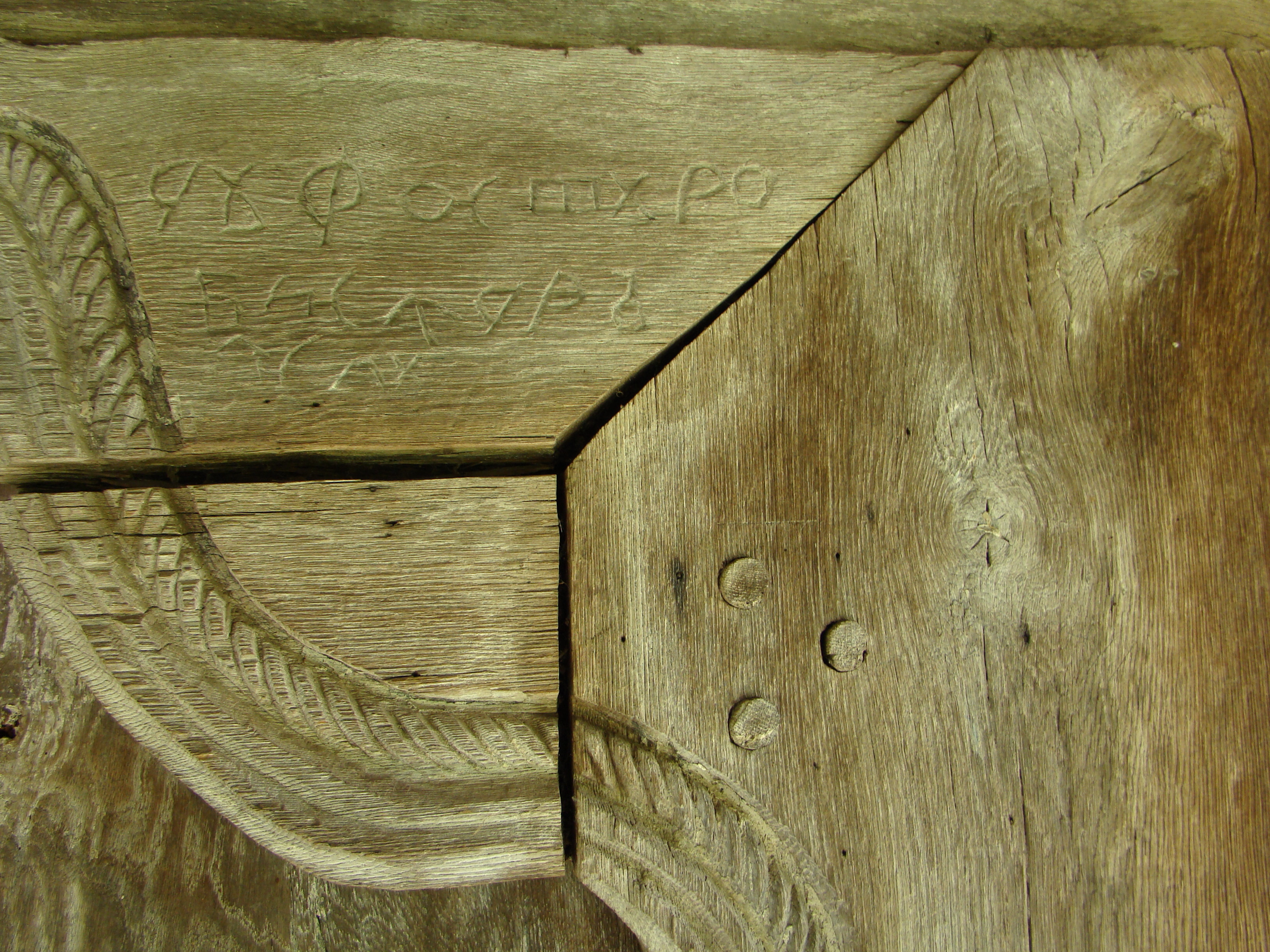
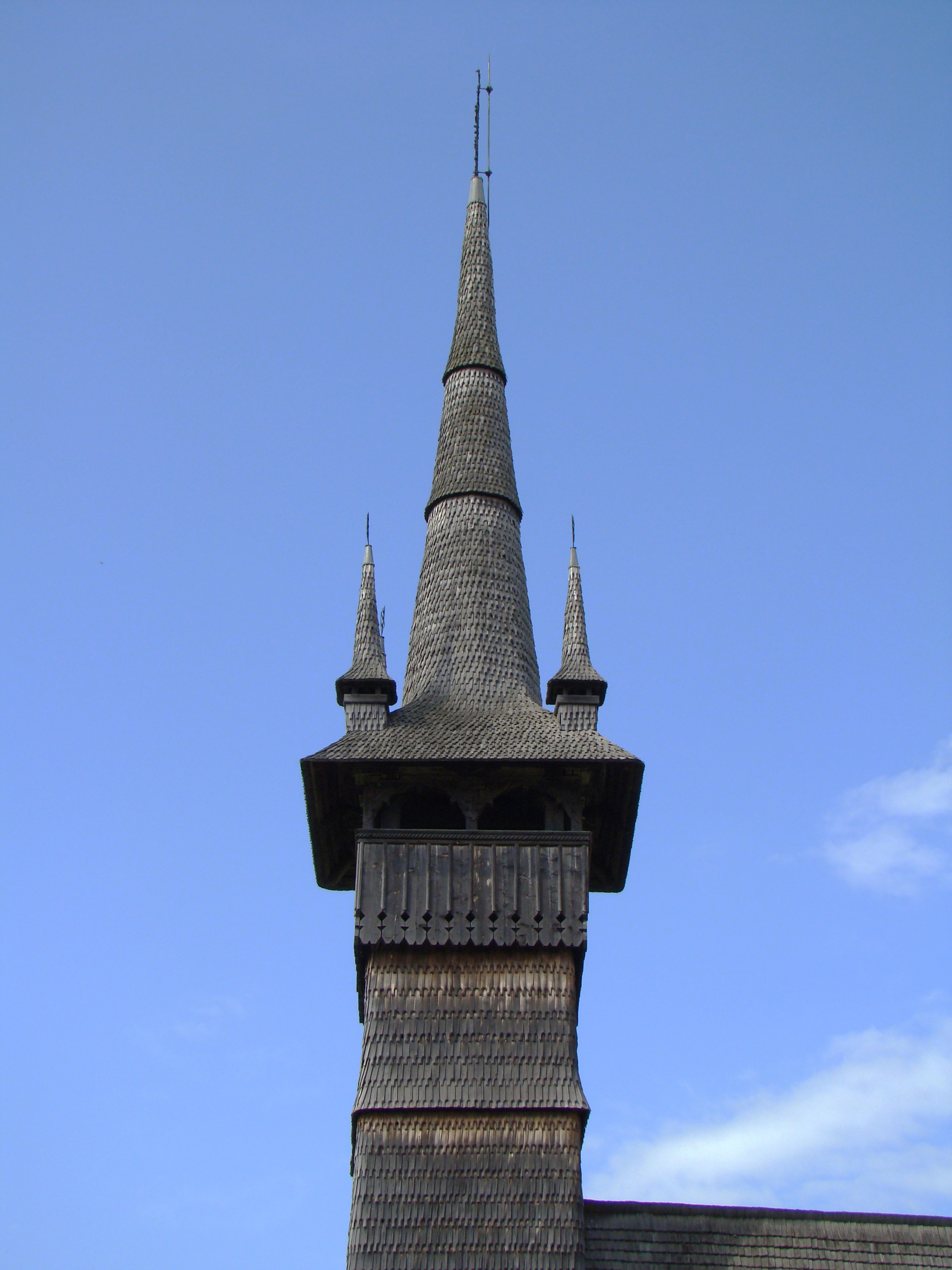
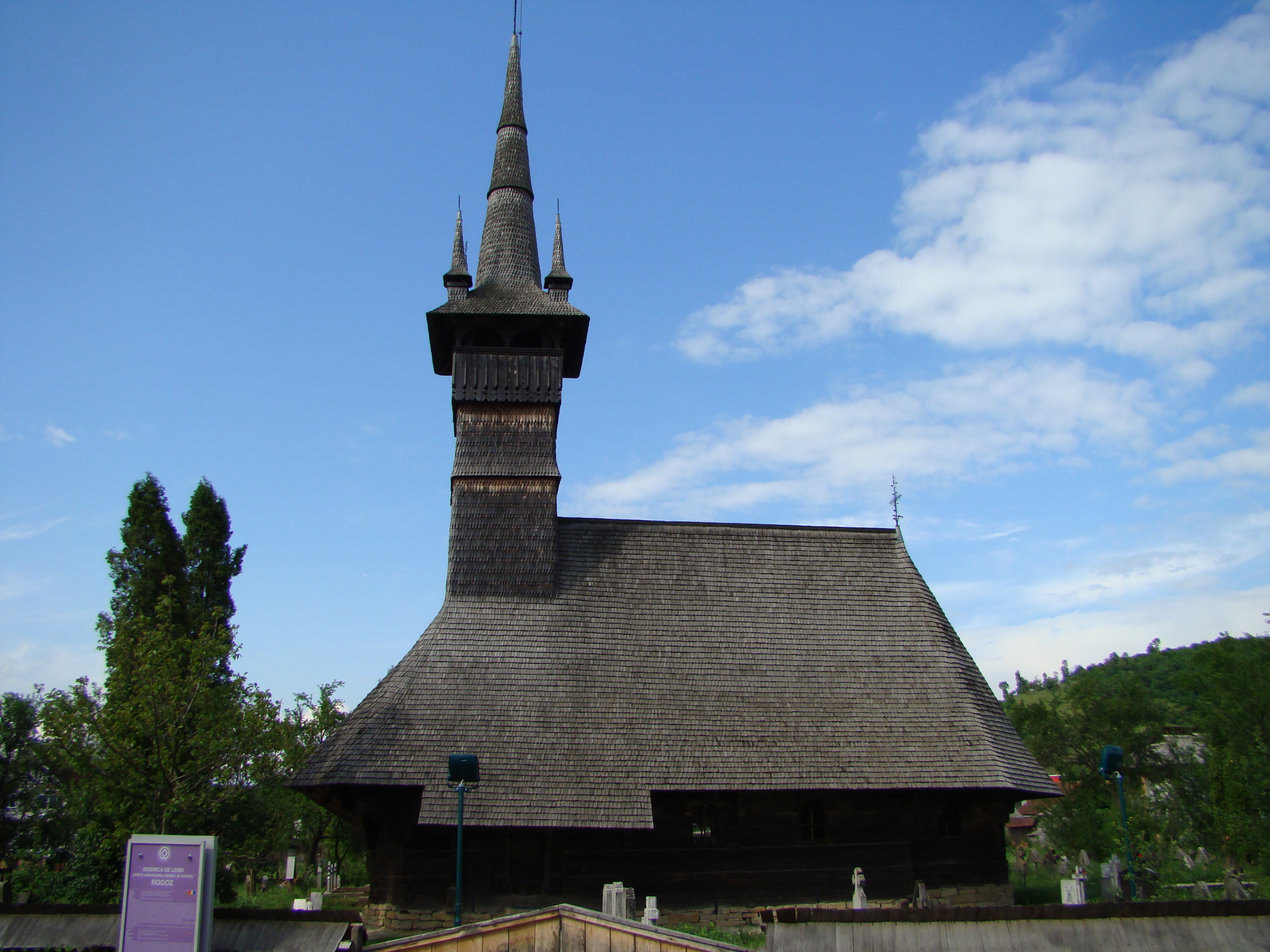
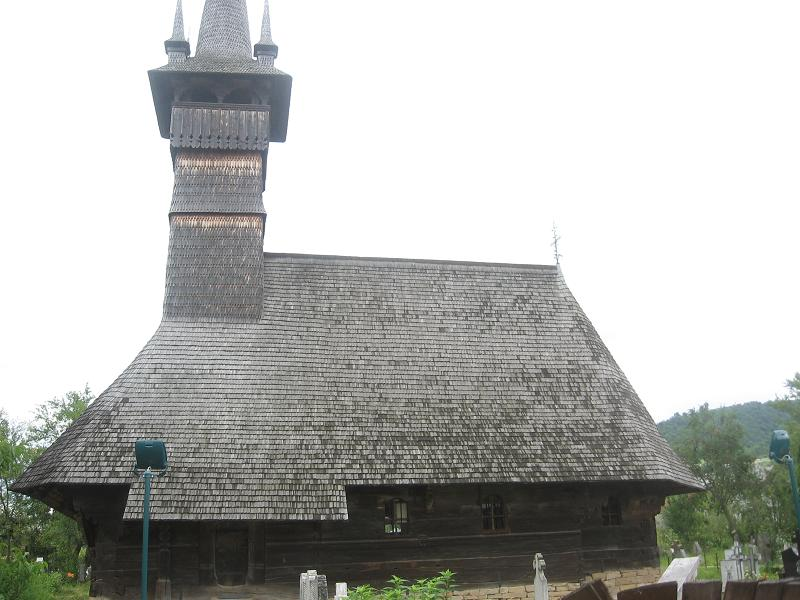

## Imagini din interior

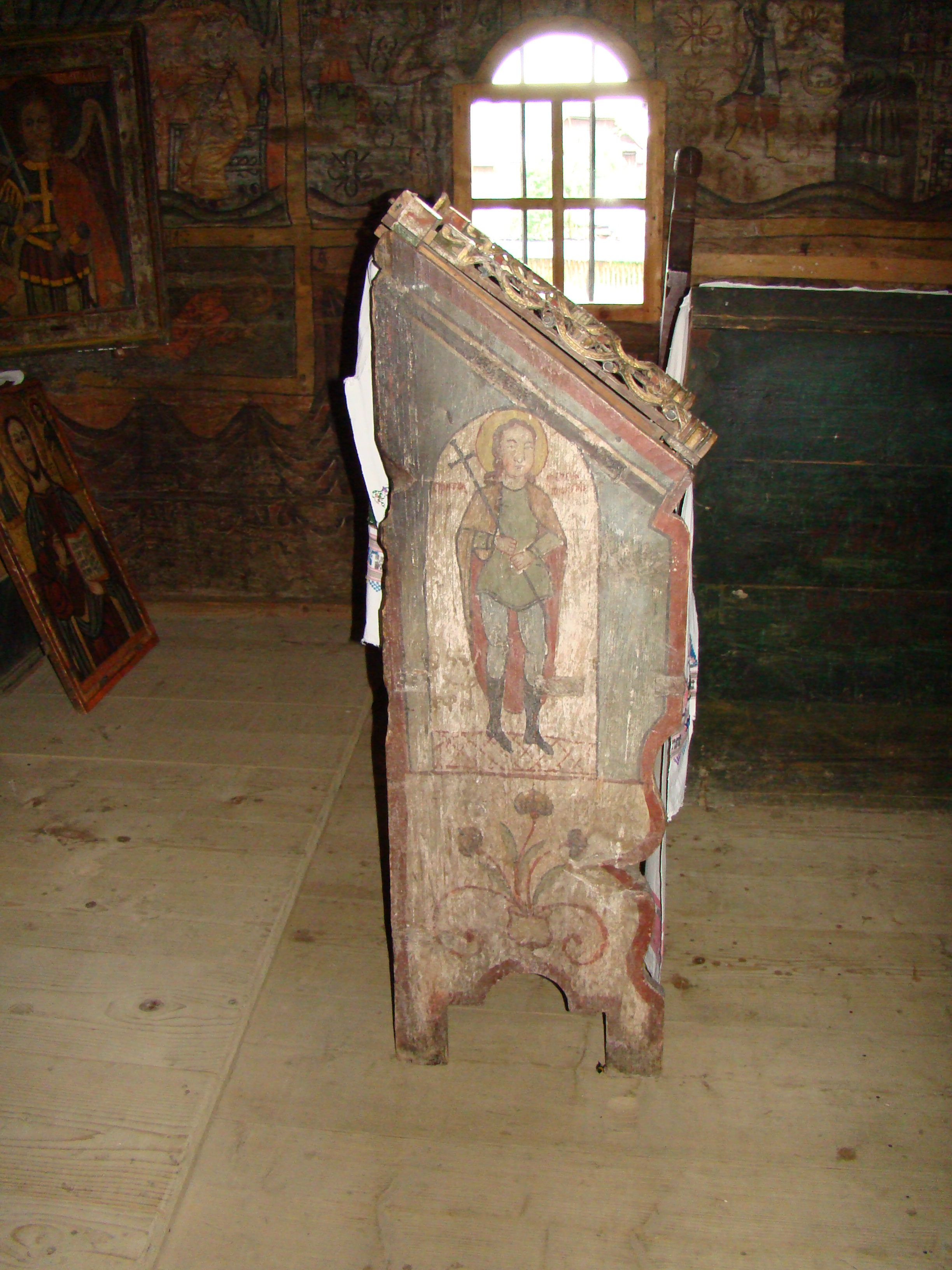
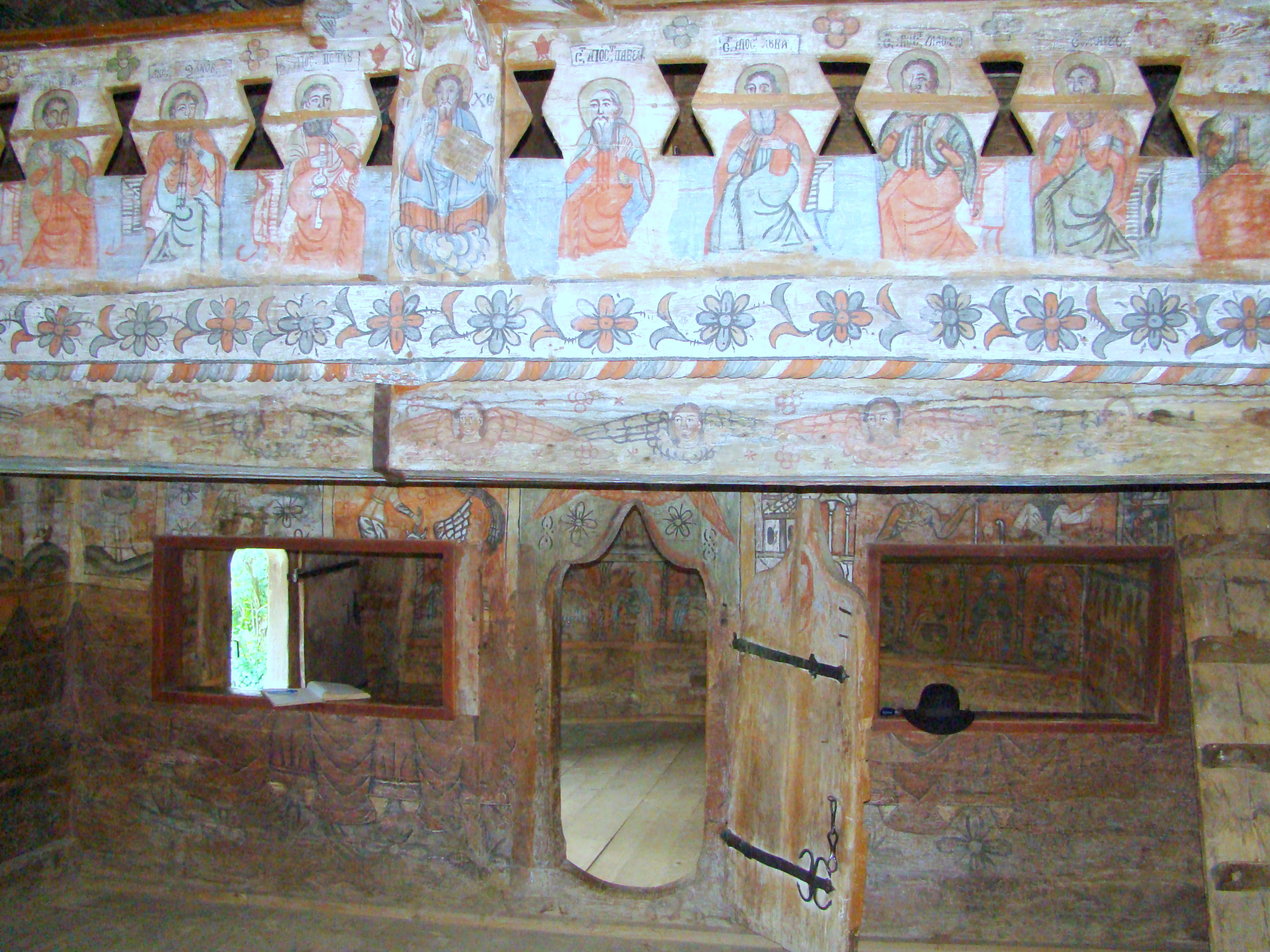
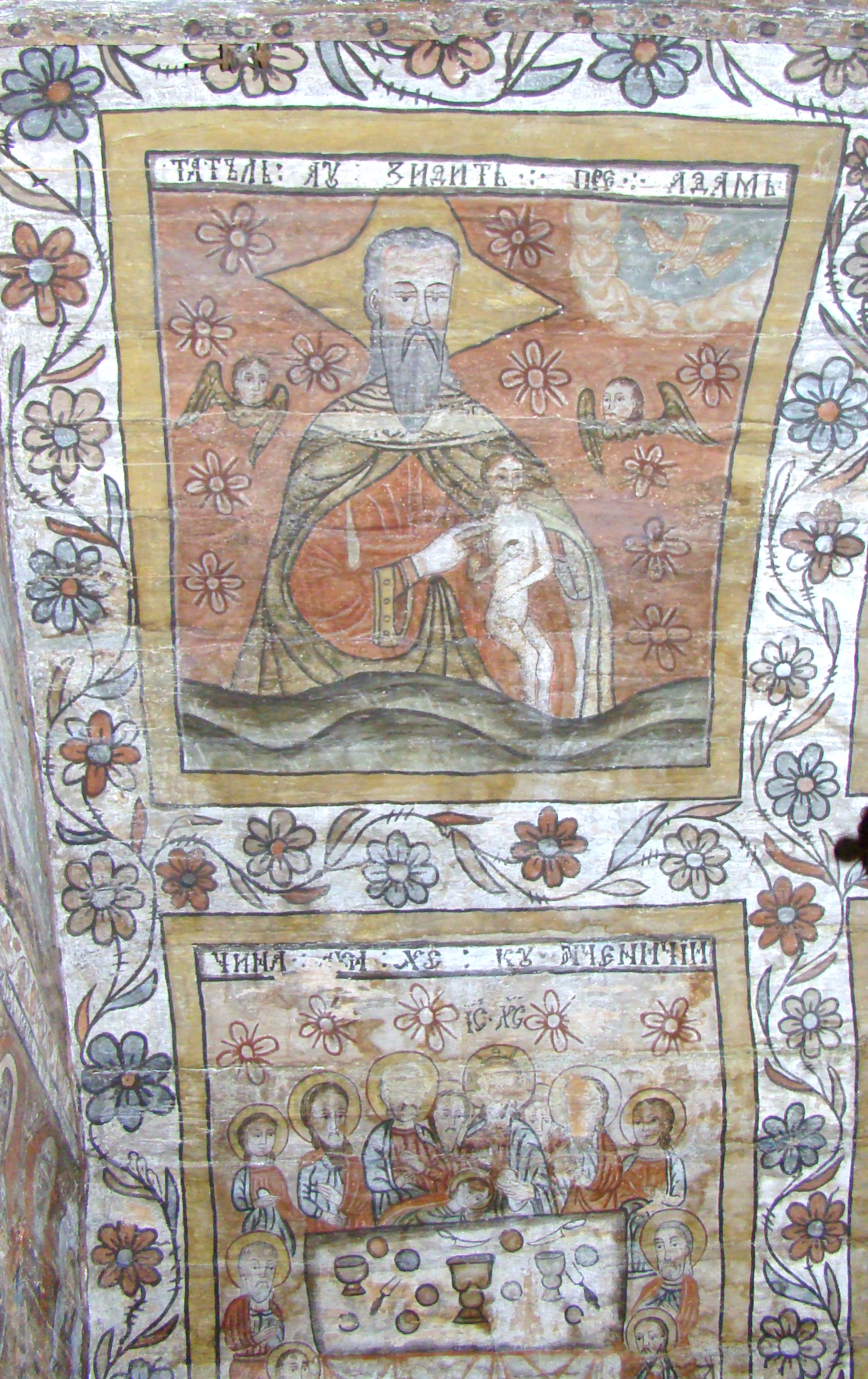
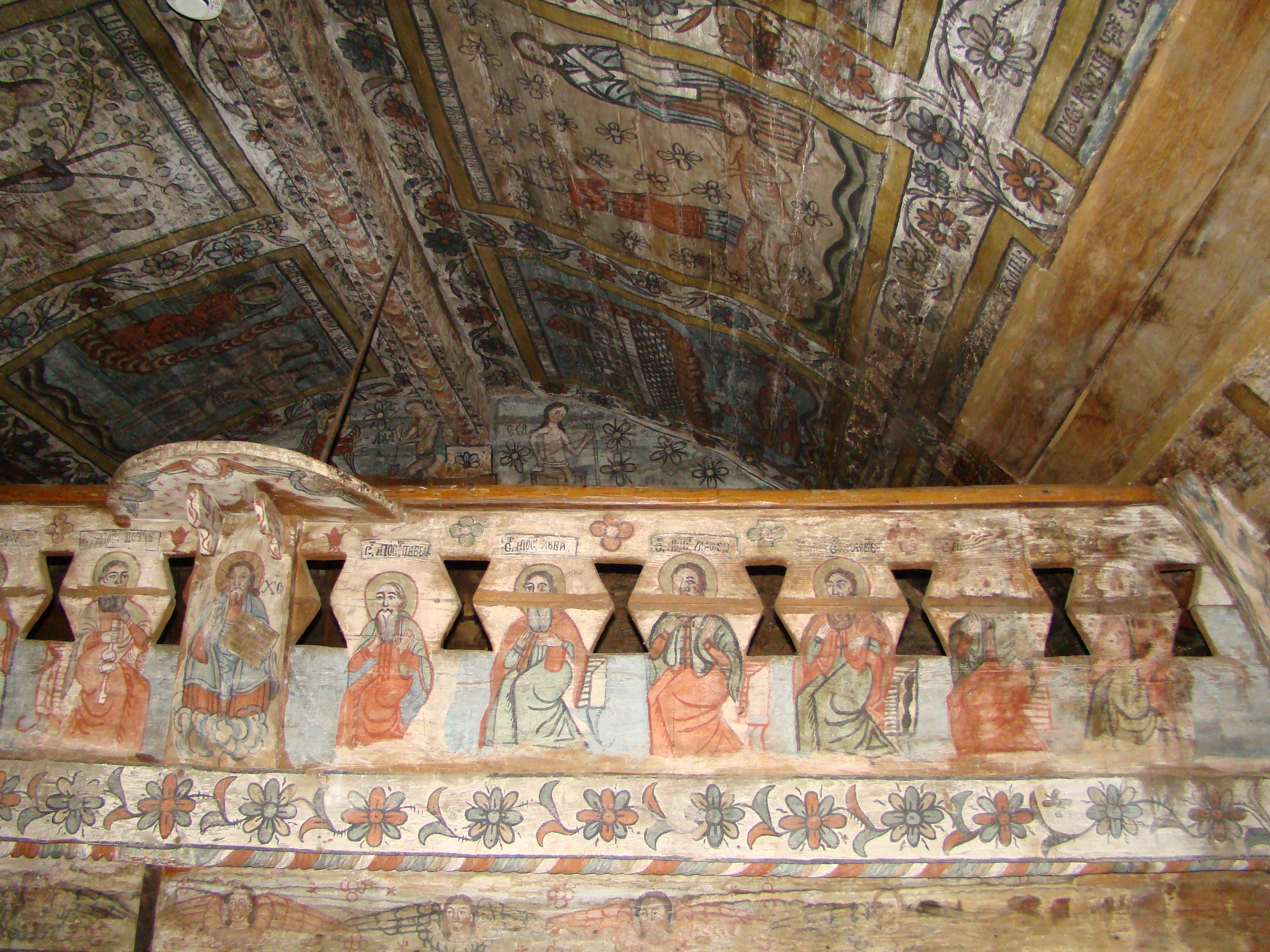
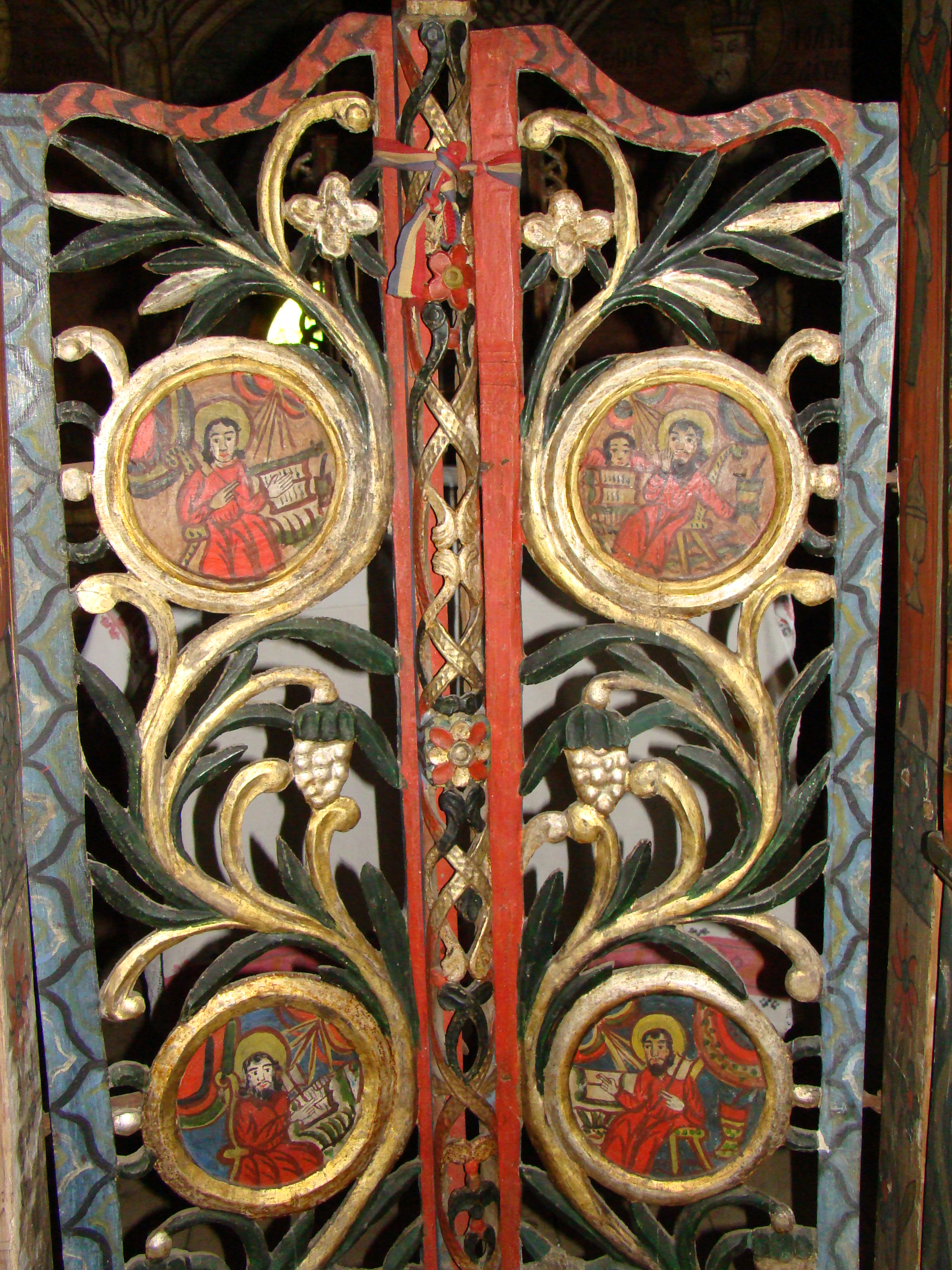
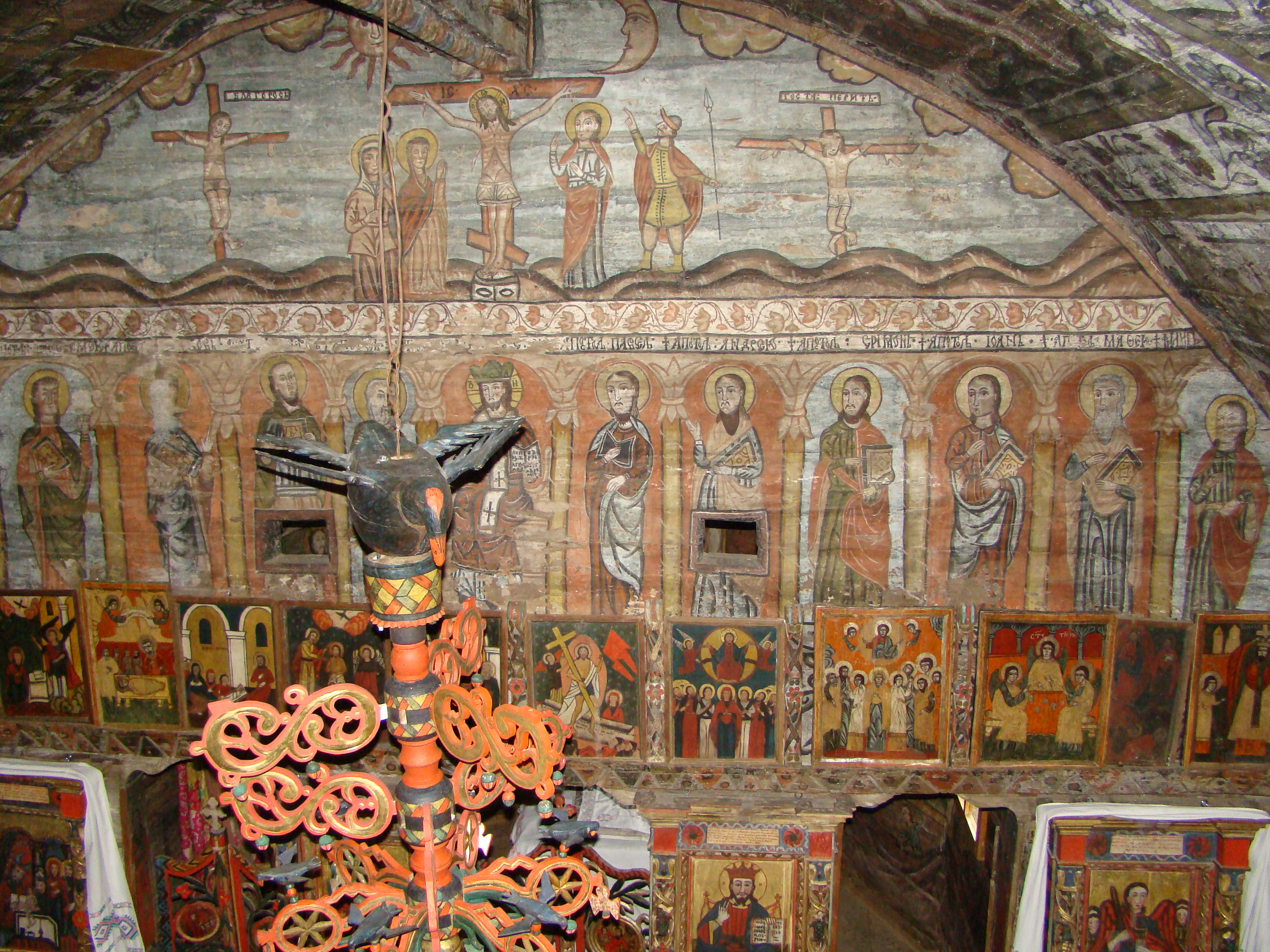
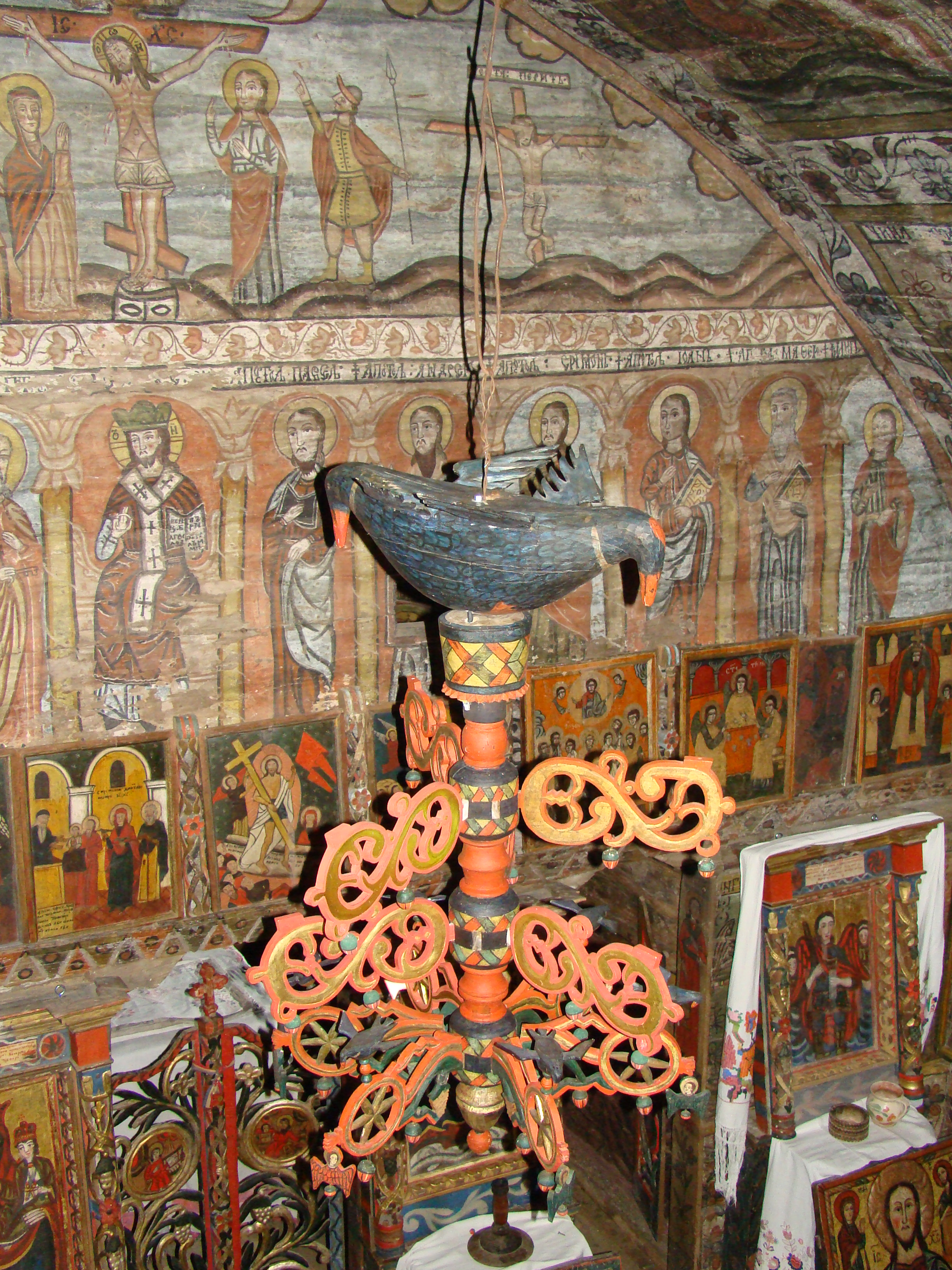
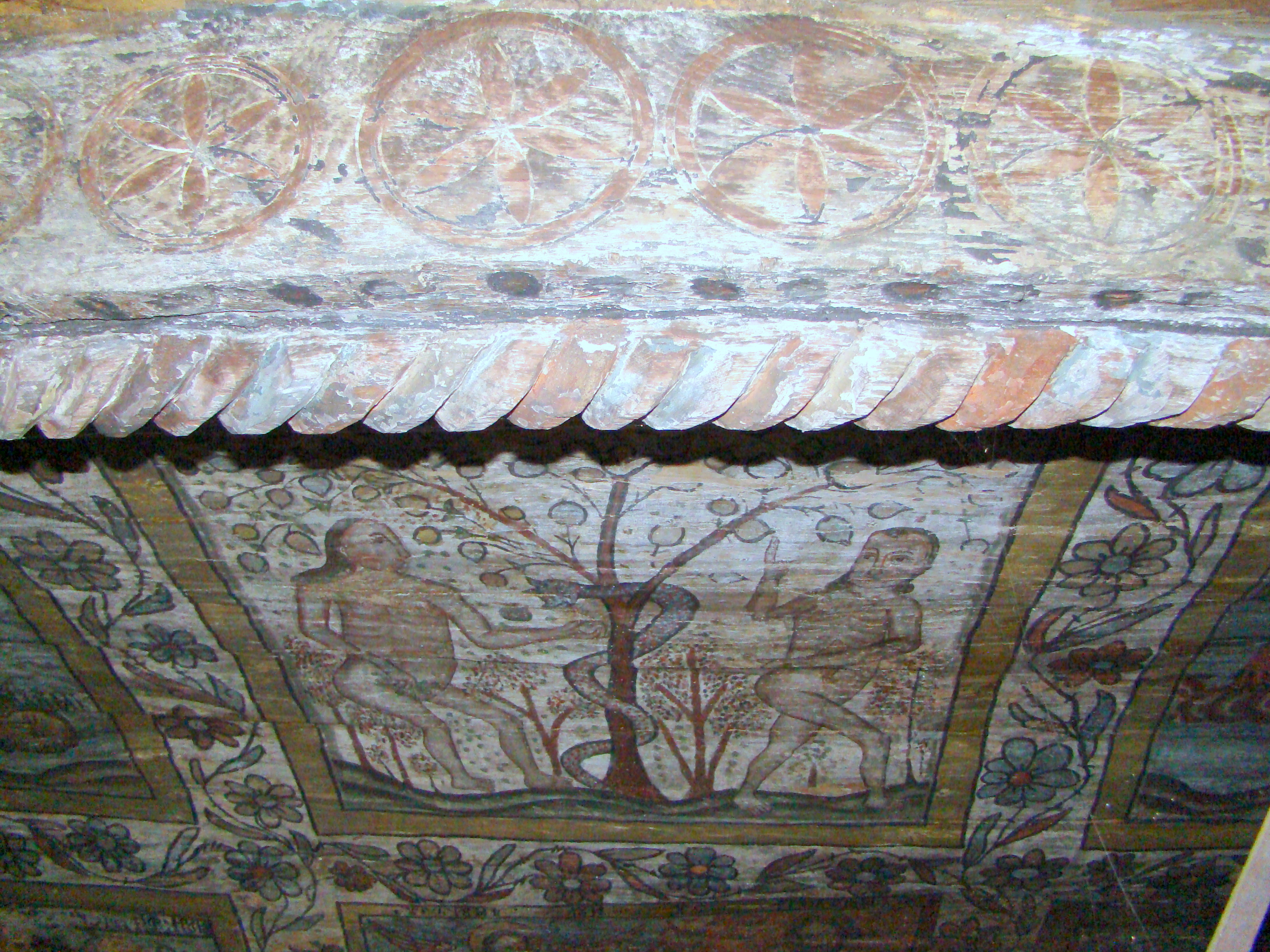
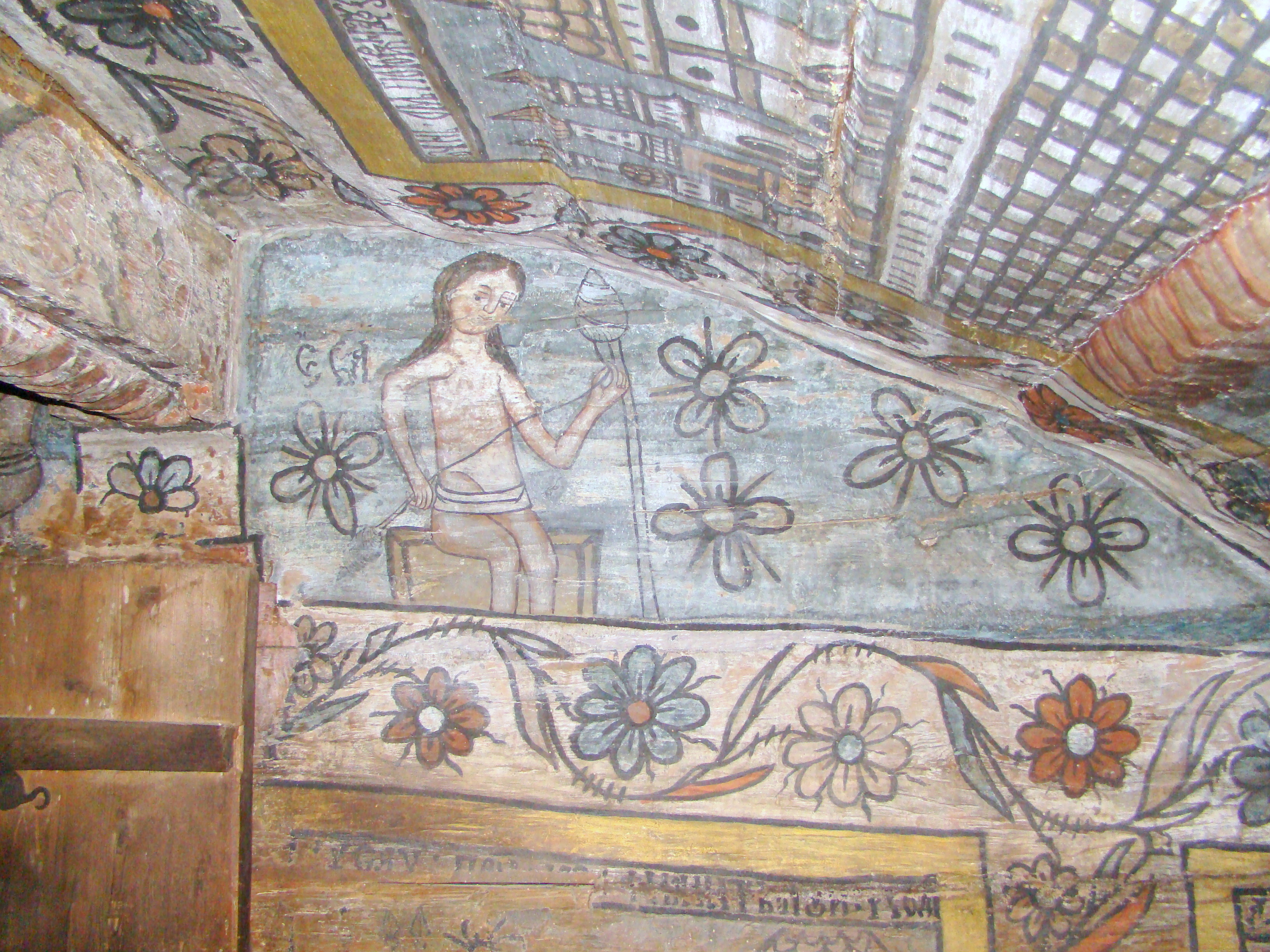
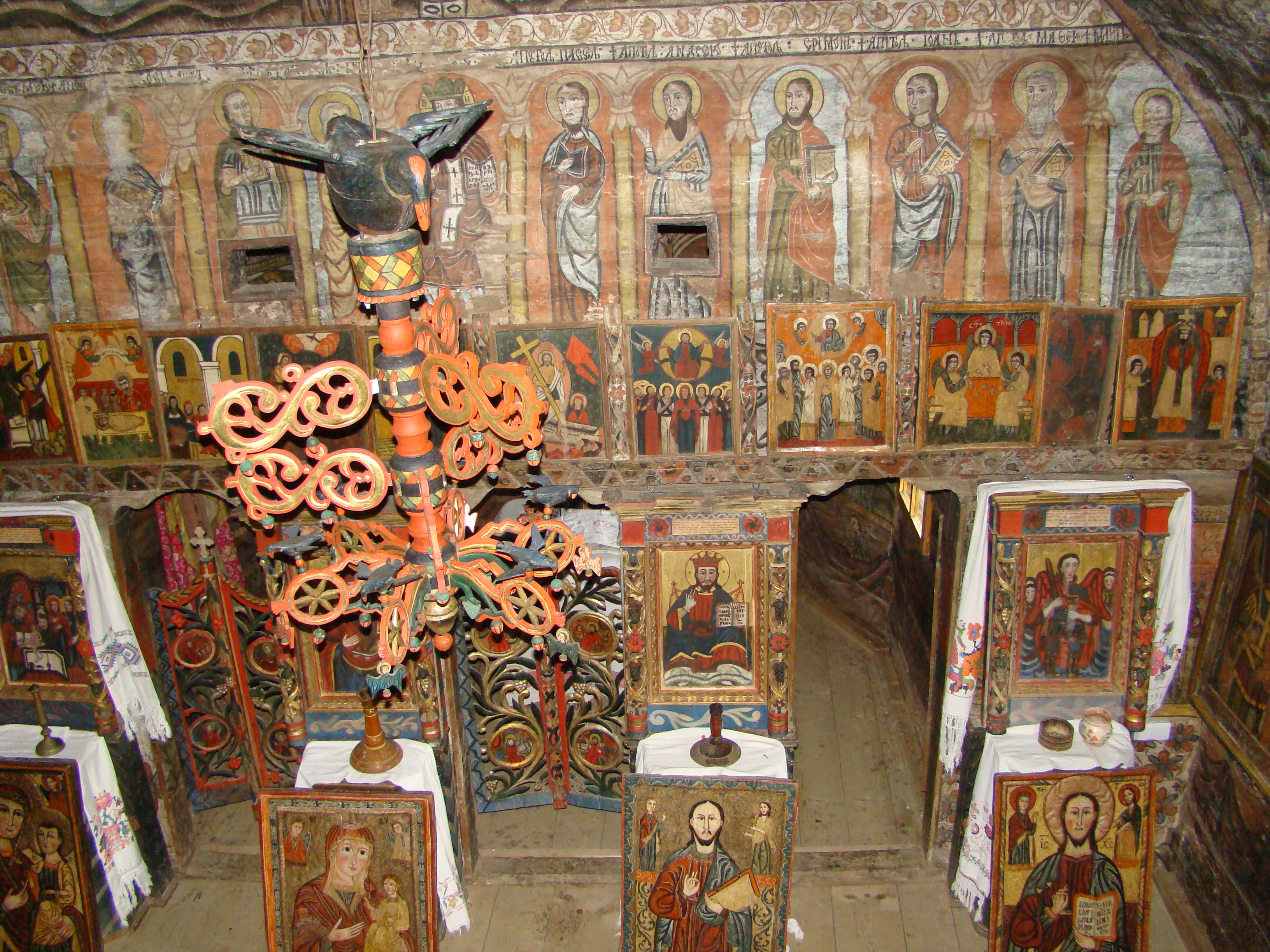
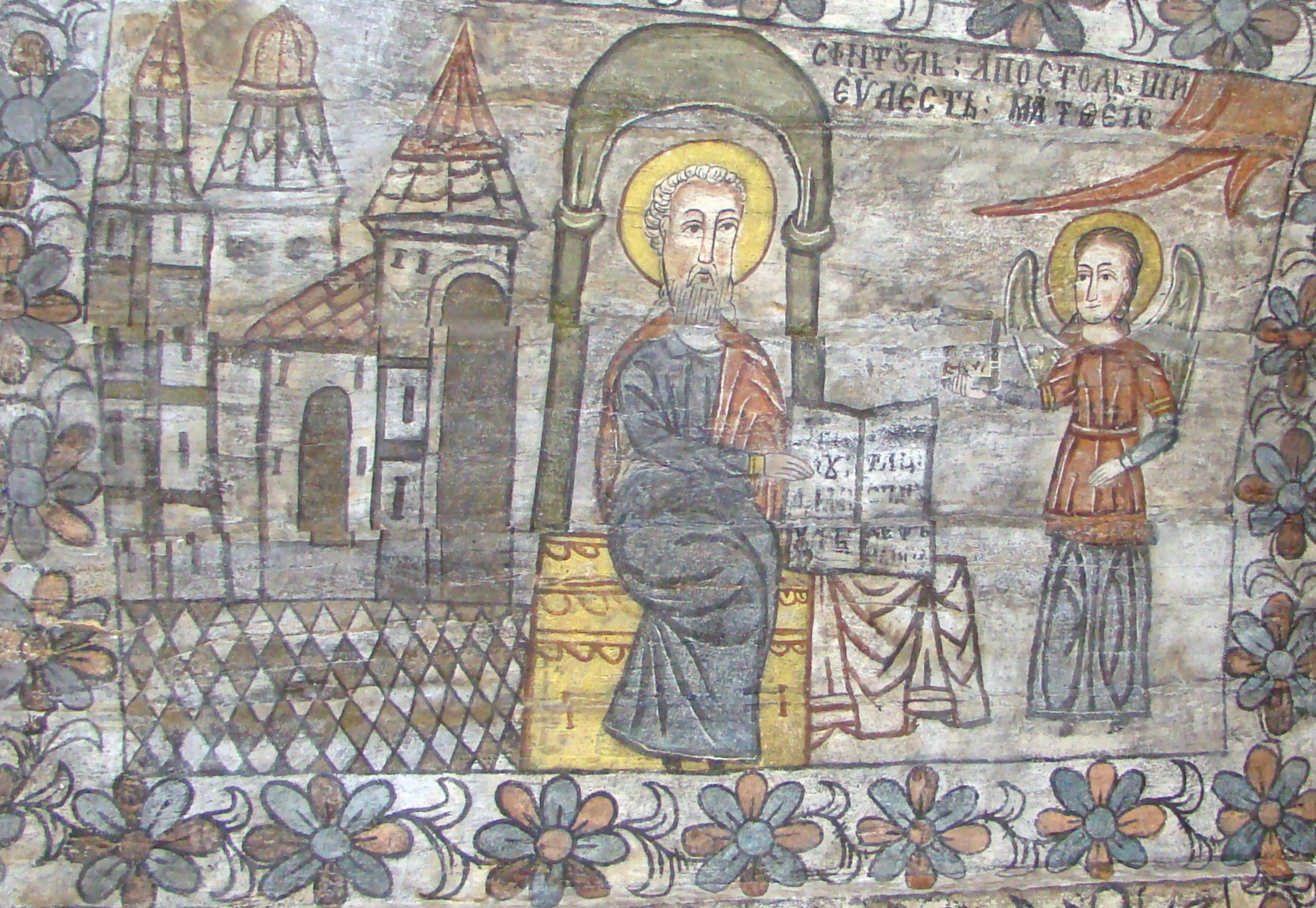
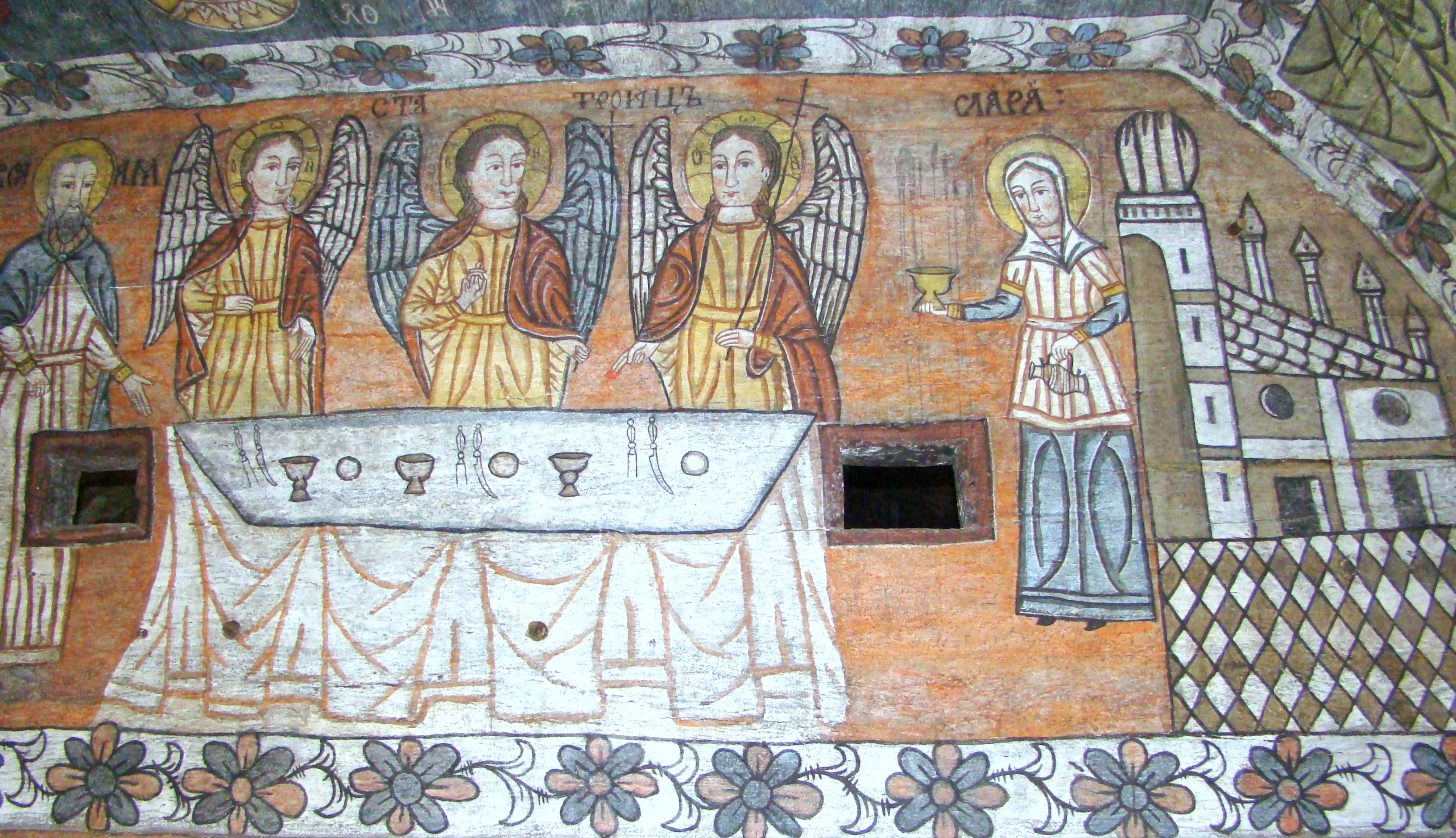
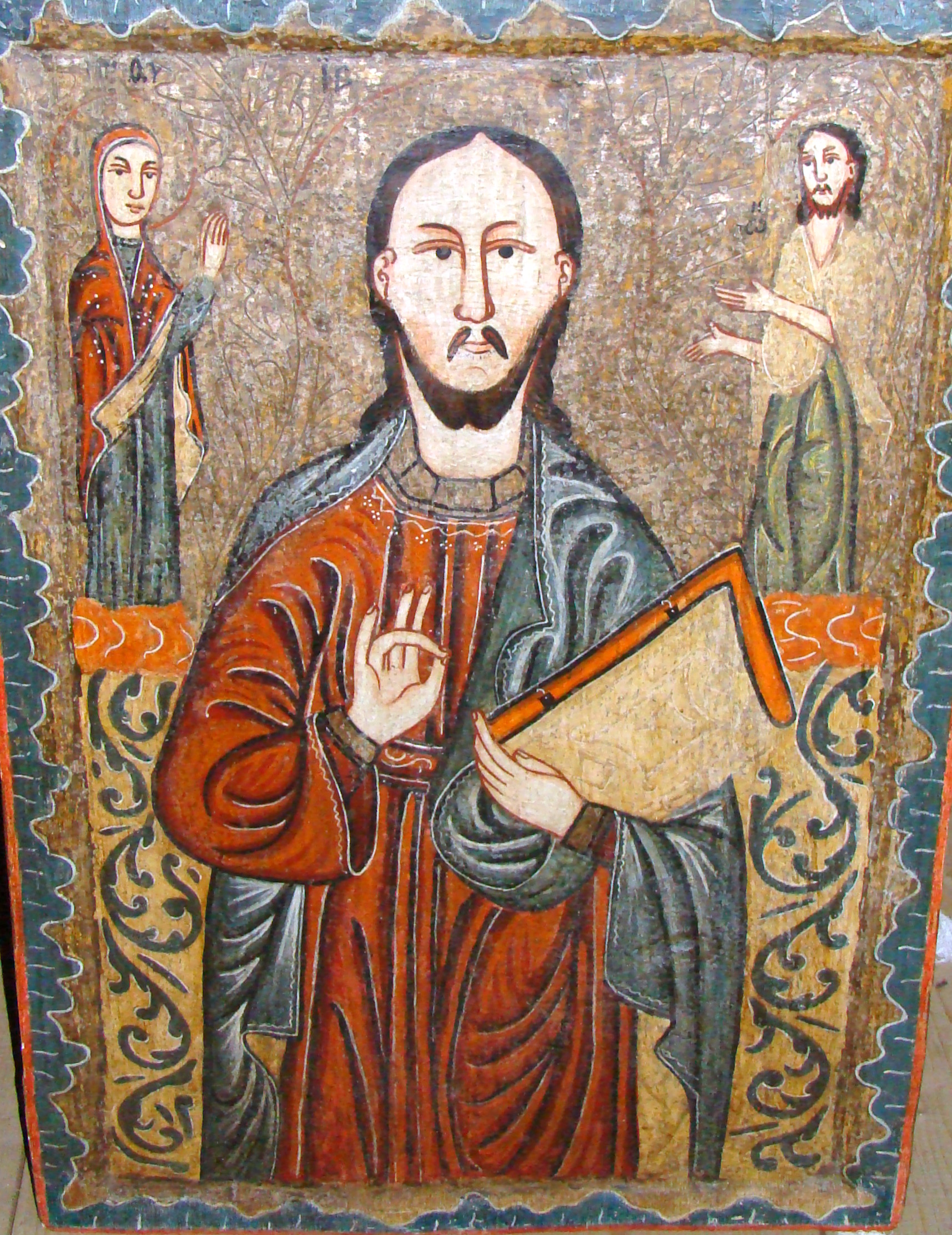
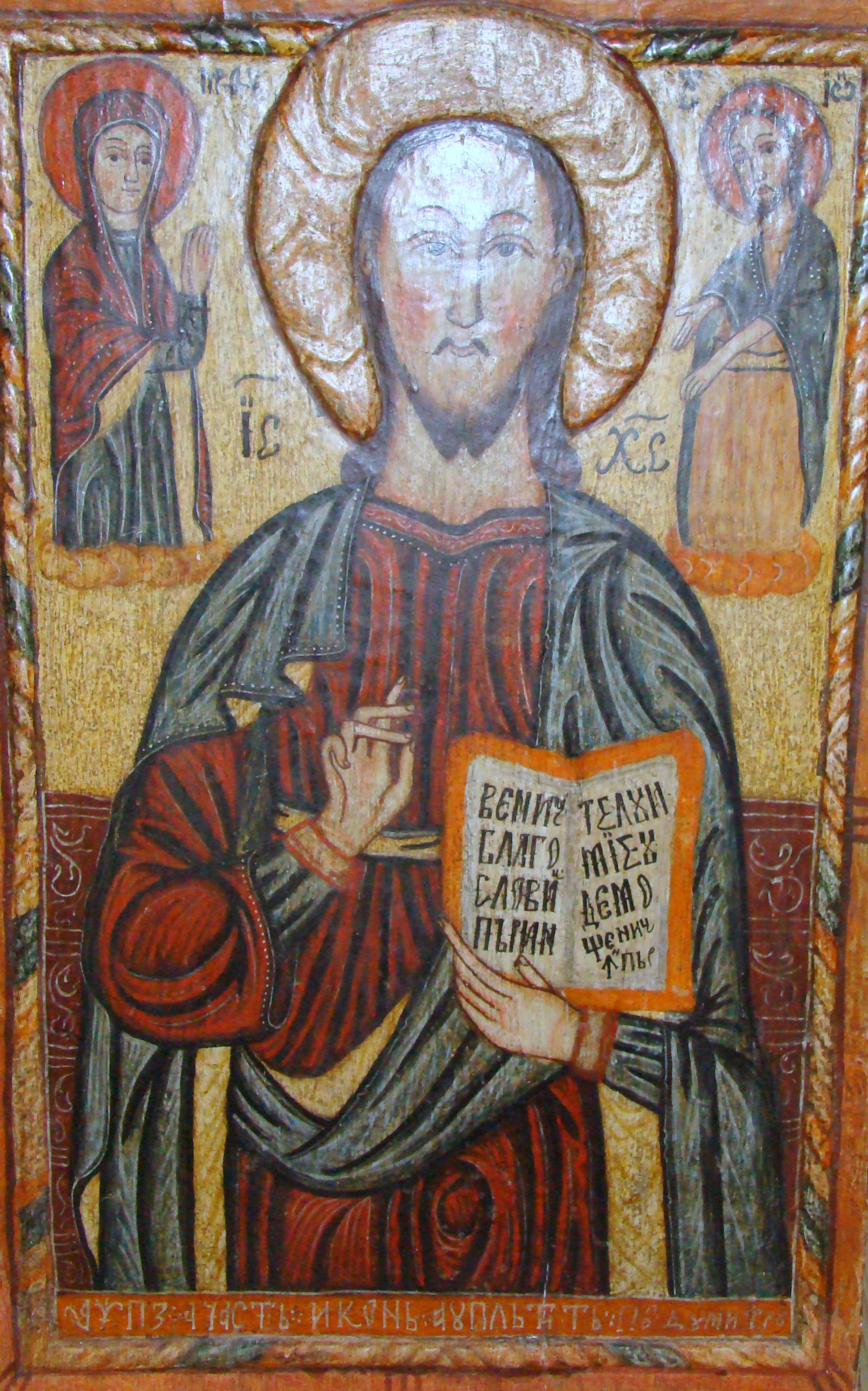
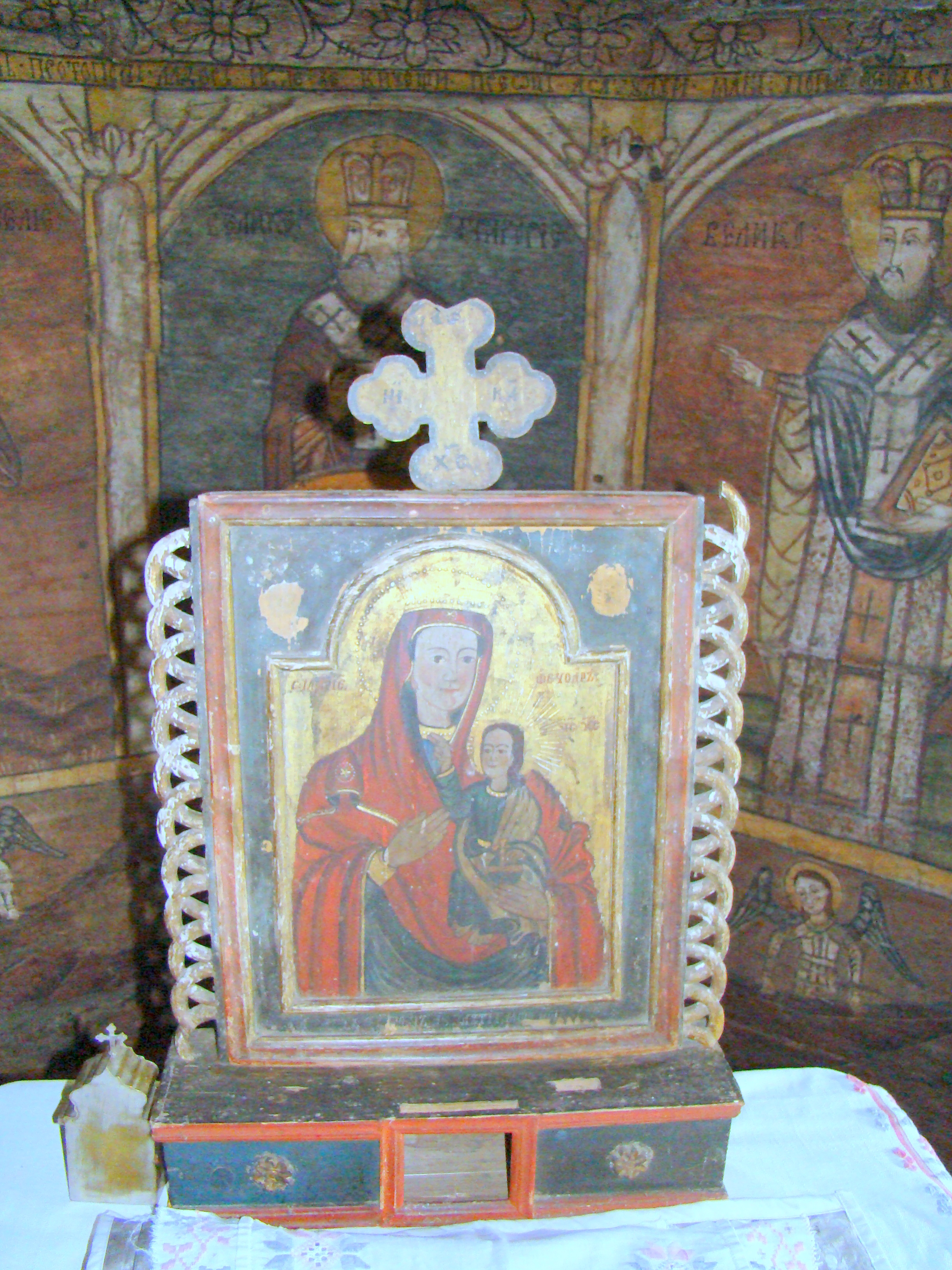
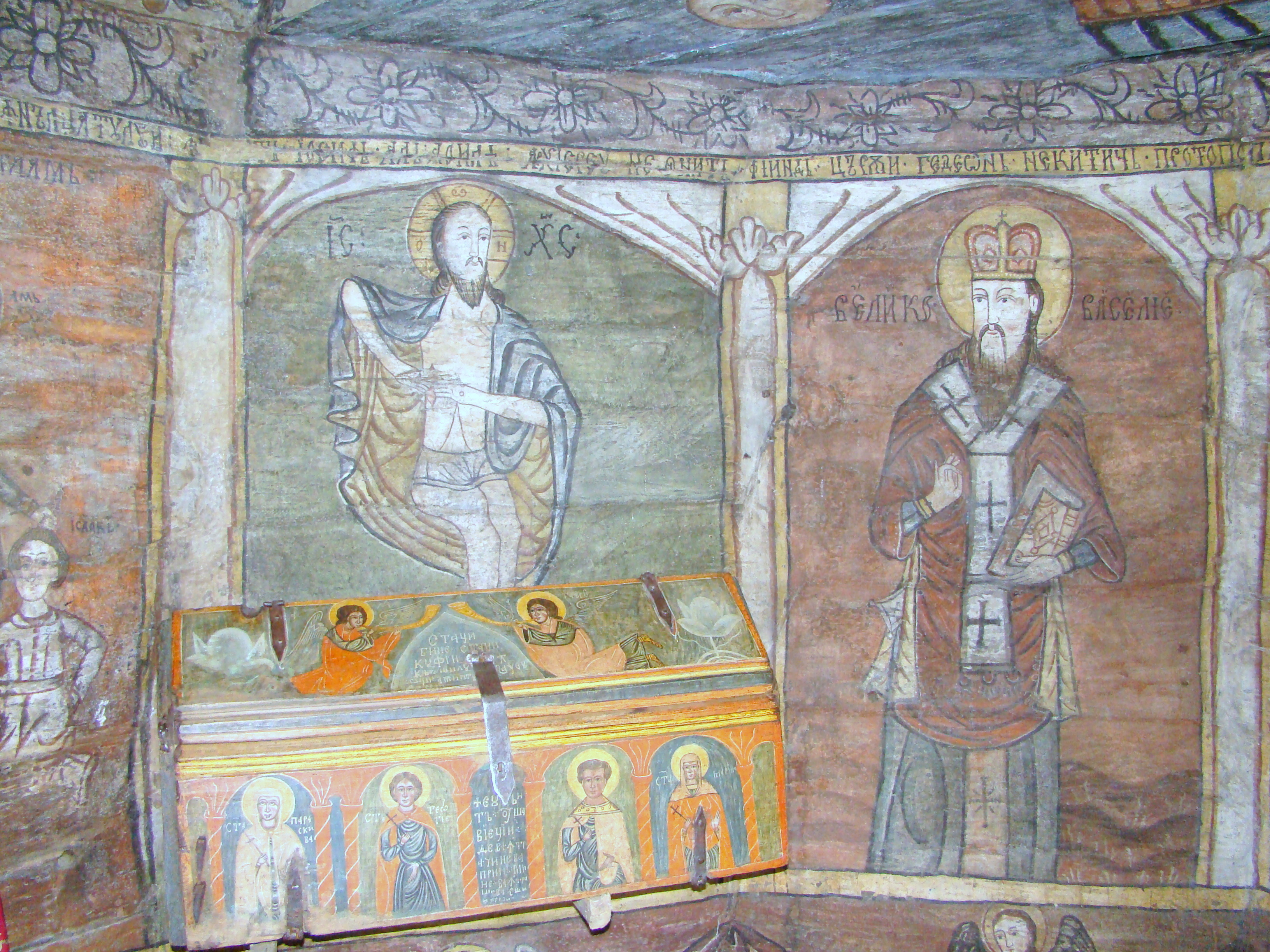
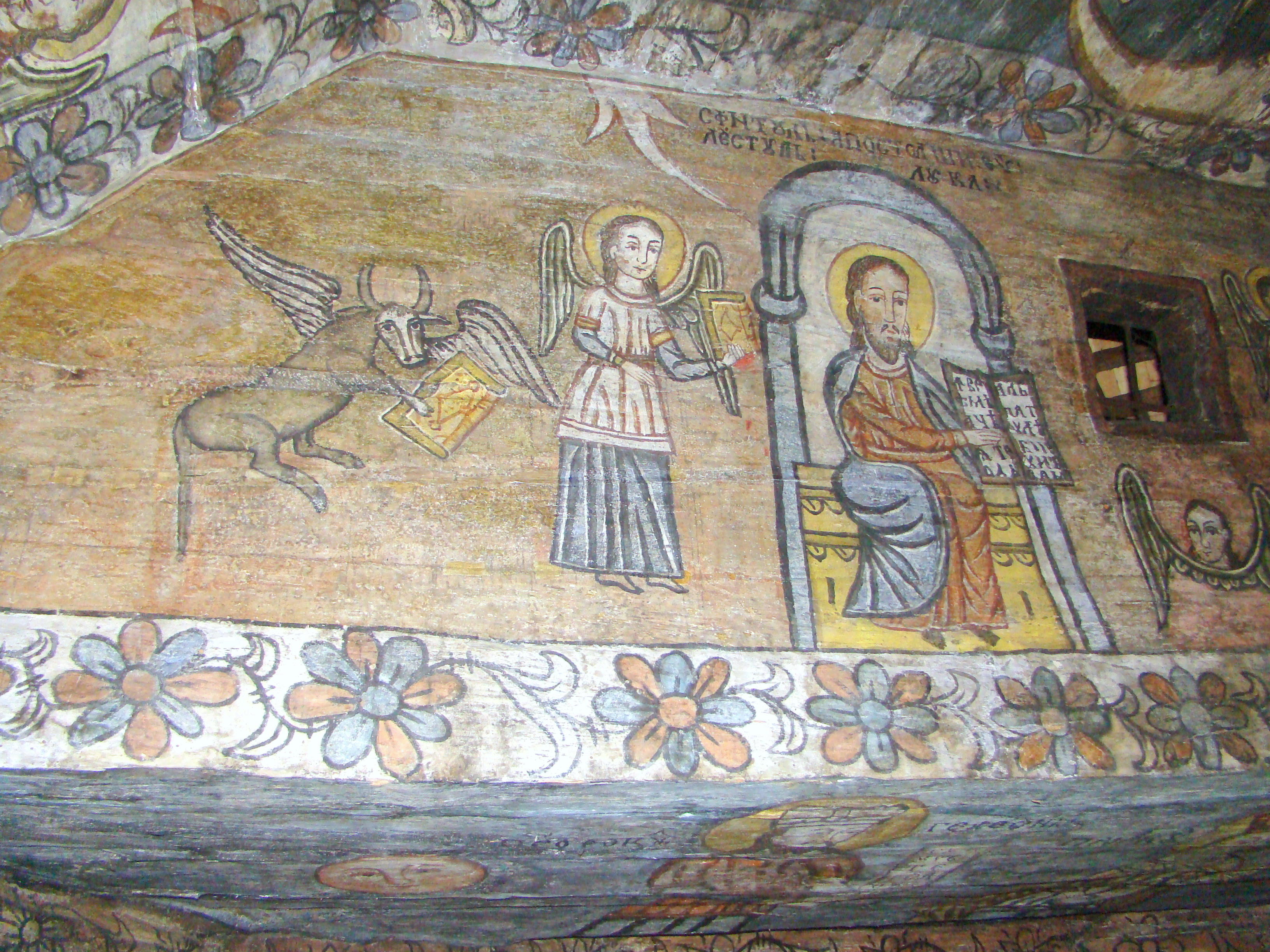
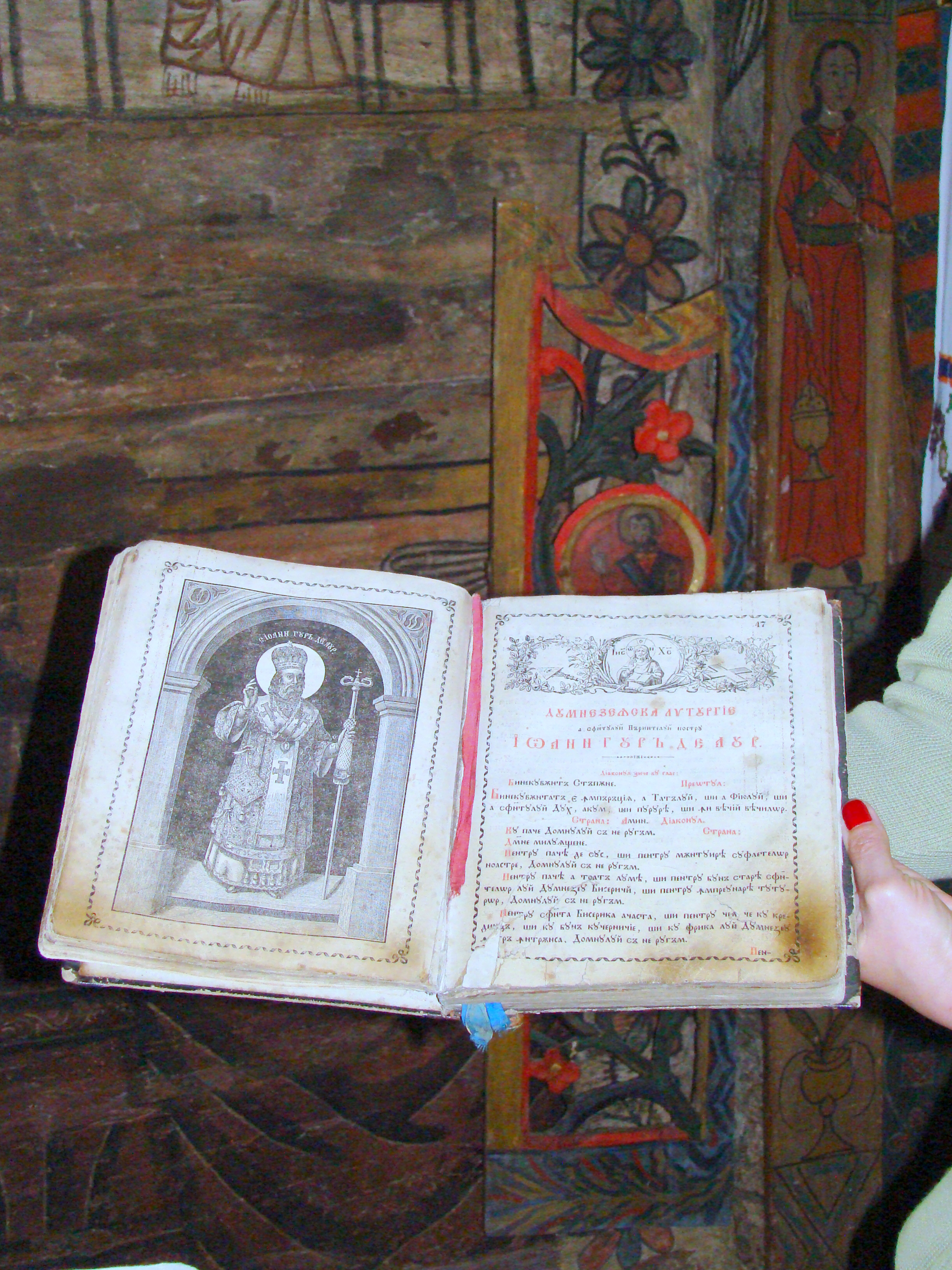
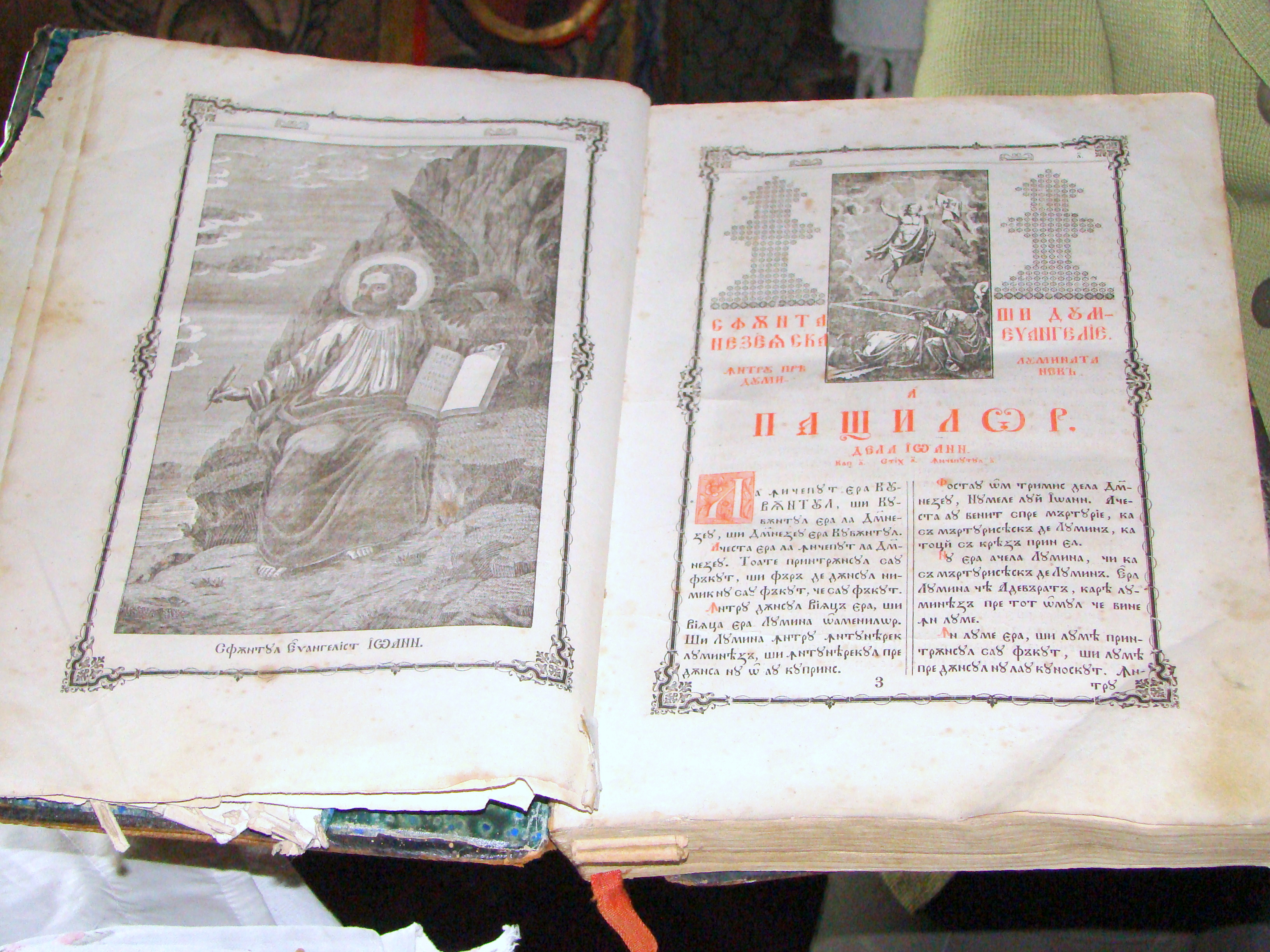
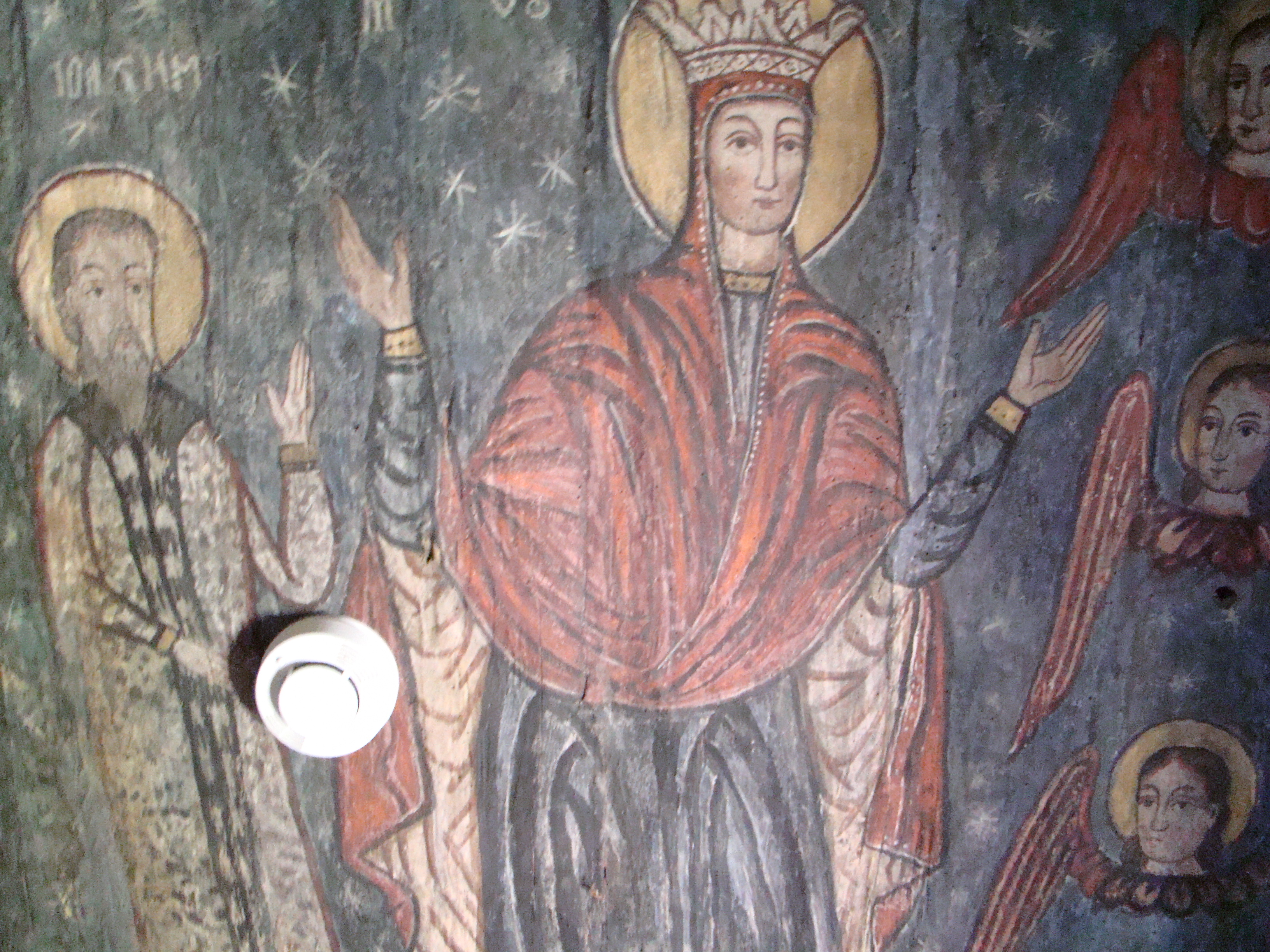
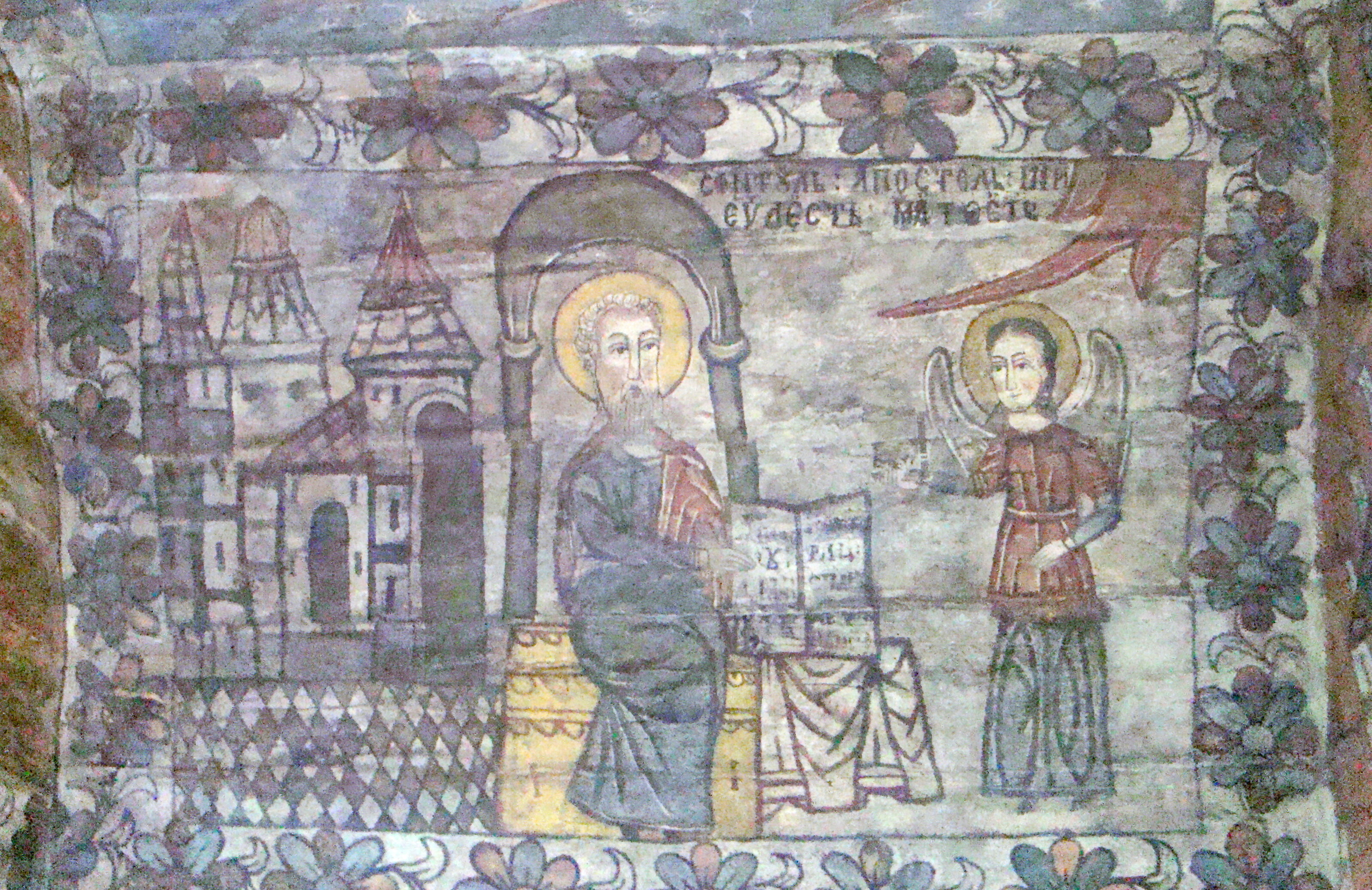
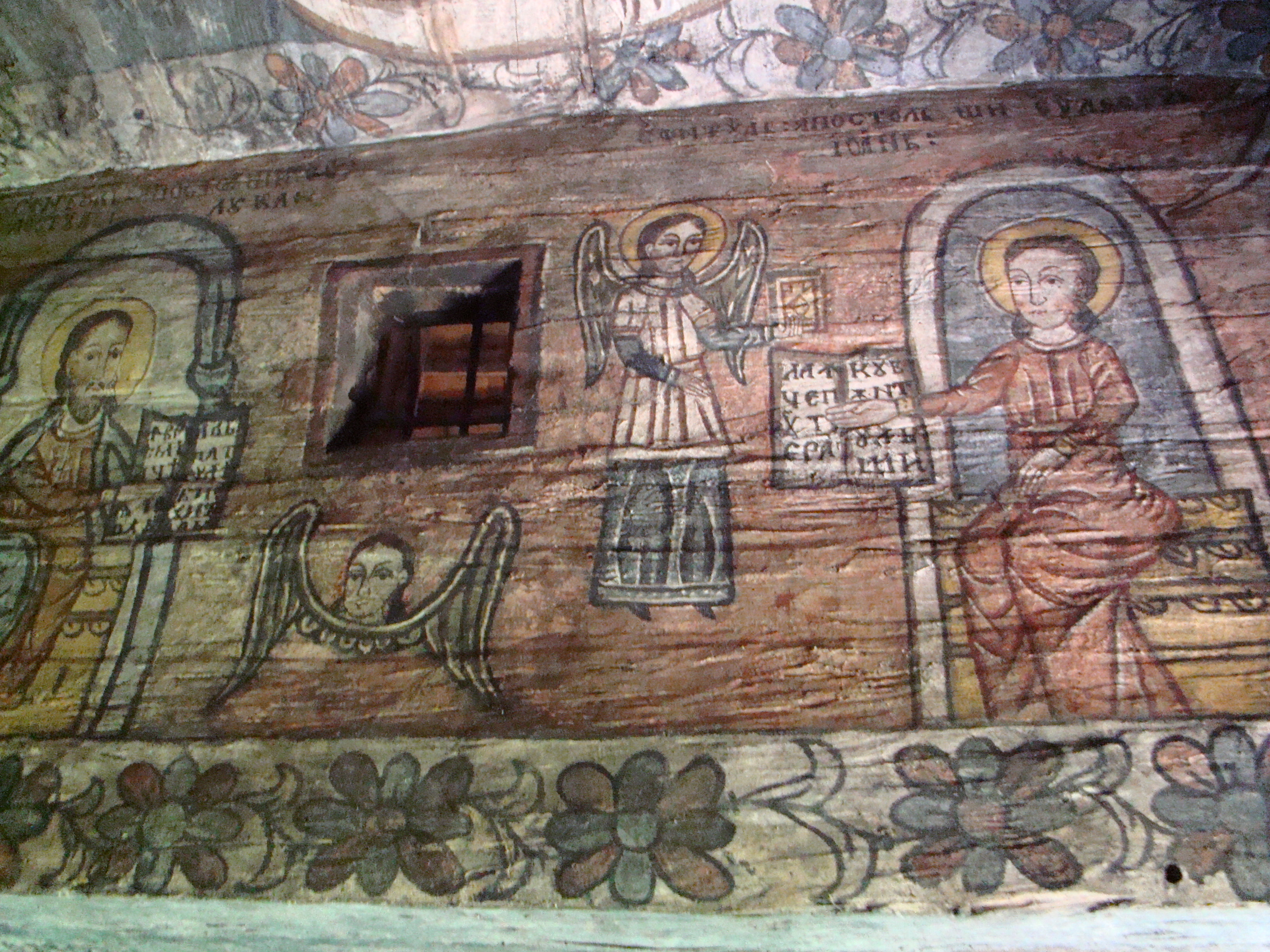
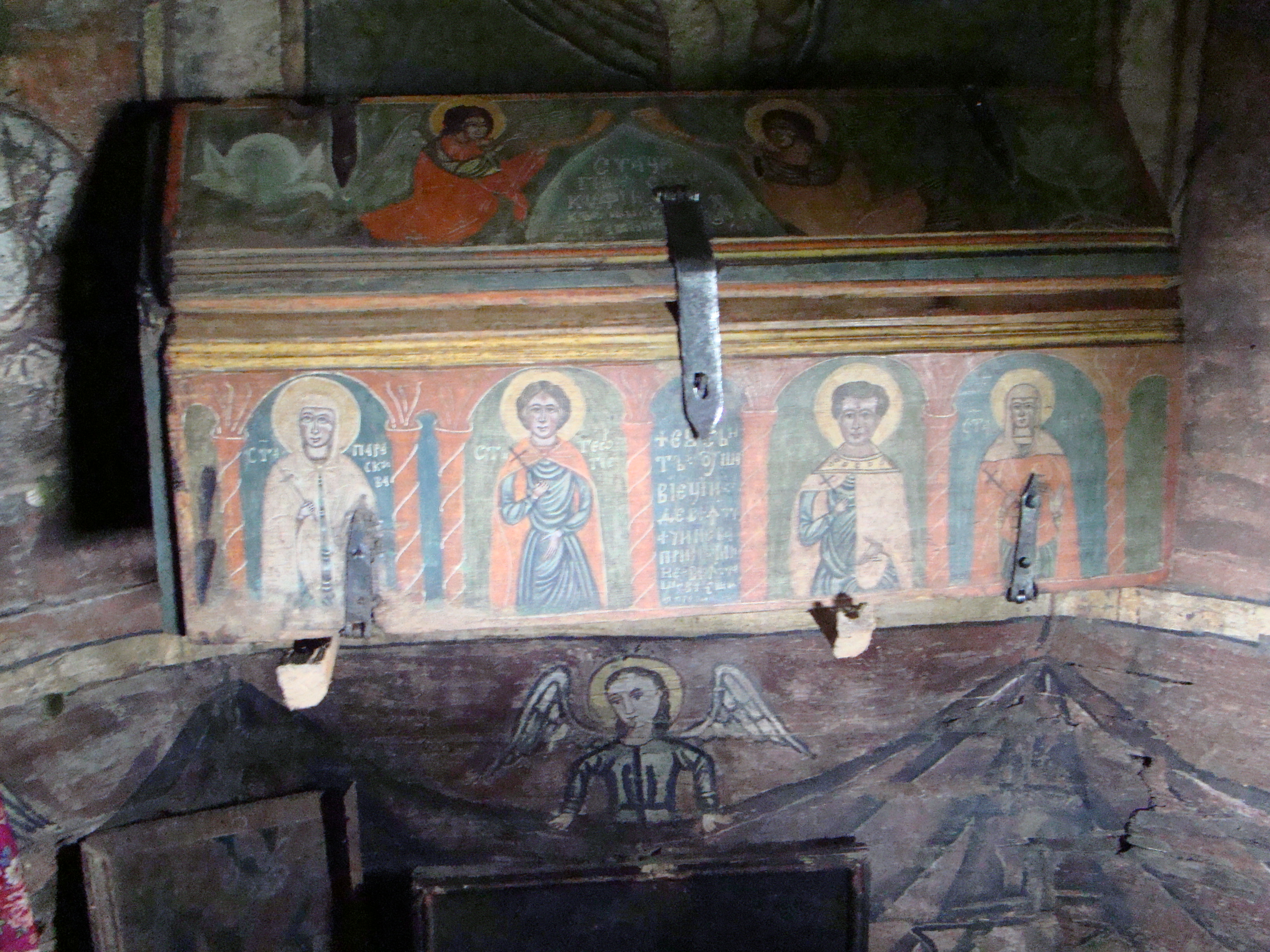
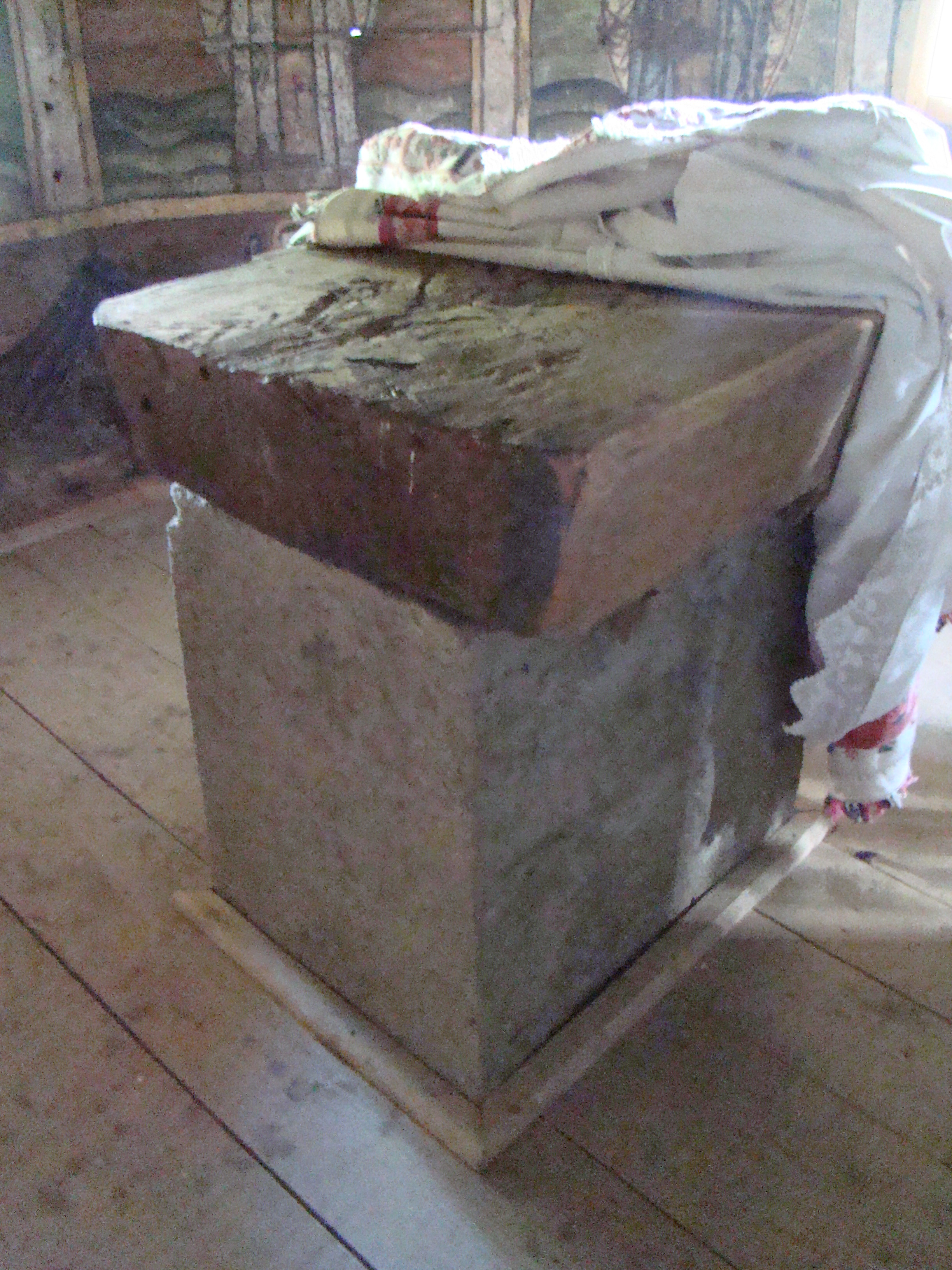
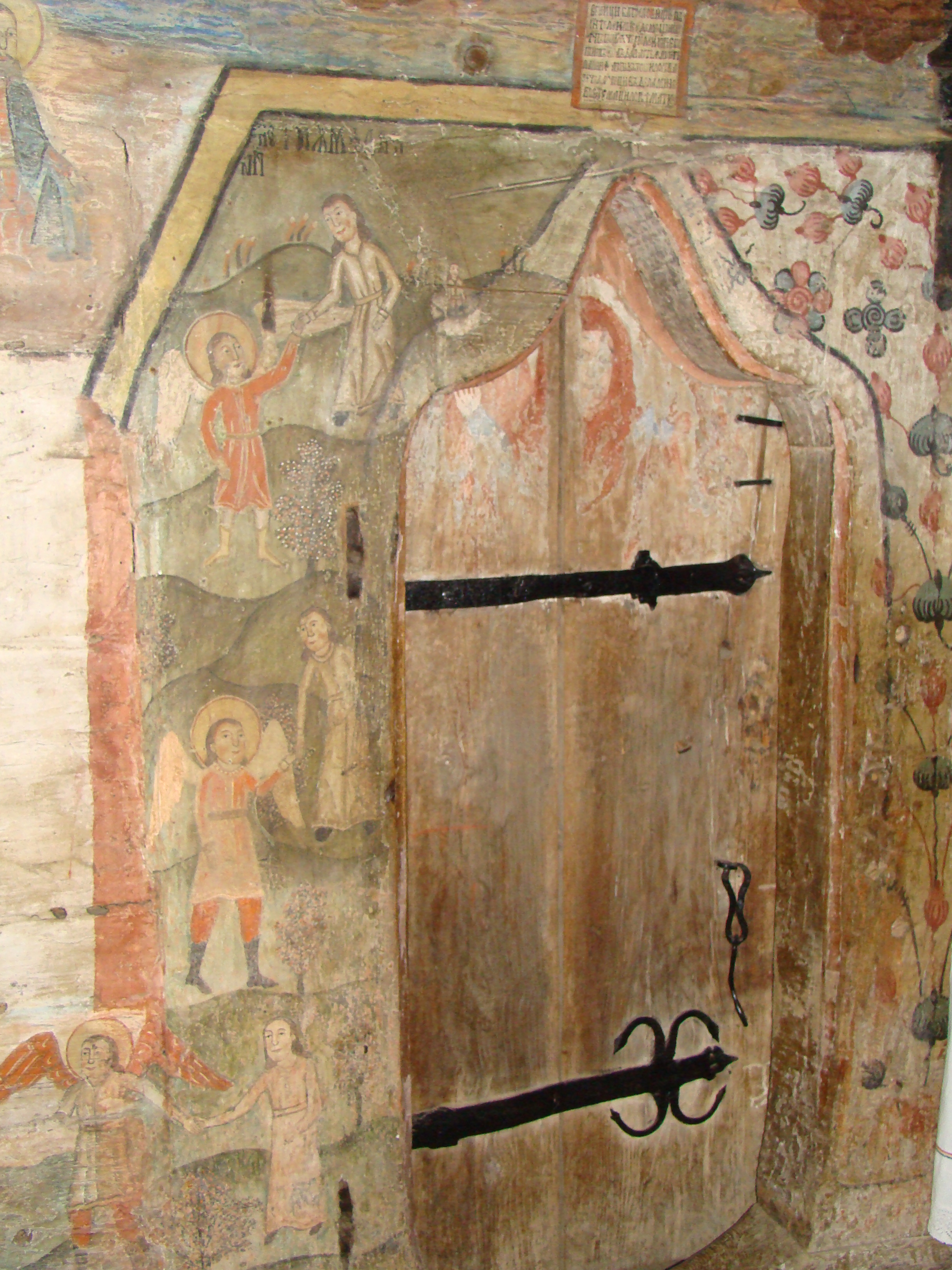
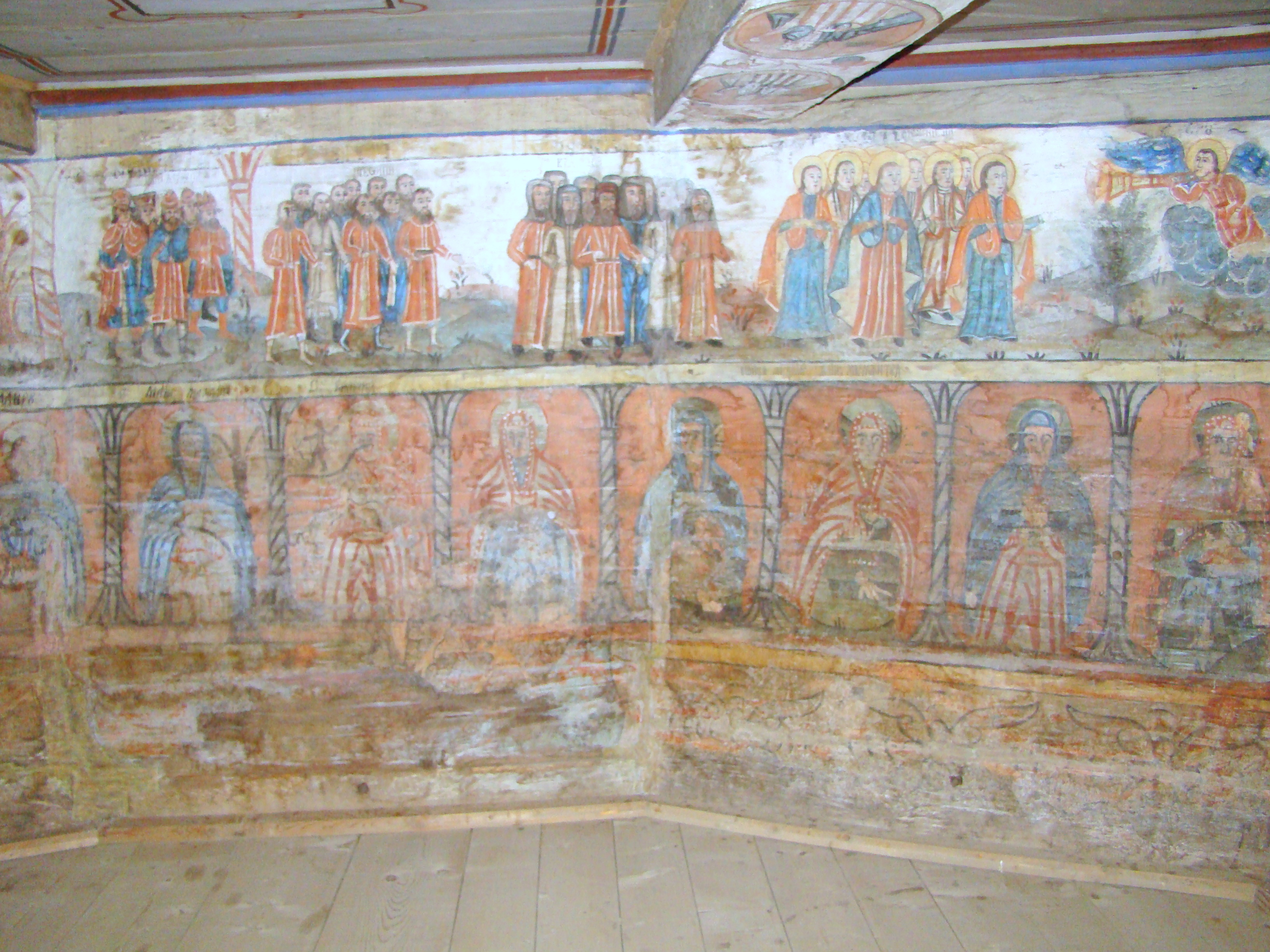
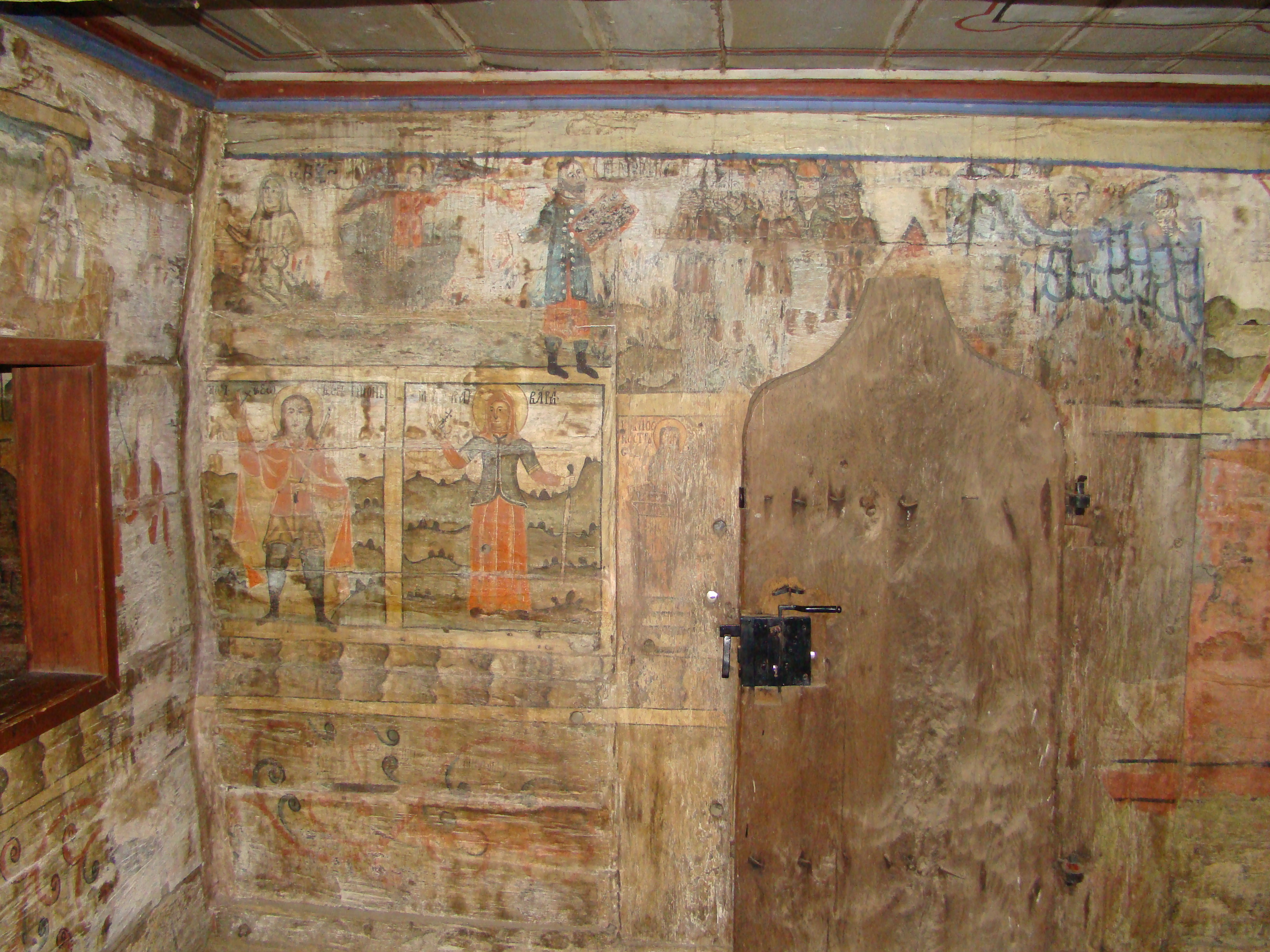
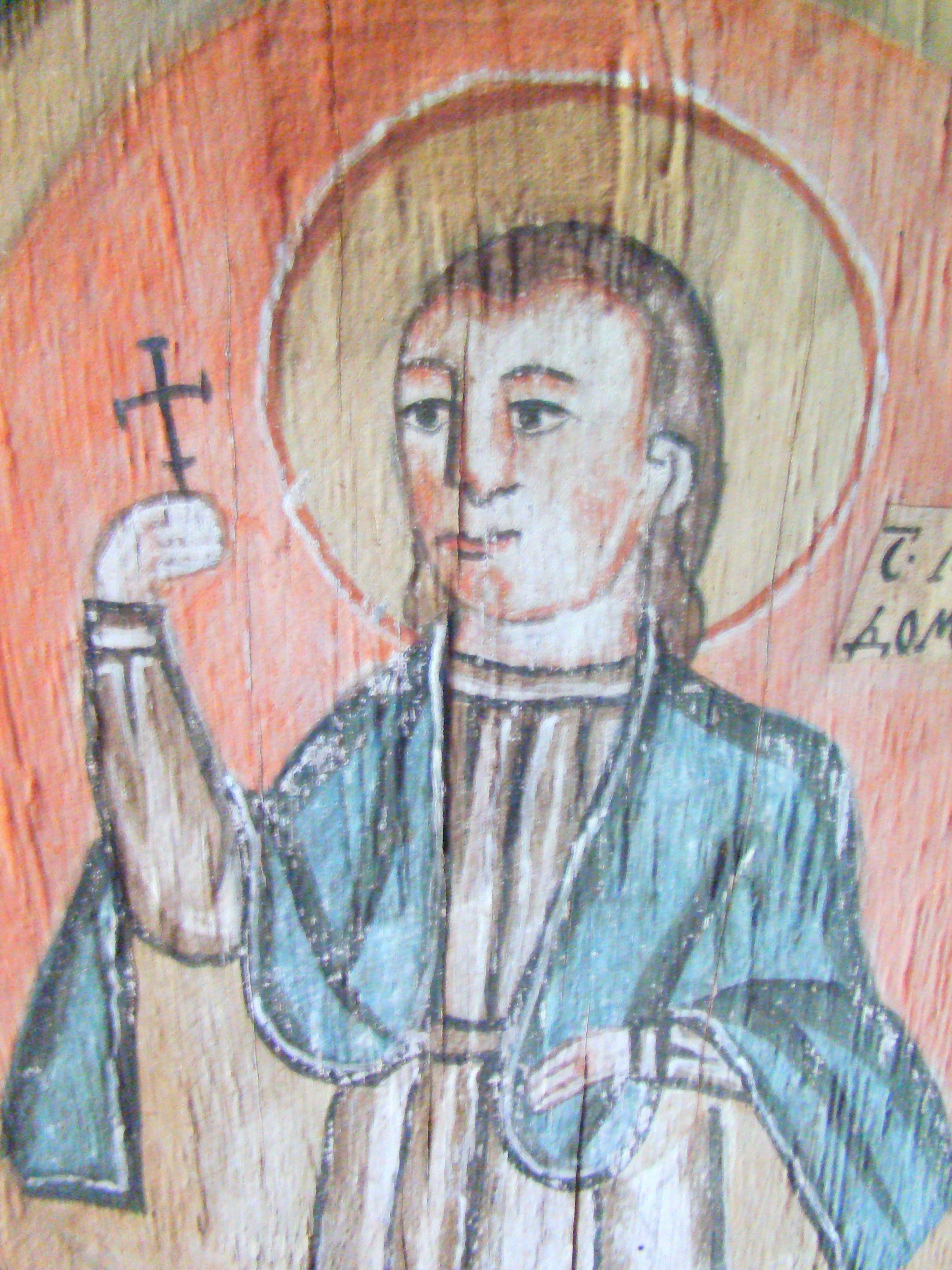
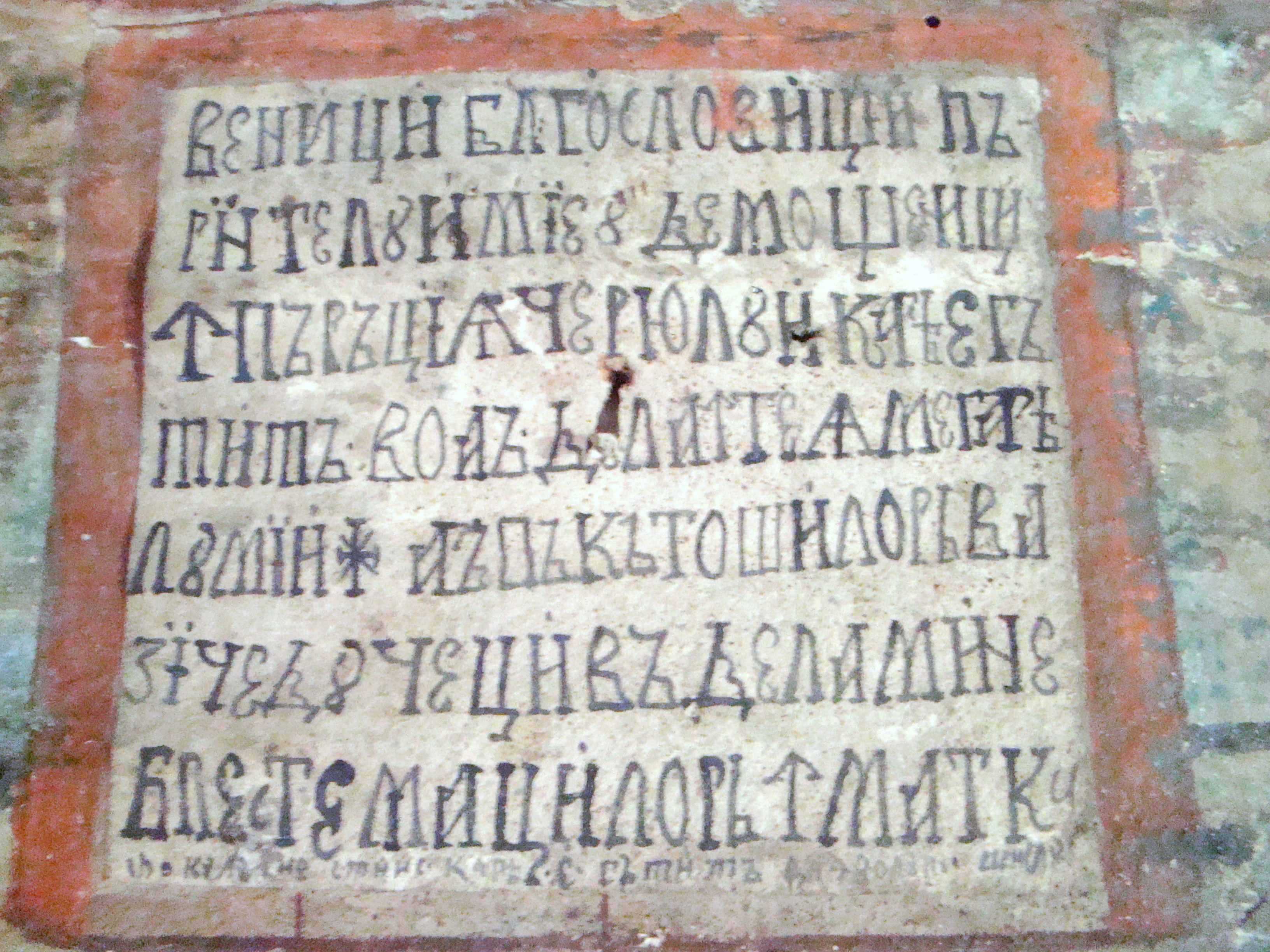
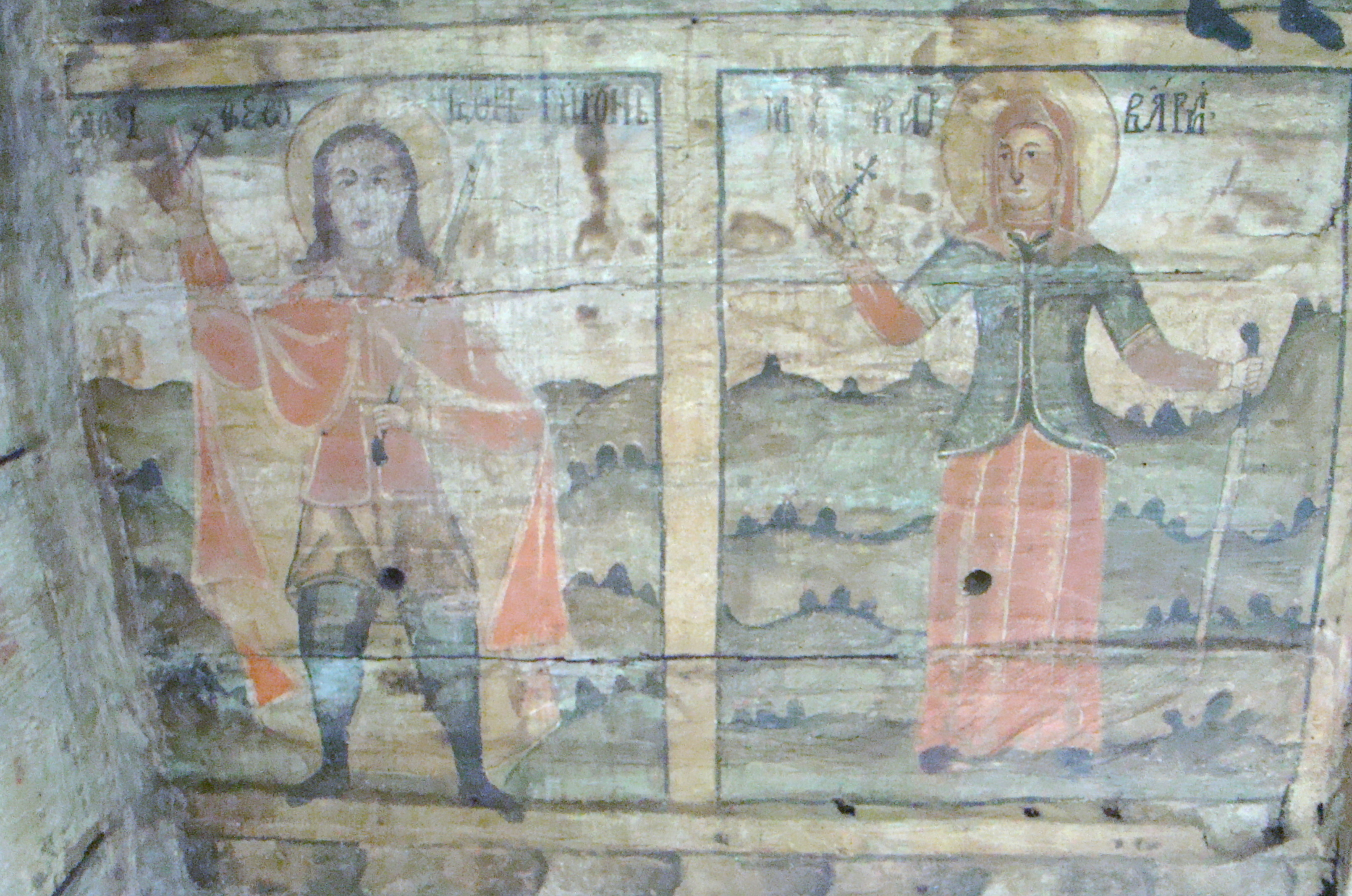
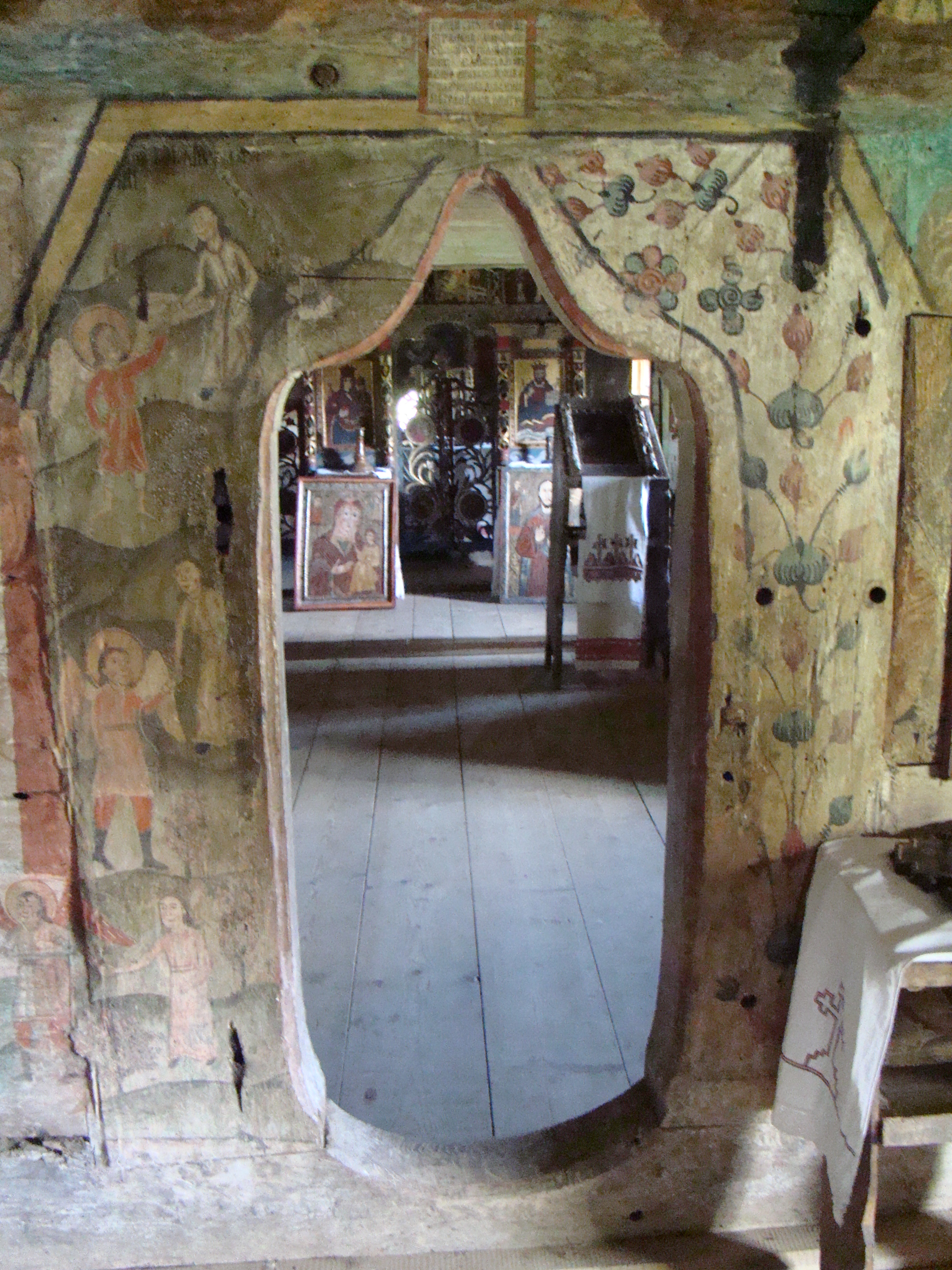
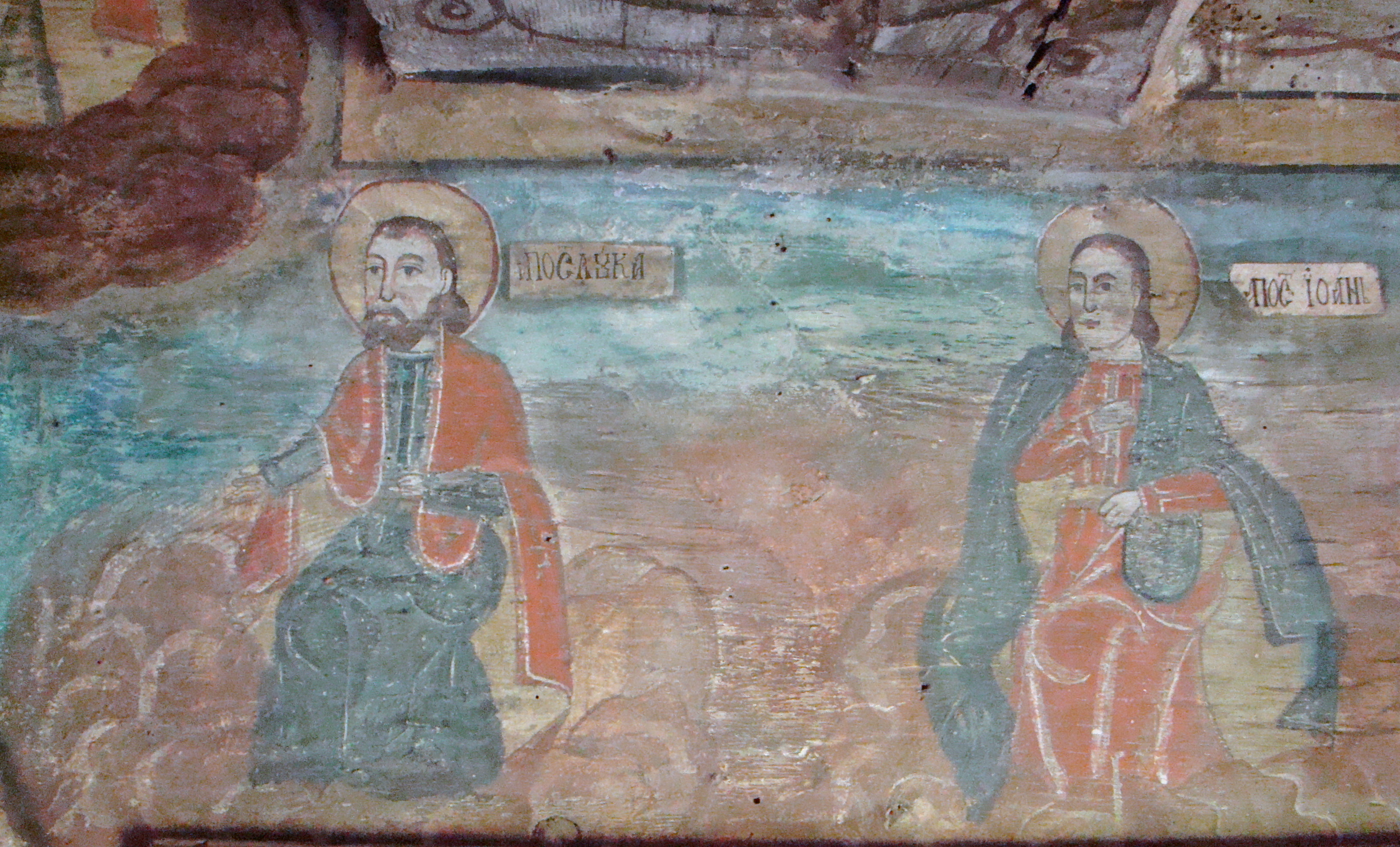
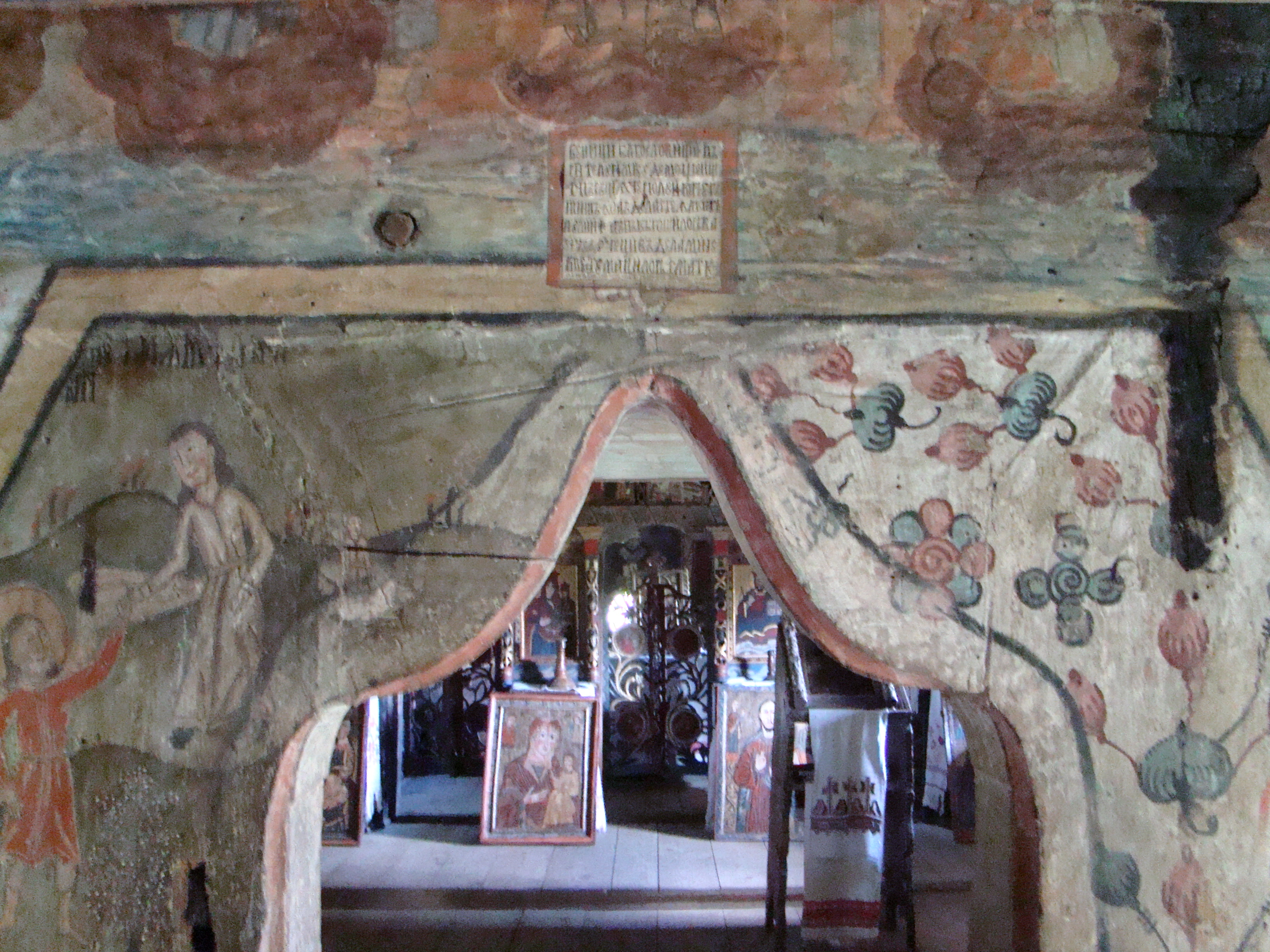
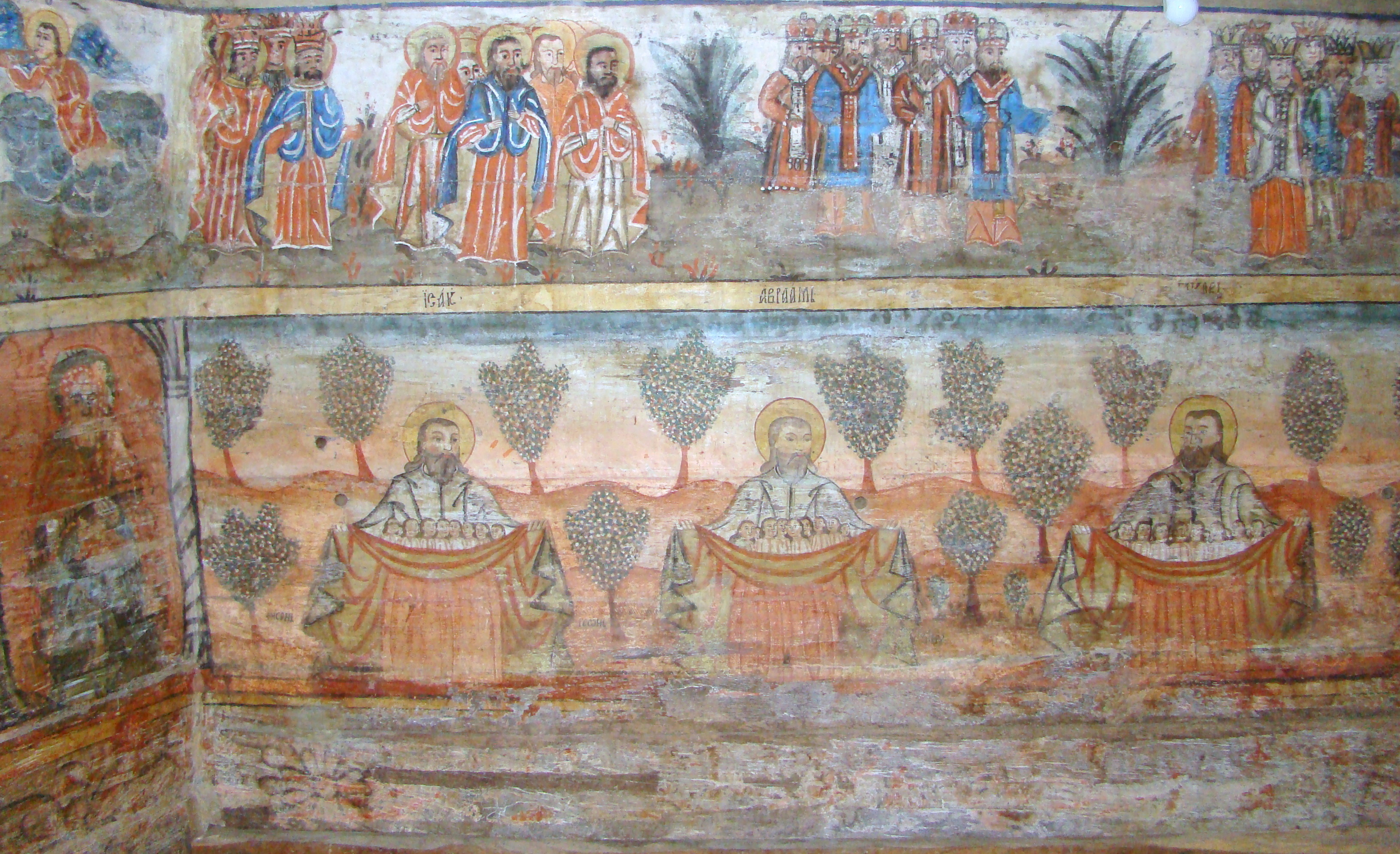
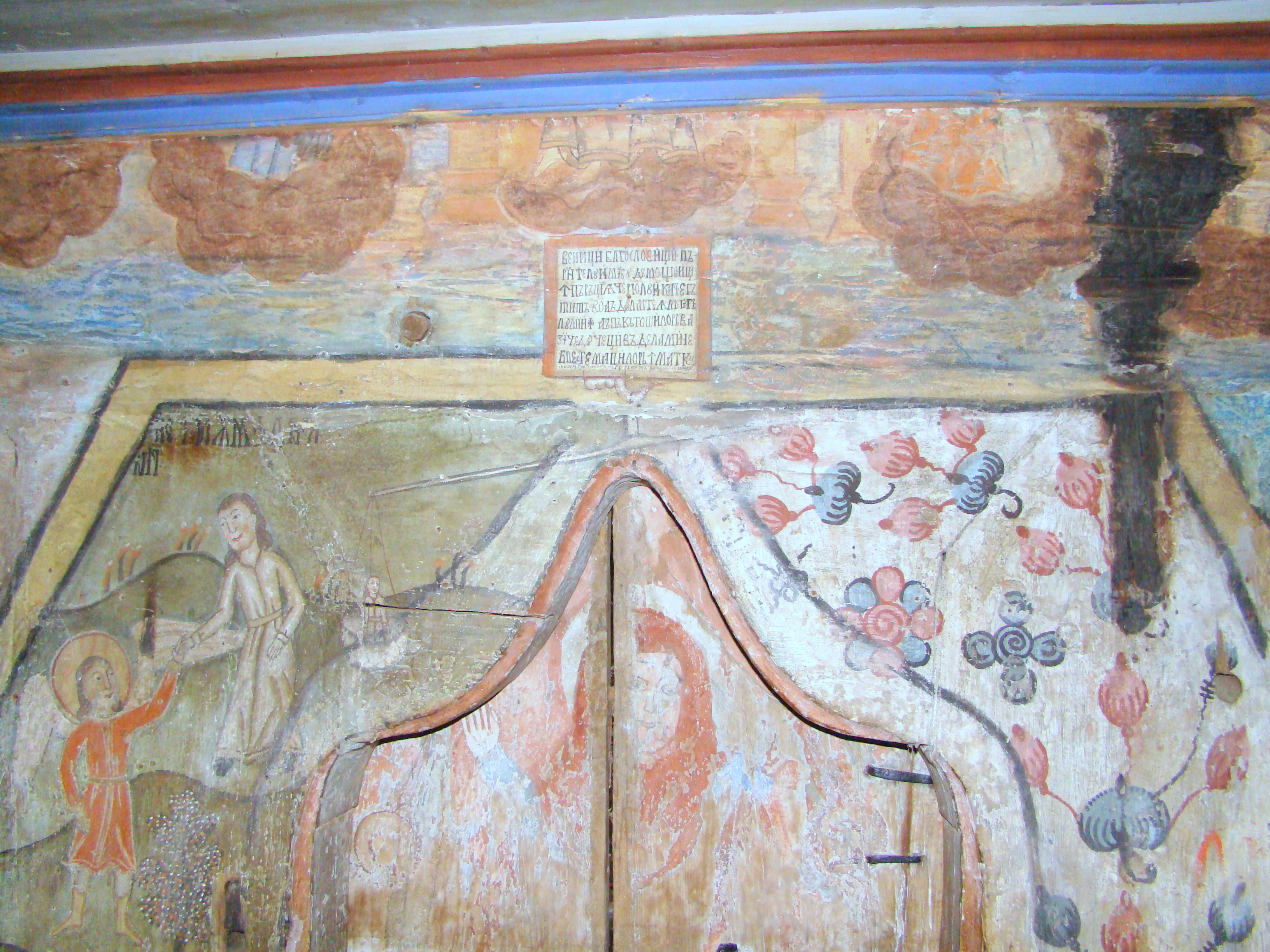
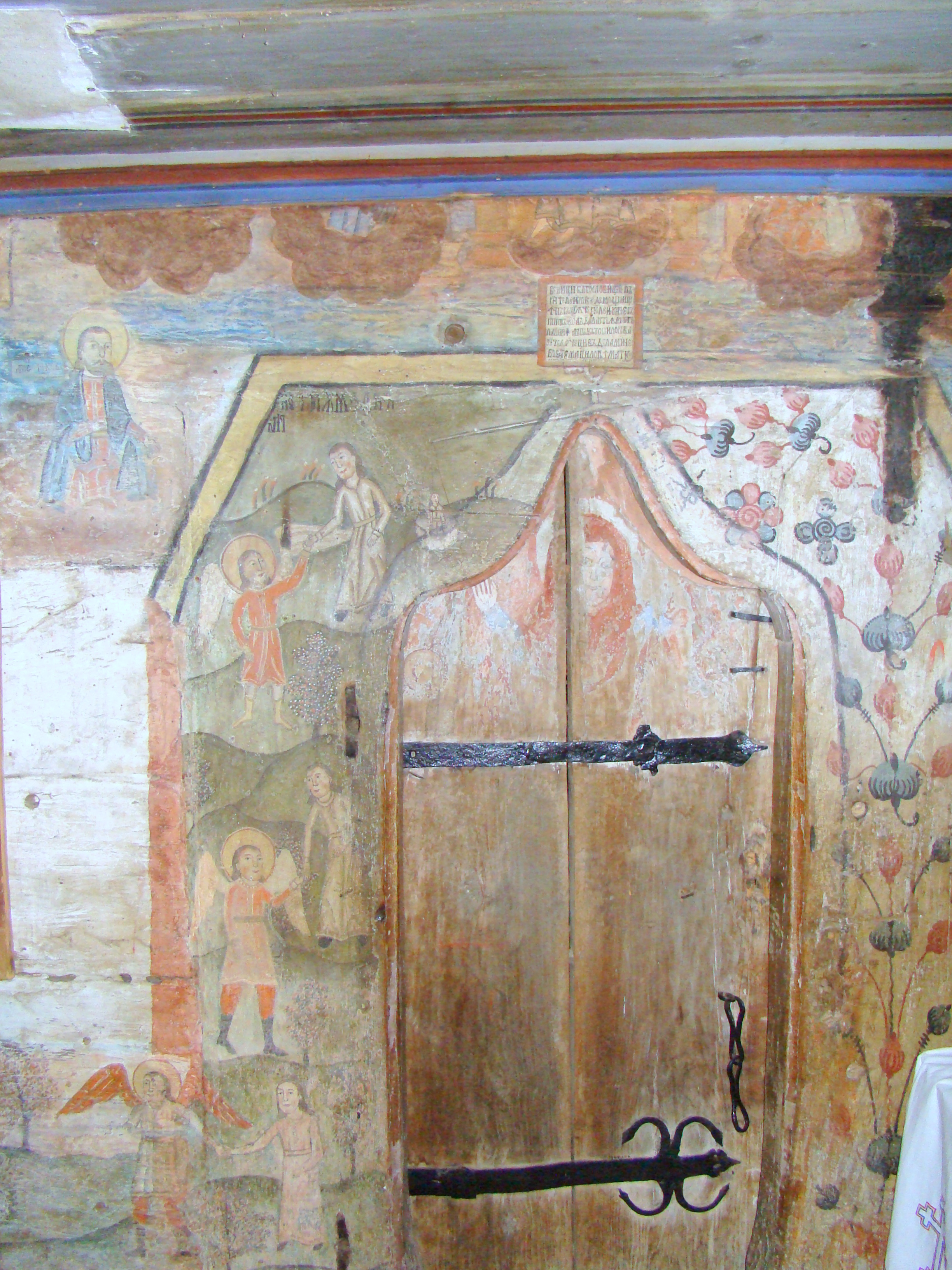